# Bamberger Dom

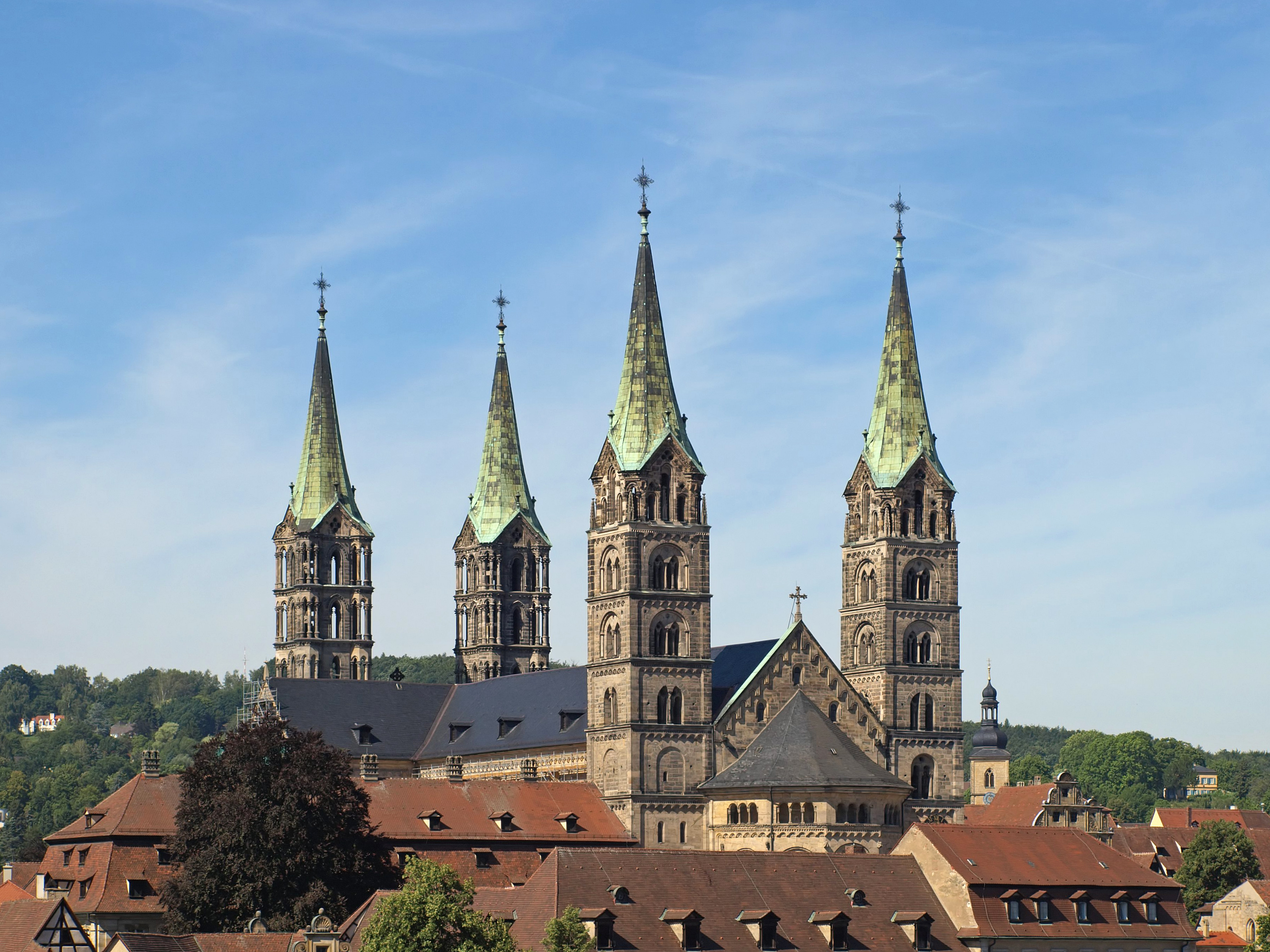
Bamberger Dom vom Schloss Geyerswörth aus gesehen

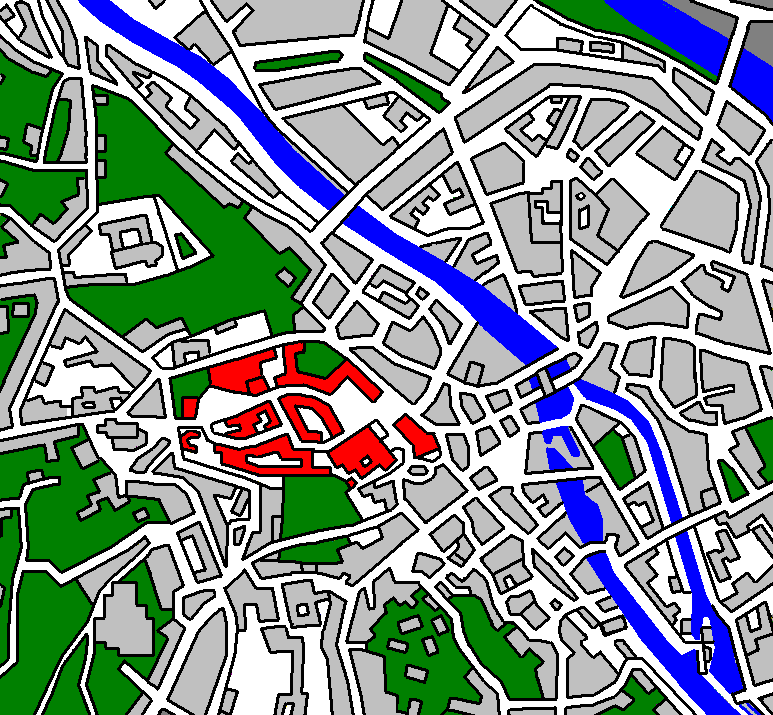
Lage des Dombergs in der Bamberger Altstadt

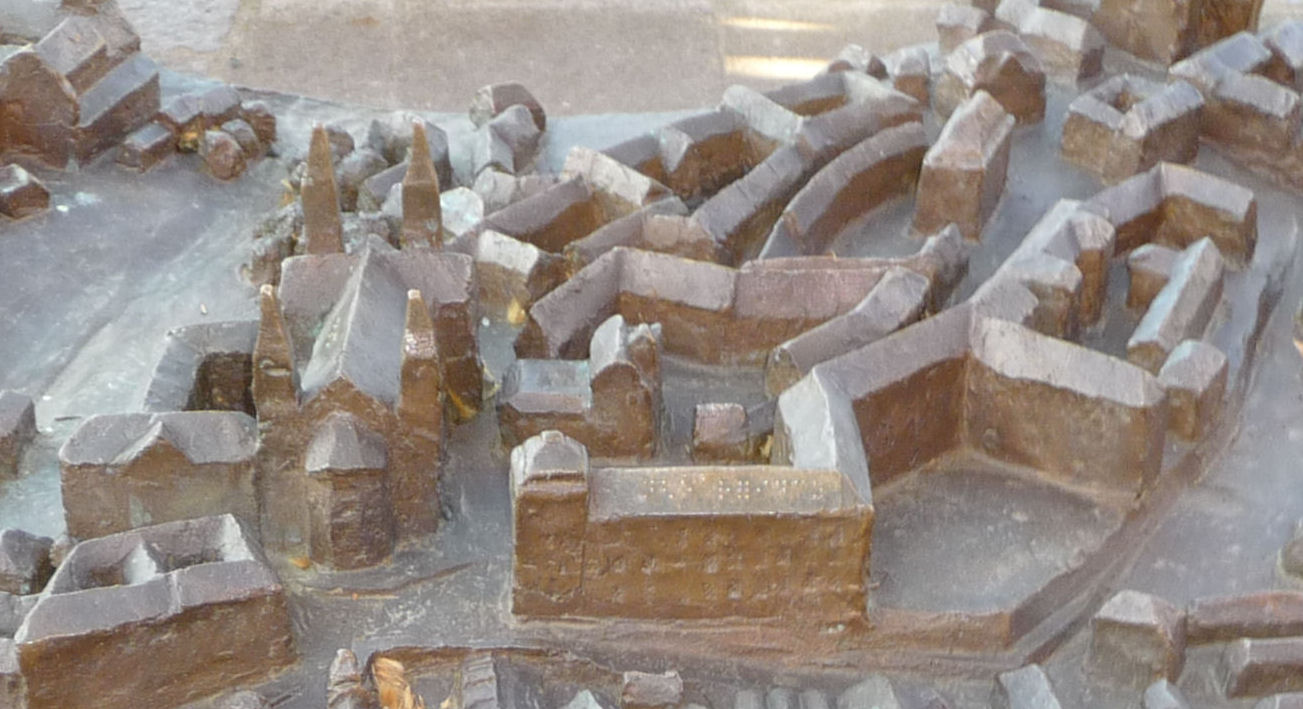
Modell des Dombergs; Dom links, Residenz rechts

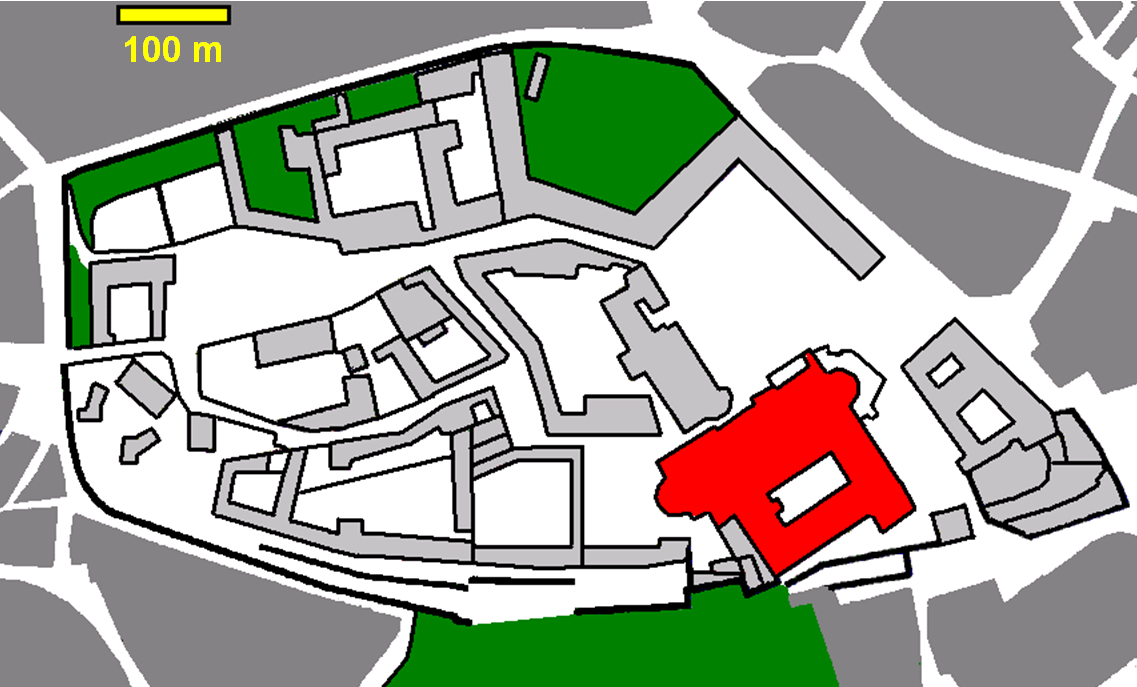
Lage auf dem Domberg

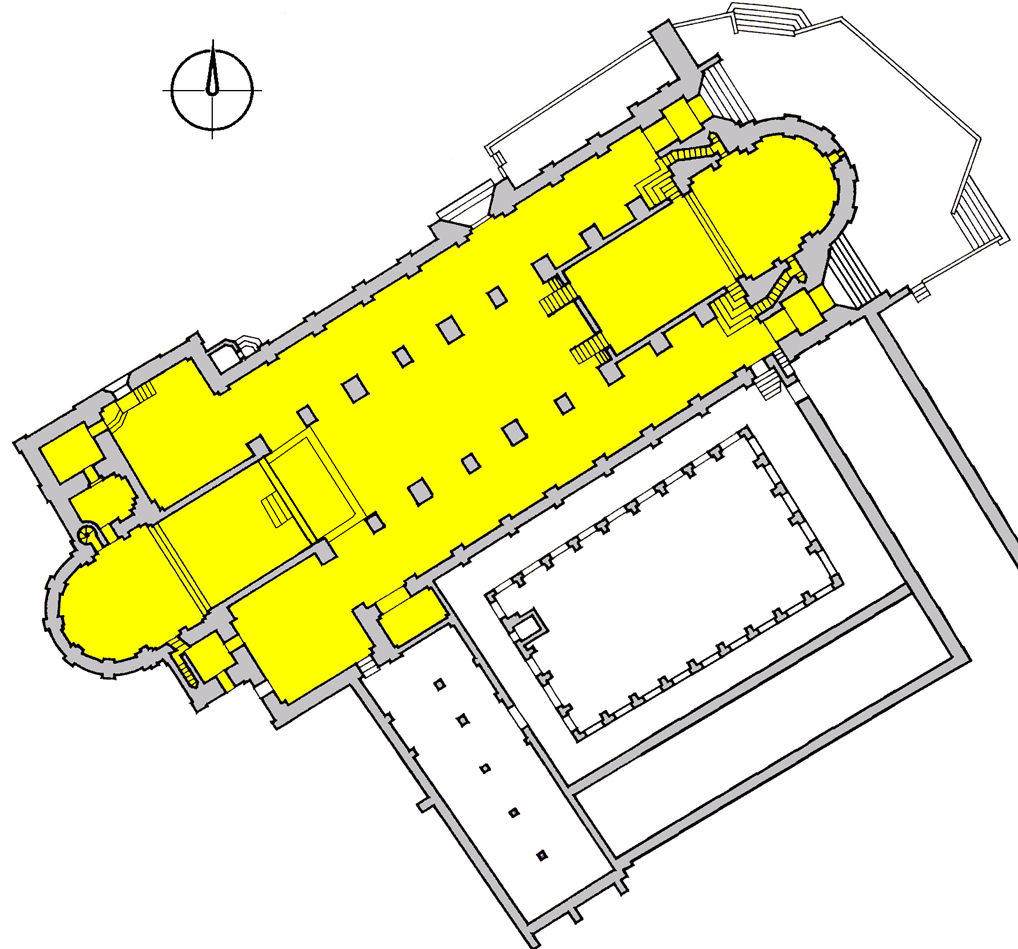
Grundriss (Kernbereich gelb)

Der Hohe Dom St. Peter und St. Georg zu Bamberg, kurz Bamberger Dom, gehört zu den deutschen Kaiserdomen und ist mit seinen vier Türmen das beherrschende Bauwerk des Weltkulturerbes Bamberger Altstadt. Der romanische Sakralbau steht auf der markanten Erhebung des Dombergs, der noch weitere historische Gebäude aufweist. Im Inneren befinden sich neben dem Bamberger Reiter das Grab des einzigen heiliggesprochenen Kaiserpaars des Heiligen Römischen Reichs sowie das einzige Papstgrab in Deutschland und nördlich der Alpen. Neben den drei Wallfahrtsbasiliken Marienweiher, Vierzehnheiligen und Gößweinstein ist der Bamberger Dom die vierte Basilica minor und die Kathedrale des Erzbistums Bamberg.

## Geschichte

### Chronologie
- Um 600 n. Chr. Siedlungsbeginn auf dem Domberg
- 902 wurde die Babenburg erstmals erwähnt
- 1004 Grundsteinlegung durch König Heinrich II.
- 1007 Bamberg wird exemtes Bistum
- 1012 Weihe des ersten Doms; anlässlich dieses Datums fand 2012 die 1000-Jahr-Feier des Doms statt
- 1020 Erste Erwähnung des Domchores; 1256 offizielle Bestätigung der Domkantorei durch Papst Alexander IV.
- 1046 der zweite Bamberger Bischof Suidger wurde Papst Clemens II.; sein Grab im Bamberger Dom ist das einzige erhaltene Papstgrab nördlich der Alpen
- 1081 erstes Großfeuer im Dom
- 1087 provisorischer Wiederaufbau
- 1185 erneutes Großfeuer und Abriss
- 1237 erneute Domweihe; auf dieser Grundlage fand im Jahr 1989 die 750-Jahr-Feier des aktuellen Doms statt
- 1415 Erwähnung der ersten Domorgel; die heutige Domorgel stammt aus dem Jahr 1976
- 1611 Beginn der Barockisierung; weitergeführt nach dem Dreißigjährigen Krieg
- 1803 Säkularisation (Auflösung des Kirchenbesitzes)
- 1818 Bamberg wurde Erzbistum: zur Kirchenprovinz gehörten neben Bamberg die Bistümer Eichstätt, Speyer und Würzburg
- 1829 Beginn der Purifizierung (Stilbereinigung) auf Initiative des bayerischen Königs Ludwig I.
- 1900 Feierliche Enthüllung des Prinzregent Luitpold-Reiterstandbildes auf der Terrasse vor dem Dom im Beisein des Prinzen Ludwig und des Bamberger Erzbischofs Joseph von Schork
- 1923 Papst Pius XI. verlieh dem Dom mit dem Apostolischen Schreiben Anno reparatae (Jahr der Erlösung 1923) den Titel Basilica minor[1]
- 2007 Feier des 1000-jährigen Bistumjubiläums
- 2012 Feier des 1000-jährigen Domjubiläums

### Patrozinium

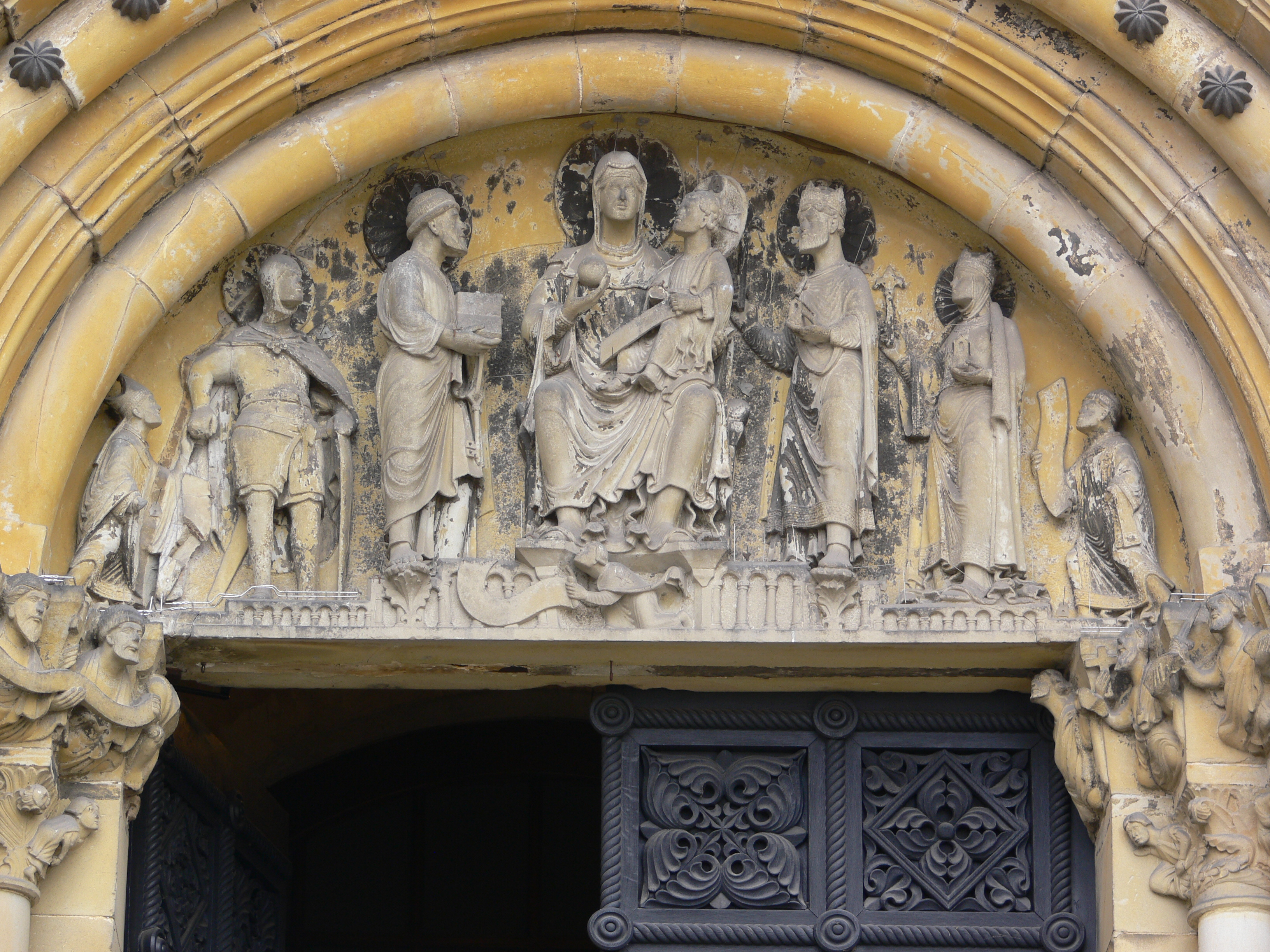
Georg, Petrus und Maria mit Jesuskind an der Marienpforte

Das Patrozinium bzw. Patronat des Doms wurde bewusst gewählt, um das Verbindende von Ostkirche und Westkirche zu betonen:
- Petrus, erster Papst und erster Patron der Kirche, steht für die römische Kirche. Simon Petrus war einer der zwölf Apostel, die Jesus von Nazaret zu Lebzeiten nachfolgten. Er ist erster Bekenner, aber auch Verleugner Christi sowie erster Zeuge des Auferstandenen, der Sprecher der Apostel und Leiter der Jerusalemer Urgemeinde.
- Der Ritter Georg ist der zweite Patron der Kirche und steht für die byzantinische Kirche. Georg war ein Märtyrer, der zu Beginn der Christenverfolgung unter Kaiser Diokletian gestorben sein soll. Im Lauf der Jahrhunderte wurde er vor allem in den Ostkirchen zum beliebtesten Heiligen des Christentums. Besondere Verbreitung hat die Drachentöter-Legende Georgs gefunden. 1969 wurde Georg von Papst Paul VI. offiziell aus dem katholischen Heiligenkalender entfernt. 1975 tauchte der Name jedoch wieder im Römischen Generalkalender auf. Der Vorname Georg gehörte weiterhin zu den beliebten Vornamen in Europa.
- Die Gottesmutter Maria steht für das Übergreifende beider Kirchen. Das Fest Mariä Namen wird als katholischer Gedenktag am 12. September gefeiert. Papst Innozenz XI. führte es im Jahr 1683 zum Dank für den Sieg über die Türken vor Wien ein. Vorher feierte man den Namenstag der Gottesmutter am 8. September (Mariä Geburt). Dieses Fest ist sowohl im Osten als auch im Abendland verbreitet und blickt auf eine sehr lange Tradition mit vielen volkstümlichen Elementen zurück. Mariä Himmelfahrt, das auch in den Ostkirchen gefeierte Muttergottes-Fest, wird in Bamberg alljährlich am 15. August mit einer 4 Stationen umfassenden Prozession begangen.

### Domgründer

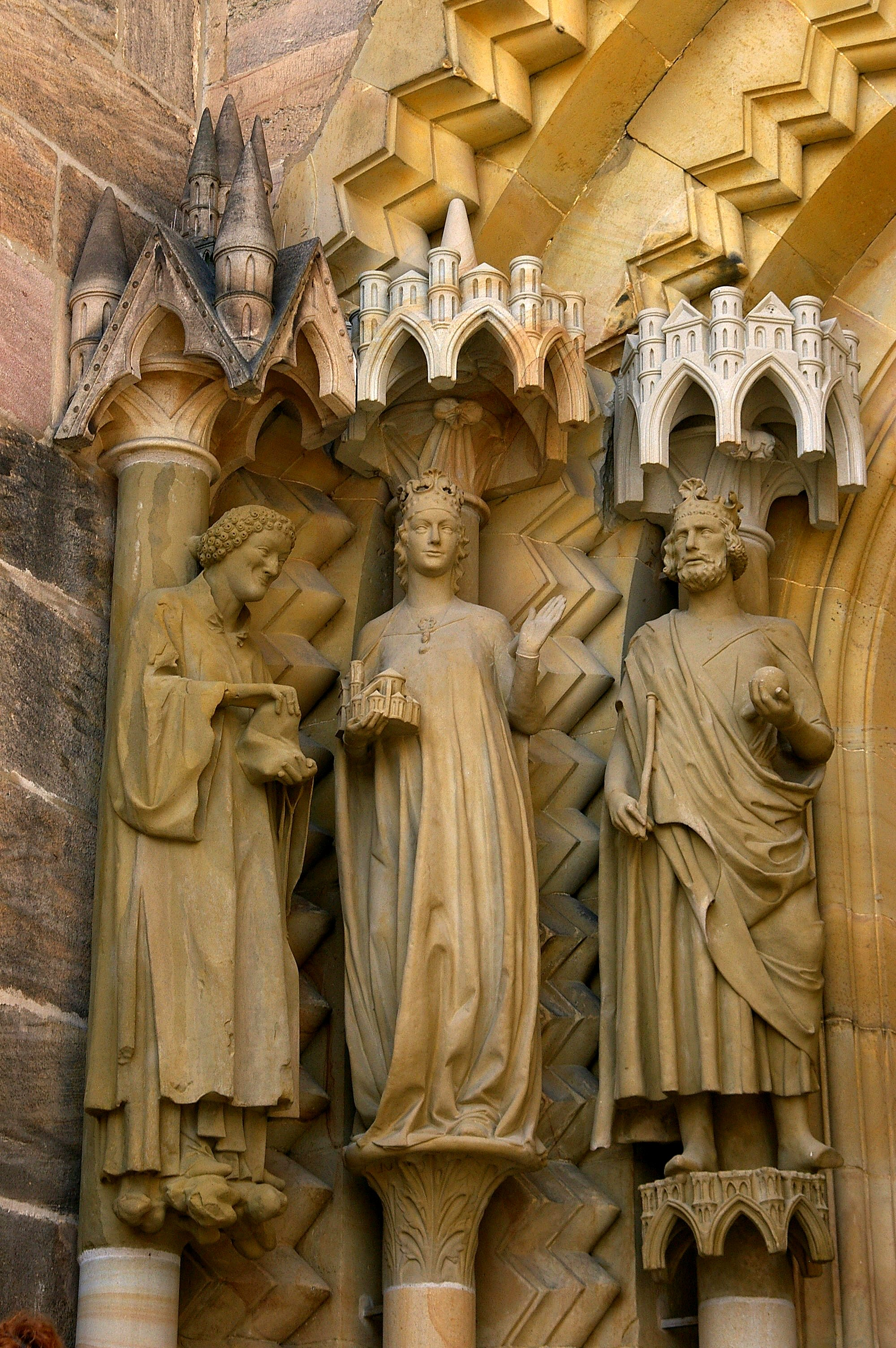
Hl.Stefanus (links), Kunigunde (Mitte) und Heinrich II. an der Adamspforte

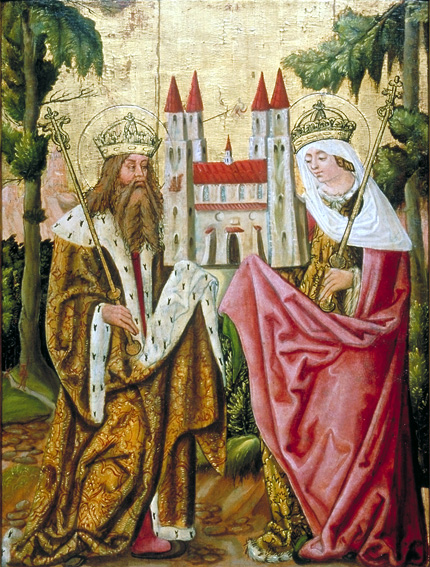
Heinrich II. und Kunigunde als Stifterfiguren mit einem Modell des Bamberger Doms

Der spätere Kaiser Heinrich II. wurde mit fünf Jahren in die Obhut des Bischofs von Freising gegeben und besuchte später die renommierte Domschule von Hildesheim. Die weitere Erziehung erhielt er durch den Bischof von Regensburg, den heiligen Wolfgang. Er hatte damit eine umfassende Ausbildung erhalten und konnte sich mit den meisten Geistlichen messen, war aber weitaus gebildeter als die meisten Herrscher seiner Zeit, die oft nicht einmal lesen und schreiben konnten.
Nach dem Tod seines Vaters (Heinrich der Zänker) im Jahr 995 wurde er als Heinrich IV. Herzog von Bayern. Als Kaiser Otto III. im Jahr 1002 auf einer Italienreise ohne Erben starb, ließ Heinrich den Leichenzug auf seinem Weg durch Bayern aufhalten und brachte die Reichsinsignien an sich. Dann ließ er sich, unbemerkt von seinen Gegnern, vom Mainzer Erzbischof Willigis zum König salben. Anschließend ließ er seine Gemahlin Kunigunde in Paderborn zur Königin krönen. Zwölf Jahre später, im Jahr 1014, wurden die beiden dann in Rom als Kaiserpaar gekrönt. Das bedeutet, dass Heinrich den Bamberger Dom nicht als Kaiser, sondern als König gründete. Er war von 995 bis 1002 Herzog, von 1002 bis 1014 König und von 1014 bis 1024 Kaiser.
Für Bamberg hatte Heinrich eine besondere Vorliebe, und er übertrug die Babenburg seiner Frau als Witwensitz. Da er bald erkannte, dass seine Ehe kinderlos bleiben würde, beschloss Heinrich, in Bamberg ein Bistum zu errichten, in das sein Besitz einfließen sollte und in dem Seelenmessen für ihn gelesen werden sollten. Um dieses neue Bistum gründen zu können, löste er Gebiete aus den Bistümern Würzburg und Eichstätt heraus, auch wenn dies kirchenrechtlich nicht zulässig war. Dem Bischof Heinrich von Würzburg versprach Heinrich als Ausgleich dafür, sein Bistum zum Erzbistum erheben zu lassen. Auch dies war kirchenrechtlich nicht zulässig, ein solches Recht stand ausschließlich dem Papst zu. Den berechtigten Widerstand der Frankfurter Synode dagegen von 1007 brach Heinrich letztlich, indem er die teilnehmenden Bischöfe mit Demutsgesten moralisch unter Druck setzte.
Heinrich starb im Jahr 1024 in der Pfalz Grona bei Göttingen und wurde wunschgemäß im Bamberger Dom beigesetzt. Im Jahr 1146 wurde er für die Christianisierung der Westslawen, vor allem aber für die Gründung des Bistums Bamberg von Papst Eugen III. heiliggesprochen. In der Heiligsprechungsbulle des Papstes heißt es:

„Jetzt aber haben wir vieles […] erfahren über seine Keuschheit, über die Gründung der Bamberger Kirche und vieler anderer, auch über die Wiederherstellung bischöflicher Sitze und die vielfältige Freigebigkeit seiner Spenden, über die Bekehrung König Stephans und ganz Ungarns, von ihm herbeigeführt durch Gottes Hilfe, über seinen glorreichen Tod und über mehrere Wunder nach seinem Tod, geschehen in Gegenwart seines Leibes. Darunter halten wir besonders bemerkenswert, dass er nach Empfang von Krone und Zepter des Reiches nicht kaiserlich, sondern geistlich lebte und dass er in rechtmäßiger Ehegemeinschaft, wie wohl nur wenige bis ans Lebensende unversehrte Keuschheit bewahrte.“

Kaiserin Kunigunde wurde erst im Jahr 1200 kanonisiert. Um dieses heiliggesprochene Kaiserpaar ranken sich viele Legenden. Vor allem ihre Kinderlosigkeit wurde als Beweis für eine keusche Ehe (Josefsehe) angesehen. Kunigunde war zu Lebzeiten eine wichtige Beraterin ihres Mannes und nach seinem Tod sechs Wochen lang die alleinige Regentin des Heiligen Römischen Reichs. In dieser Funktion konnte sie die Wahl des Saliers Konrad II. durchsetzen. Anschließend zog sie sich in das hessische Benediktinerinnenkloster Kaufungen zurück und widmete sich der Krankenpflege.

### Erster Dom (Heinrichsdom)

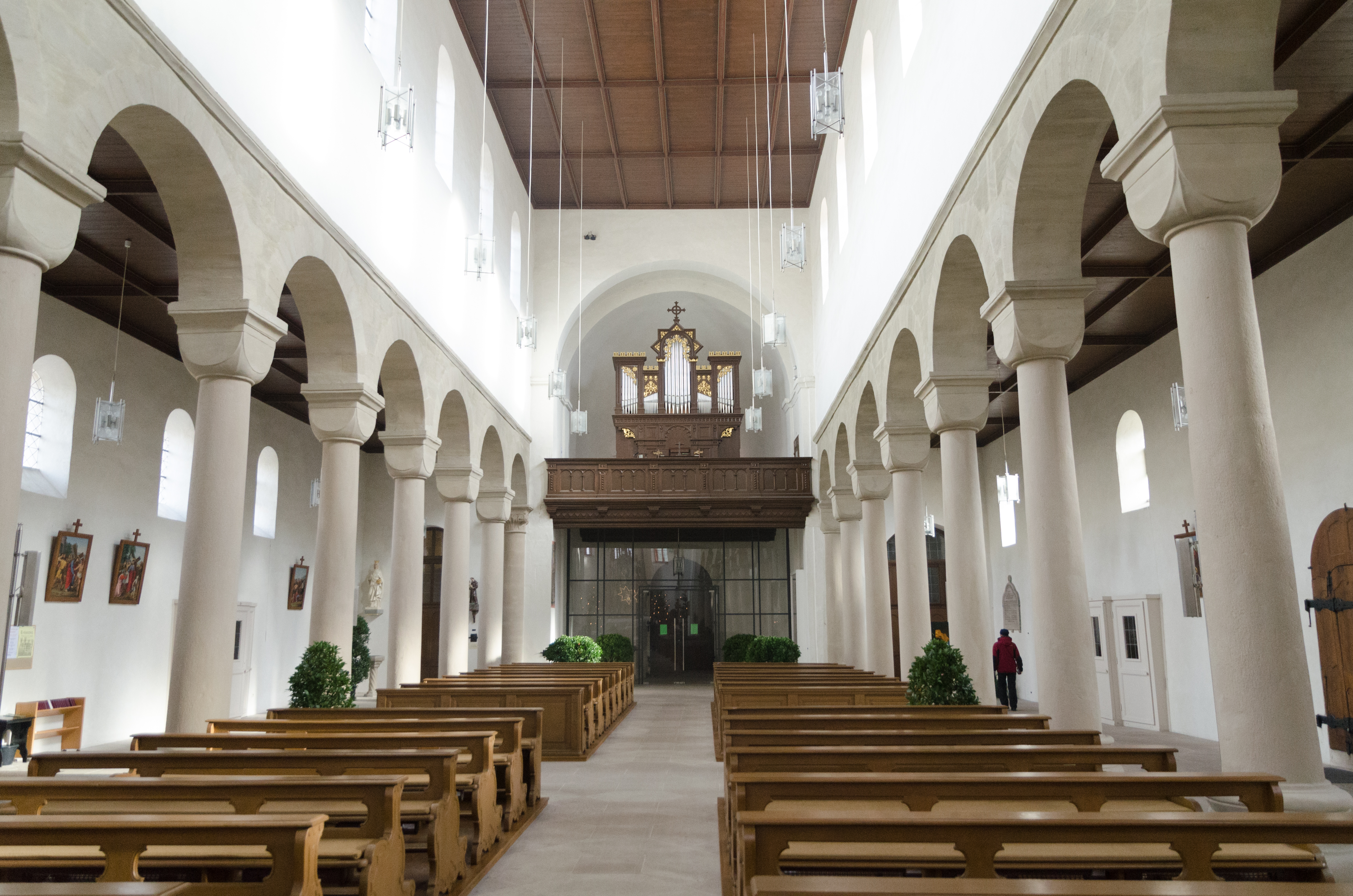
So ähnlich könnte der erste Dom innen ausgesehen haben (Bamberg, St. Jakob)

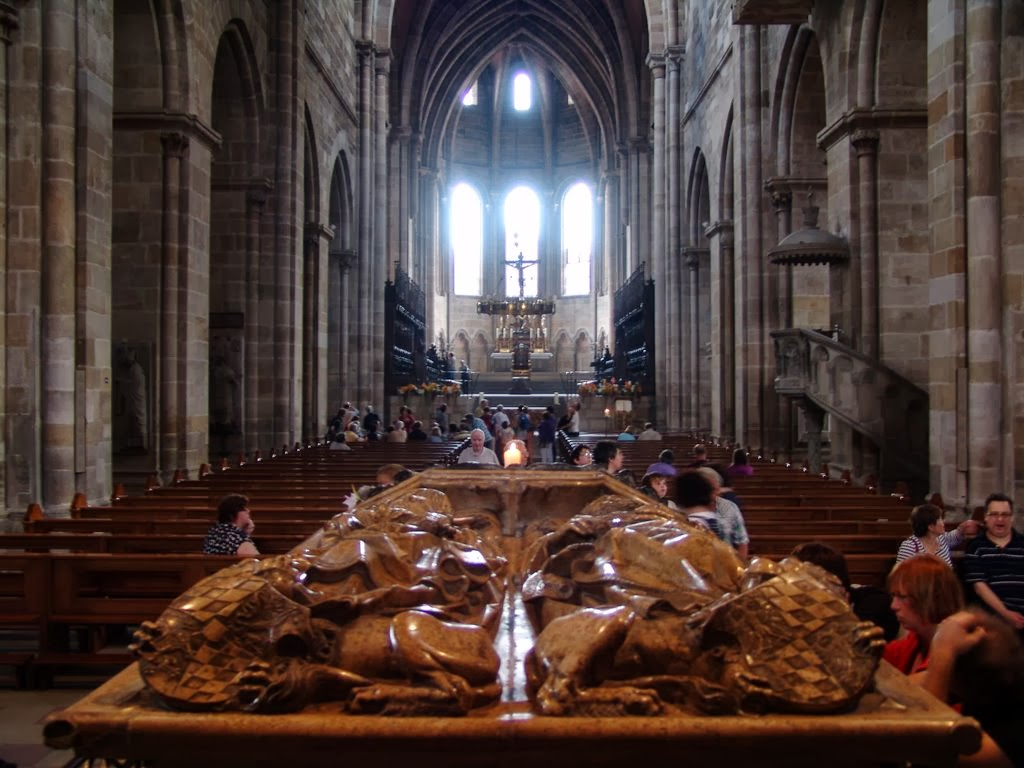
Bamberger Dom, Innenansicht

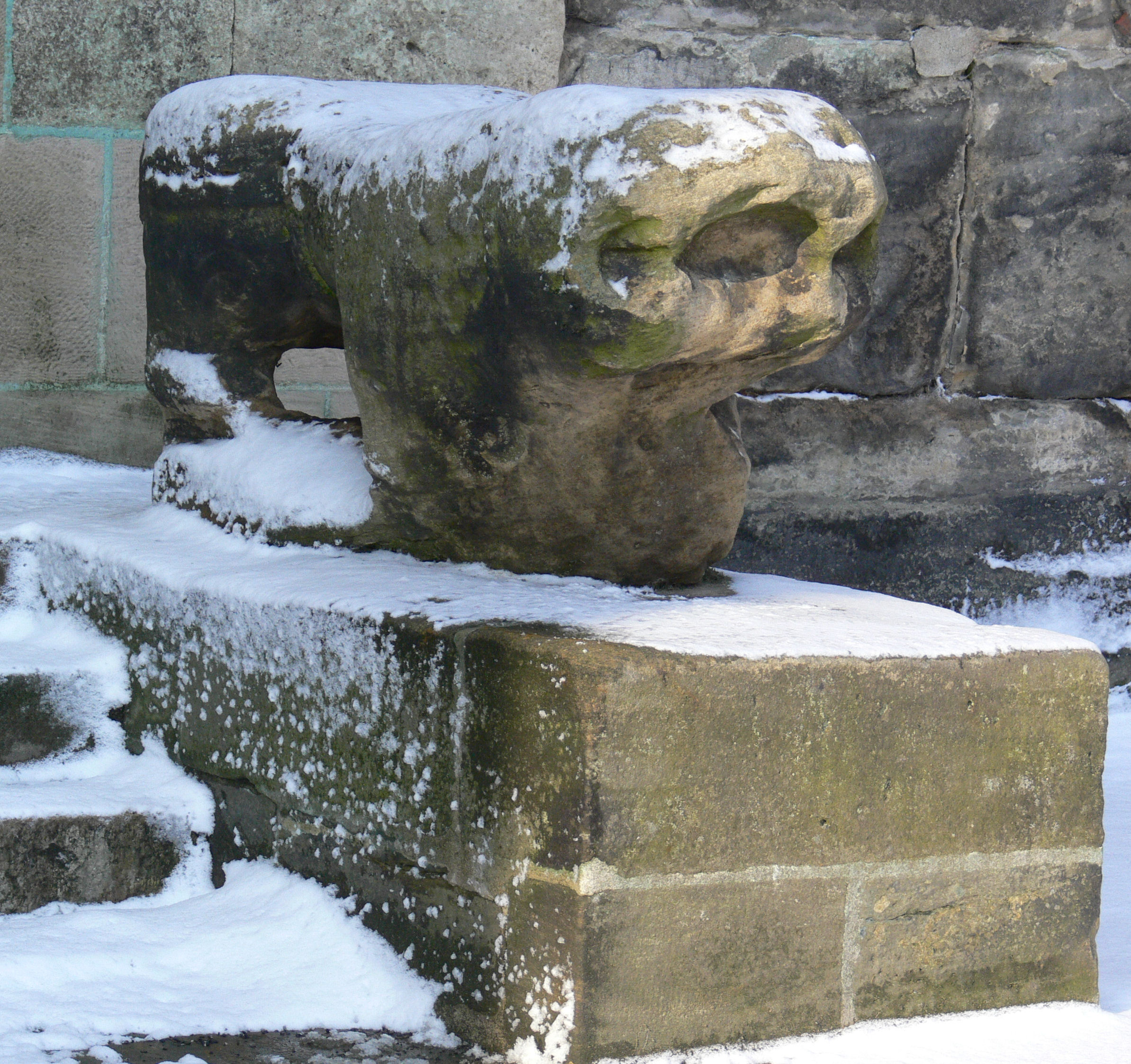
Originaler Bestandteil des Heinrichsdoms: eine der beiden „Domkröten“

Der Vorgängerbau des heutigen Bamberger Doms, der so genannte Heinrichsdom, wurde im Jahr 1004 von Kaiser Heinrich II. dem Heiligen, dem Gründer des Bistums Bamberg, in Auftrag gegeben. Errichtet wurde er auf einer Anhöhe über den Fundamenten der Kapelle und des Friedhofs der ehemaligen Babenburg, die Heinrich von seinem Vater Heinrich dem Zänker geerbt hatte. Er hatte keine exakte Ost-West-Ausrichtung, und da sich die künftigen Bauten immer an dem bereits Vorhandenen ausrichteten, hat sich die Ausrichtung von Nordost nach Südwest tausend Jahre lang erhalten.
Im Jahr 1007 wurde Bamberg Bistum, womit der Kirchenbau enorm aufgewertet wurde. Am 6. Mai 1012, dem Geburtstag Heinrichs II., wurde der Dom in Gegenwart von 45 Bischöfen und anderen Würdenträgern zu Ehren des Apostels Petrus, der Muttergottes Maria und des Heiligen Georg geweiht. Diese Patronate blieben erhalten. Bei der Domweihe waren – mit einer einzigen Ausnahme – alle Erzbischöfe des Heiligen Römischen Reichs anwesend. Dies unterstreicht die Bedeutung des Neubaus, denn bei keiner anderen Domweihe des Mittelalters waren so viele Bischöfe anwesend.
Der Heinrichsdom stand in der Tradition der großen Kathedralen des 11. Jahrhunderts, war aber im Vergleich zum Mainzer Dom (116 Meter) und zum Speyerer Dom (134 Meter) mit einer Länge von lediglich 75 Metern eher bescheiden. Statt vier Türme hatte er nur zwei, die den Ostchor flankierten. Der Dom war eine dreischiffige Säulenbasilika mit Querhaus und Hauptchor. Alle Decken waren flach und aus Holz. An der Ostseite standen zwei niedrige Türme. Den Abschluss bildete eine halbkreisförmige Apsis.
Im Zuge von Untersuchungen des Bayerischen Landesamtes für Denkmalpflege im Jahr 2012 wurden in einem lange Zeit unbenutzten Raum im Obergeschoss der Gertrudenkapelle zwischen Querhaus und südlichem Seitenschiff umfangreiche Mauerreste des Heinrichsdoms entdeckt. In den Dachbereichen sind Zierfugen aus der Bauzeit erhalten. Des Weiteren sind von dem ersten Dom noch Reste der Westkrypta erhalten, in denen eine moderne Bischofsgrablege geschaffen wurde.
Eine Vorstellung, wie der Heinrichsdom ausgesehen haben kann, vermittelt die 100 Jahre später geweihte Jakobskirche etwas oberhalb des Dombergs. Auch sie war eine dreischiffige Säulenbasilika und wurde in der Zeit der Gotik und des Barocks nur wenig verändert.

### Dom im späten 11. und frühen 12. Jahrhundert
Zu Ostern 1080 trafen sich die Parteigänger von König Heinrich IV. zu einer Synode im Bamberger Dom. Als in der Osternacht des folgenden Jahres Dach und Türme abbrannten, sahen die Anhänger von Papst Gregor VII. darin wegen der Haltung der Synode im Investiturstreit eine Strafe Gottes. (Heinrich IV. war der König, der im Winter 1076/77 den legendären Gang nach Canossa absolviert hatte.)
Von den oberirdischen Teilen des Heinrichsdoms ist heute kaum etwas erhalten. Im Jahr 1081 brannte der Dom, wobei die kostbare Ausstattung zerstört wurde. Die Schäden an der Bausubstanz dürften sich aber in Grenzen gehalten haben. Wie auch die archäologischen Grabungen im Inneren des Doms gezeigt haben, entstand nach dem Brand 1081 kein kompletter Neubau. Lediglich die beschädigten Teile des Doms wurden so weit in Stand gesetzt, dass bereits im Jahre 1087 unter Bischof Rupert eine Synode in Bamberg abgehalten werden konnte. Wesentliche Arbeiten zur Wiederherstellung der beim Brand zerstörten Ausstattung wurden sogar erst unter seinem Nachfolger, dem Bischof Otto, durchgeführt. Otto war in Baufragen bewandert, denn er hatte bereits den Umbau des Speyerer Doms geleitet. Nun erhielt der Dom einen neuen Fußboden, die vom Feuer beschädigten Säulen wurden mit Stuck verziert. Außerdem ließ Otto den Ostchor höher legen und die Dächer mit teurem Kupfer eindecken, um die Feuergefahr zu mindern. Turmkreuze und Turmspitzen wurden vergoldet.
Von der liturgischen Nutzung des Domes ist kaum etwas überliefert. Die wenigen Berichte entsprechen aber den üblichen Gottesdienstordnungen des späten Mittelalters.
Der mittelalterliche Dom diente ausschließlich dem Domkapitel und den Domvikaren. Die Domgeistlichkeit nutzte den Ostchor für die mehrmals täglich stattfindenden Stundengebete sowie für Gottesdienste. Die Chorbereiche waren exklusive Raumteile, die durch drei bis vier Meter hohe Lettner abgetrennt waren und die Geistlichen vor Störungen schützten. Prozessionen innerhalb des Doms waren ebenfalls Teil der Domliturgie. Gelegentlich führten die Umzüge vom Dom durch den Kreuzgang in die Sepultur, oder vom Dom zur Stephanskirche, zur Jakobskirche, zur Gangolfskirche und zum Benediktinerkloster Sankt Michael.

### Zweiter Dom (traditionell Ekbertdom genannt)

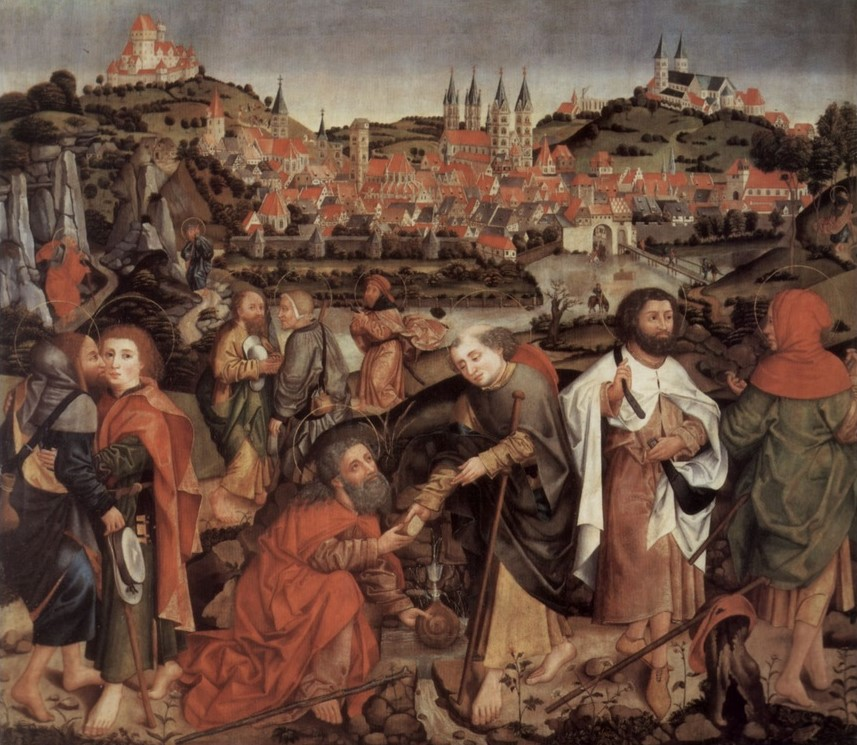
Bamberger Dom auf einem Gemälde von Wolfgang Katzheimer

Nach einem erneuten Großfeuer im Jahr 1185 wurde ein Neubau geplant. Wann dieser begonnen wurde, ist nicht völlig gesichert. Man geht aber inzwischen von einem früheren Baubeginn (um 1190/1200) aus als in der älteren Fachliteratur vertreten. Initiator des Neubaus wäre demnach der Andechs-Meranier Bischof Otto II. (IV.) gewesen. Dieser zweite, größere Dom wurde am 6. Mai 1237, dem Geburtstag Kaiser Heinrichs II., feierlich geweiht.
Beim Neubau sollte die Heiligkeit des Ortes gewahrt werden. Deshalb war er auch am gleichen Platz vorgesehen. Um weiterhin Gottesdienste feiern zu können, wurden Abbruch und Neubau so aufeinander abgestimmt, dass stets Raum für feierliche Gottesdienste in der Kathedrale vorhanden war. Es wurde mit dem Abbruch im Osten begonnen und das dabei anfallende Abbruchmaterial wieder eingebaut. Seit dem Bauabschluss des 13. Jahrhunderts wurde an der Architektur des Doms nichts Wesentliches mehr verändert. Anders verlief die Entwicklung im Inneren.
Kaiser Heinrich war schon im Jahr 1146 heiliggesprochen worden. Bischof Timo setzte sich dafür ein, dass auch Kaiserin Kunigunde kanonisiert wurde. Diese Heiligsprechung fand am 29. März 1200 statt und war deshalb bemerkenswert, weil im Mittelalter nur ganz wenige Frauen heiliggesprochen wurden, die keine Märtyrerinnen waren. Vermutlich wollte Timo dieses feierliche Ereignis schon im neuen Dom stattfinden lassen und wahrscheinlich war zu diesem Zeitpunkt die Ostapsis schon so weit fertiggestellt, dass ein Altar zu Ehren Kunigundes aufgestellt werden konnte. Daran erinnert heute noch ein kleines Rundfenster am Georgenchor, hinter dem sich vermutlich die Reliquienbüste Kunigundes befand.

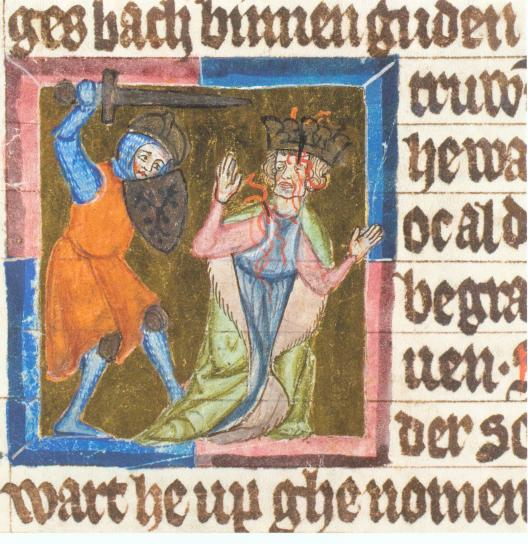
Pfalzgraf Otto von Wittelsbach erschlägt Philipp von Schwaben. Miniatur aus der Sächsischen Weltchronik, Norddeutschland, erstes Viertel des 14. Jahrhunderts, Berlin, Staatsbibliothek Preußischer Kulturbesitz, Ms. germ. fol. 129, fol. 117v

Der Bamberger Königsmord des Jahres 1208 unterbrach die Bauarbeiten am Dom für einige Jahre. Philipp von Schwaben wurde am 21. Juni 1208, kurz vor seiner Kaiserwahl, in der Alten Hofhaltung vom bayerischen Pfalzgrafen Otto VIII. von Wittelsbach ermordet. In den Annalen von Marbach für das Jahr 1208 heißt es:

„als der vorgenannte Pfalzgraf, wie er denn schon längst die böse That in seinem Herzen beschlossen hatte, herbeikam, Einlass begehrte und erhielt. Hier zog er das Schwert, indem er sich stellte als spiele er gleich einem Possenreißer, verwundete aber bei sich ergebender Gelegenheit den König in der Gegend des Halses und ergriff sogleich die Flucht. Und in Folge dieser Verwundung verlor derselbe das Leben“

Bischof Ekbert floh zu König Andreas II., seinem Schwager, nach Ungarn, weil er für vogelfrei erklärt worden war. Dessen diplomatischem Einsatz verdankte er seine rasche Rehabilitation und so konnte er bereits 1212 in sein Bistum zurückkehren.
Als Jahre später die Arbeiten am Dom wieder aufgenommen wurden, entschied sich das Domkapitel für einen Wechsel in der Architektur. Dieser Stilwandel hin zur Frühgotik hängt vermutlich mit dem damaligen Bamberger Bischof Ekbert von Andechs-Meranien und dessen internationalen Beziehungen zusammen. Dessen Schwester Agnes-Maria (Agnes-Maria von Andechs-Meranien; † 1201) hatte den französischen König Philipp II., genannt Philippe-Auguste, geheiratet. Dies mag erklären, weshalb um das Jahr 1220 in Bamberg eine Bauhütte tätig wurde, die mit der damaligen französischen Kunstentwicklung vertraut war.
Die Erfurter Jahrbücher melden zum Jahr 1237:

“Hoc anno pridie Nonas Maii in Babenberc dedicatum est monasterium ab his episcopis: Erbipolense, Eystatense, Nuwenburgense, Merseburgense; domino papa ibidem magnam faciente indulgentiam.”

„In diesem Jahre am Tag vor den Nonen des Mai wurde das Münster in Bamberg geweiht von (folgenden) Bischöfen: dem Würzburger, dem Eichstätter, dem Naumburger, dem Merseburger. Der Herr Papst hatte hierfür einen großen Ablass gewährt.“

Auffällig ist, welchen Bedeutungsverlust der Dom bei dieser Weihe erlitten hatte. Waren 1012 bei der ersten Domweihe 45 Patriarchen, Erzbischöfe und Bischöfe zu Gast, so erwähnt die Quelle jetzt nur vier Konsekratoren.

#### Barockisierung

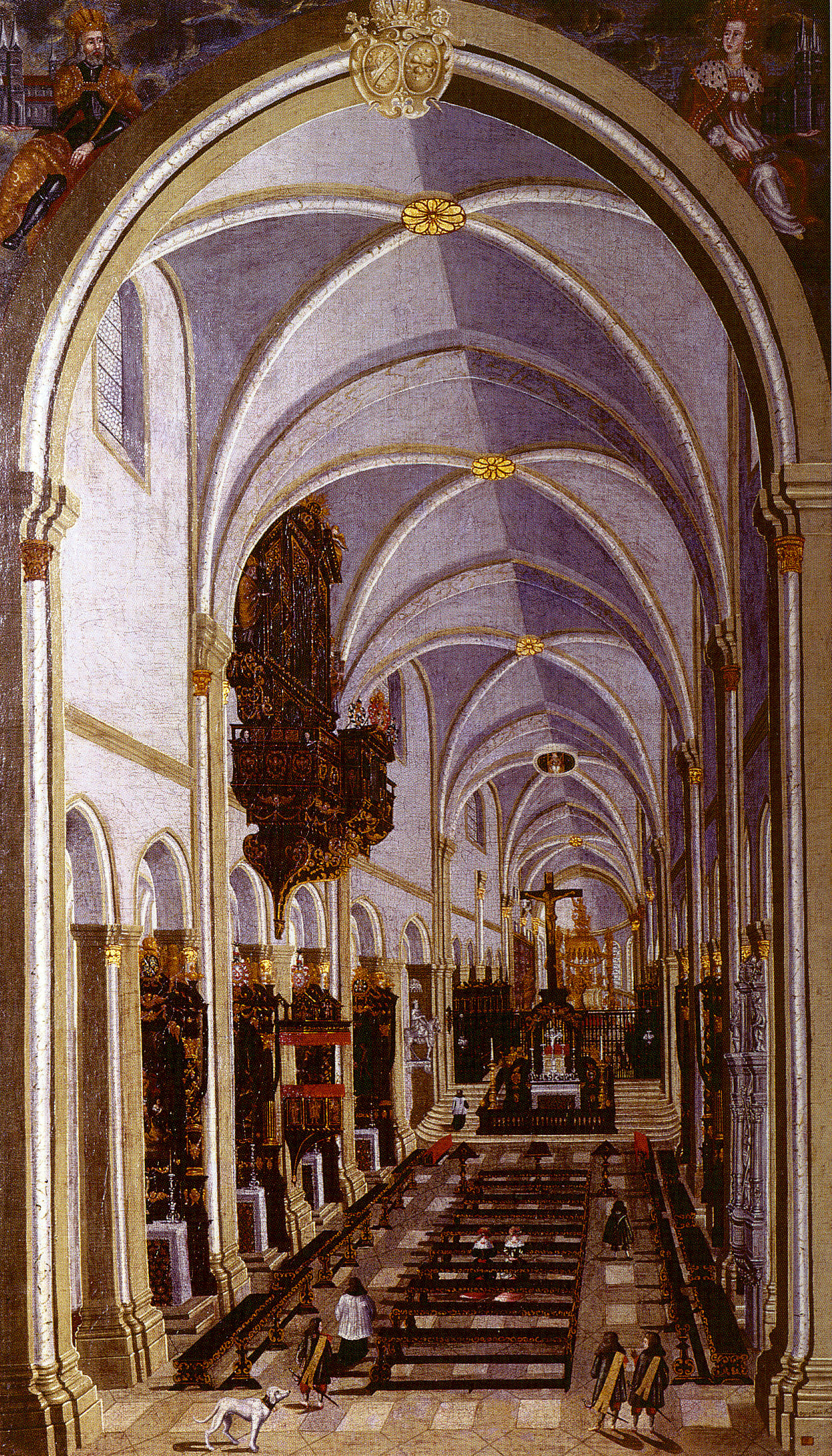
Barockisierter Dom

Nach dem Ende des Dreißigjährigen Krieges erfolgte die Barockisierung des Doms unter Fürstbischof Melchior Otto Voit von Salzburg.
Die Erneuerung der katholischen Kirche, die vom Konzil von Trient ausging, drückte sich künstlerisch im Barockstil aus. Das Bamberger Domkapitel war allerdings zuerst zögerlich in der Umsetzung der neuen Kunstströmung, doch im Jahr 1678 waren fast alle 30 Altäre barockisiert.
Entgegen der geläufigen Ansicht war der Dom im Mittelalter vollständig farbig ausgemalt. Doch Verschmutzung durch Kerzenruß und Staub sowie abblätternde Farbe machten immer wieder neue Anstriche notwendig. Deshalb ist von der ursprünglichen Bemalung bis auf wenige Reste nichts mehr erhalten. Auch die sich wandelnden ästhetischen Vorstellungen trugen zu einer ständigen Umgestaltung bei. An schwer zugänglichen Stellen wurden Reste von bis zu zwölf übereinander liegenden Anstrichen festgestellt.
Am rechten Kapitell der nördlichen Blendarkade im Ostchor wurde der Schichtaufbau der Farben analysiert. Dabei wurden folgende Schichten festgestellt:
1. Stein
2. weiß (Grundierung)
3. grün
4. Neufassung weiß (Grundierung)
5. Ocker
6. Neufassung weiß (Grundierung)
7. leuchtender Ocker

Am 10. Mai 1611 beschloss das Domkapitel, dass „die Steine abgerieben und erneuert, aber nit geweisst“ werden sollen. Eine einschneidende Entscheidung war das Entfernen der farbigen Glasfenster. Wörtlich heißt es in dem bischöflichen Schreiben, dass „die obern Fenster an stadt deß gefärbten und geschmelzten mit hellem Glas verneuert werden“ sollen.
Letzter Rest der Barockausstattung ist der vergoldete Kreuzaltar des flämischen Künstlers Justus Glesker im Westchor. Diese Kreuzigungsgruppe mit Christus am Kreuz, Maria, Johannes und Maria Magdalena stand ursprünglich beim Kaisergrab. Im Jahr 1837 wurde sie im Rahmen der Purifizierung verkauft und 1917 aus Privatbesitz für den Dom zurückerworben.

#### Purifizierung (Stilbereinigung)

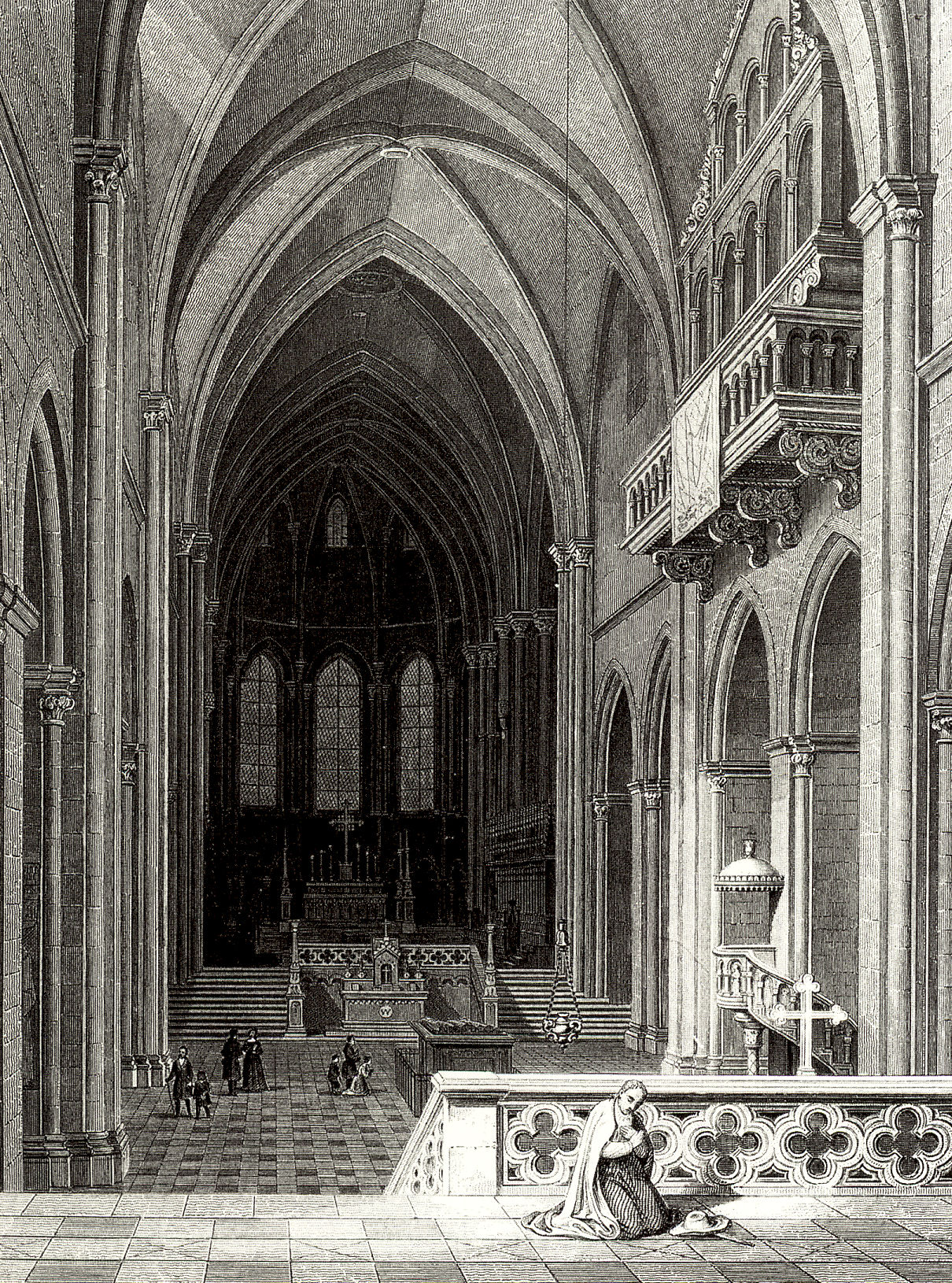
Innenraum (1837)

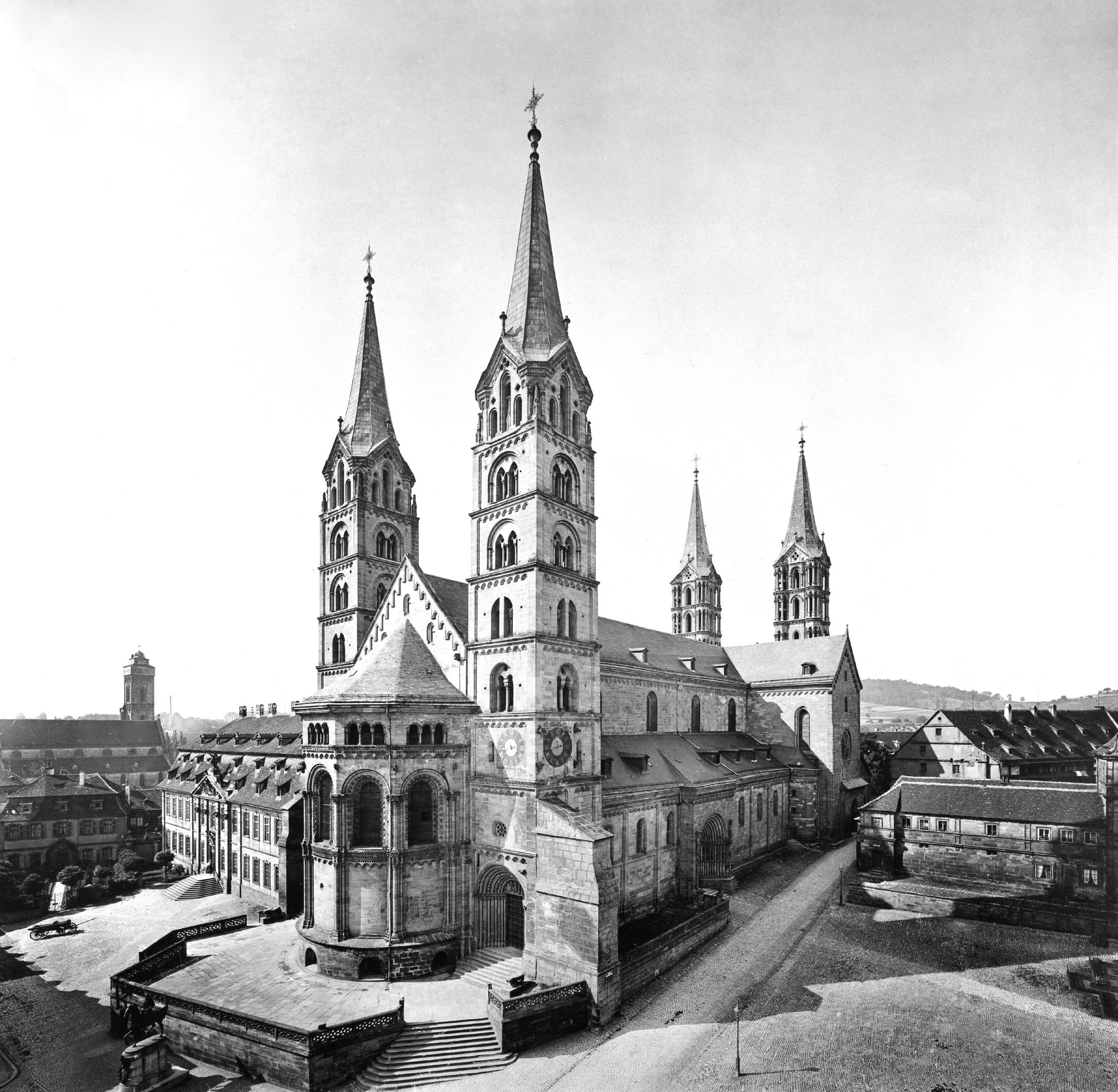
Bamberger Dom (1880)

In den 1830er Jahren wollte der bayerische König Ludwig I. den Dom wieder in seinen ursprünglichen romanischen Stil zurückversetzen lassen und ordnete diverse purifizierende Rekonstruktionen an, an denen der bedeutende Architekt Friedrich von Gärtner maßgeblich mitwirkte. Diese Maßnahmen, die zum Erhalt des Domes beitrugen, entsprachen dem romantischen Geist der Zeit, der sich für das so genannte reine Mittelalter ohne Zusätze aus nachfolgenden Stilepochen begeisterte. Sie trugen aber auch zu einer Verarmung des Bauwerks bei, da seine Historizität auf ein idealisiertes Mittelalter reduziert wurde. Das Entfernen der Farbe führte zu einem Herauspräparieren der Architektur und zu einem frostigen Raumeindruck. Domdekan Friedrich Brenner beschrieb im Jahr 1837 den purifizierten Dom als „gar zu kalt, frostig, einförmig und der Pracht des katholischen Gottesdienstes zu wenig entsprechend“.
Ludwig I. schrieb im Jahr 1826 an den Bamberger Erzbischof Joseph Maria Freiherr von Fraunberg einen Brief, in dem es unter anderem heißt:

„Es ist mir schon früher bey dem Besuche der erzbischöflichen Metropolitan-Kirche zu Bamberg unangenehm aufgefallen, dass dieses herrliche, große Denkmal des teutschen Baustyles einige Verunstaltungen und Renovationen erhalten hat, welche dem Kunstsinne widerstreben. Um dieses zu verbessern, und dem ungestörten Anblick dieses erhabenen Tempels in dem Geiste des reinen Styles wieder herzustellen, ist es Mein Wunsch, dass der große verunstaltende Altar hinwegkomme; dann der weisse Anstrich der Kirche bis auf die Spur abgerieben werde, so dass der Stein in seiner natürlichen Farbe erscheine, des gleichen dass die Oelfarbe, mit welcher die Bildsäulen übertüncht wurden, abgemeisselt werde, wenn selbe auf keine andere Art wegzunehmen wäre.“

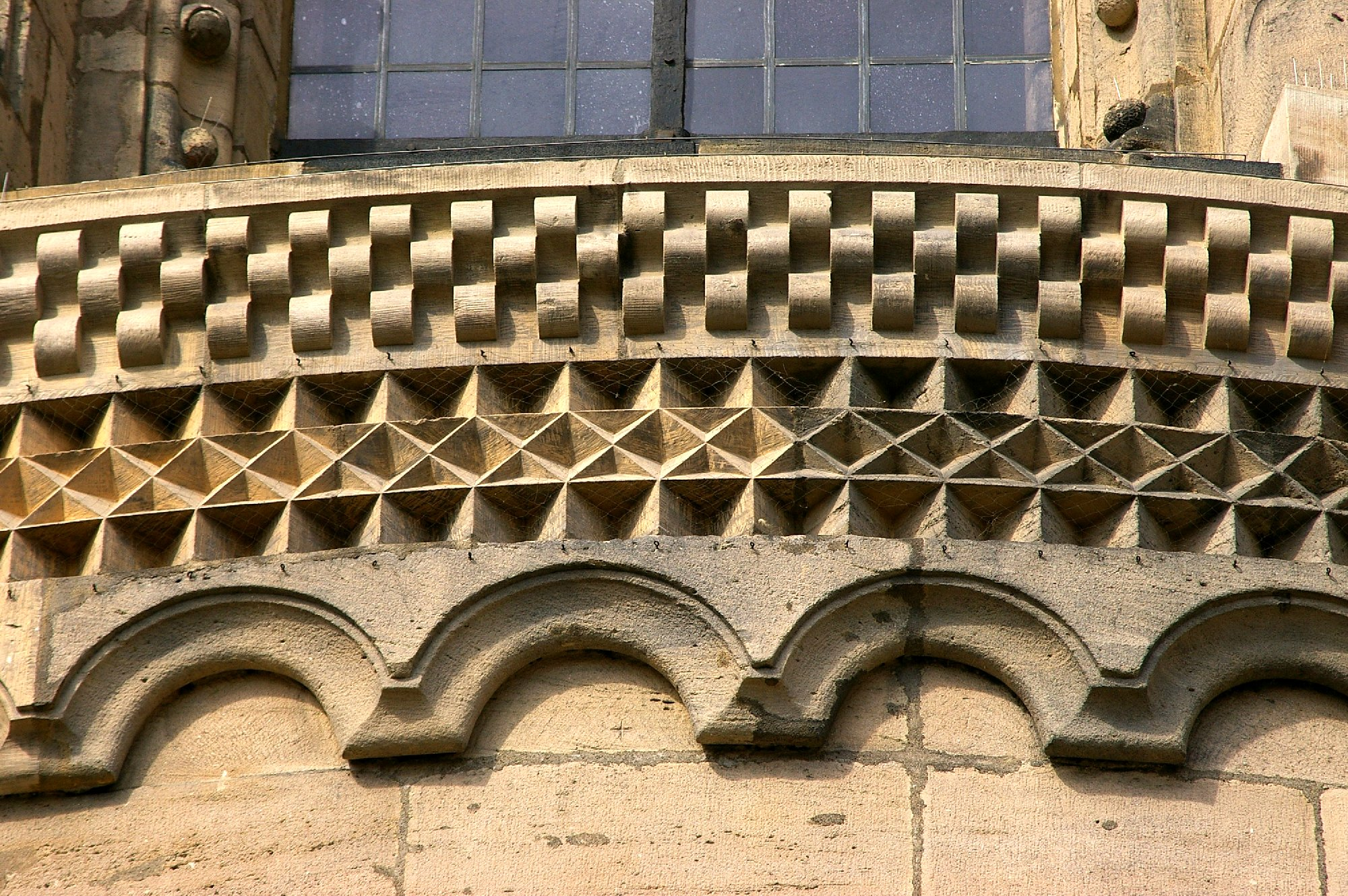
Typisch romanische Stilelemente: Rollen-, Rauten und Rundbogenfries

König Ludwig war der Ansicht, dass die damals als byzantinisch bezeichnete romanische Baukunst, aber auch die gotische Architektur eine deutsche Kunstentwicklung gewesen und deshalb besonders geeignet sei, die nationale Identität zu fördern. Deshalb sollte auf Wunsch des Königs der Bamberger Dom, den man für den Originalbau Kaiser Heinrichs II. hielt, als Nationaldenkmal in den mittelalterlichen Zustand „zurückrestauriert“ werden. Auch wenn es den Gelehrten bereits bekannt war, dass die griechische Architektur weitgehend farbig bemalt war, gehörte Vielfarbigkeit in der Architektur trotzdem nicht zur akzeptierten Ästhetik.
Die Renovierungsarbeiten begannen am 30. Mai 1829. Dabei wurden Wände, Gewölbe, Kapitelle, Skulpturen abgewaschen und schadhafte Stellen ausgebessert. Sie endeten am 25. August 1837, dem Geburtstag König Ludwigs I., mit einer feierlichen Einweihung, an der aber nicht einmal ein Mitglied der königlichen Familie teilnahm, denn der König hatte offensichtlich das Interesse am Bamberger Dom verloren und widmete sich jetzt der Umgestaltung des Speyerer Doms.
Die Meinungen über das Ergebnis der Restaurierung waren geteilt. Selbstverständlich waren die einfachen Gläubigen mit dem Ergebnis nicht zufrieden, aber auch die gebildete Öffentlichkeit stand der Restaurierung zurückhaltend gegenüber. Interessant ist eine Aufzeichnung von Sulpiz Boisserée, einem Pionier des Denkmalschutzes, der die Klosterkirche Heisterbach kurz vor deren Abriss (um 1815) dokumentiert hatte und schließlich den Weiterbau des Kölner Doms (ab 1842) auf den Weg brachte. Am 17. Oktober 1839 notierte er in seinem Tagebuch:

„Klagen über die Restauration des Doms. Roheiten bei Entfernung der Grabmäler der Fürst-Bischöfe und Domherren etc. Vandalismus gegen den Perücken-Stil und Ignoranz in Betreff auf Cultus und kirchliche Altertümer.“

Mit „Perücken-Stil“ meinte Boisserée den Barock-Stil wegen der Allongeperücken, die in jener Zeit üblich waren.

#### Nach dem Zweiten Vaticanum

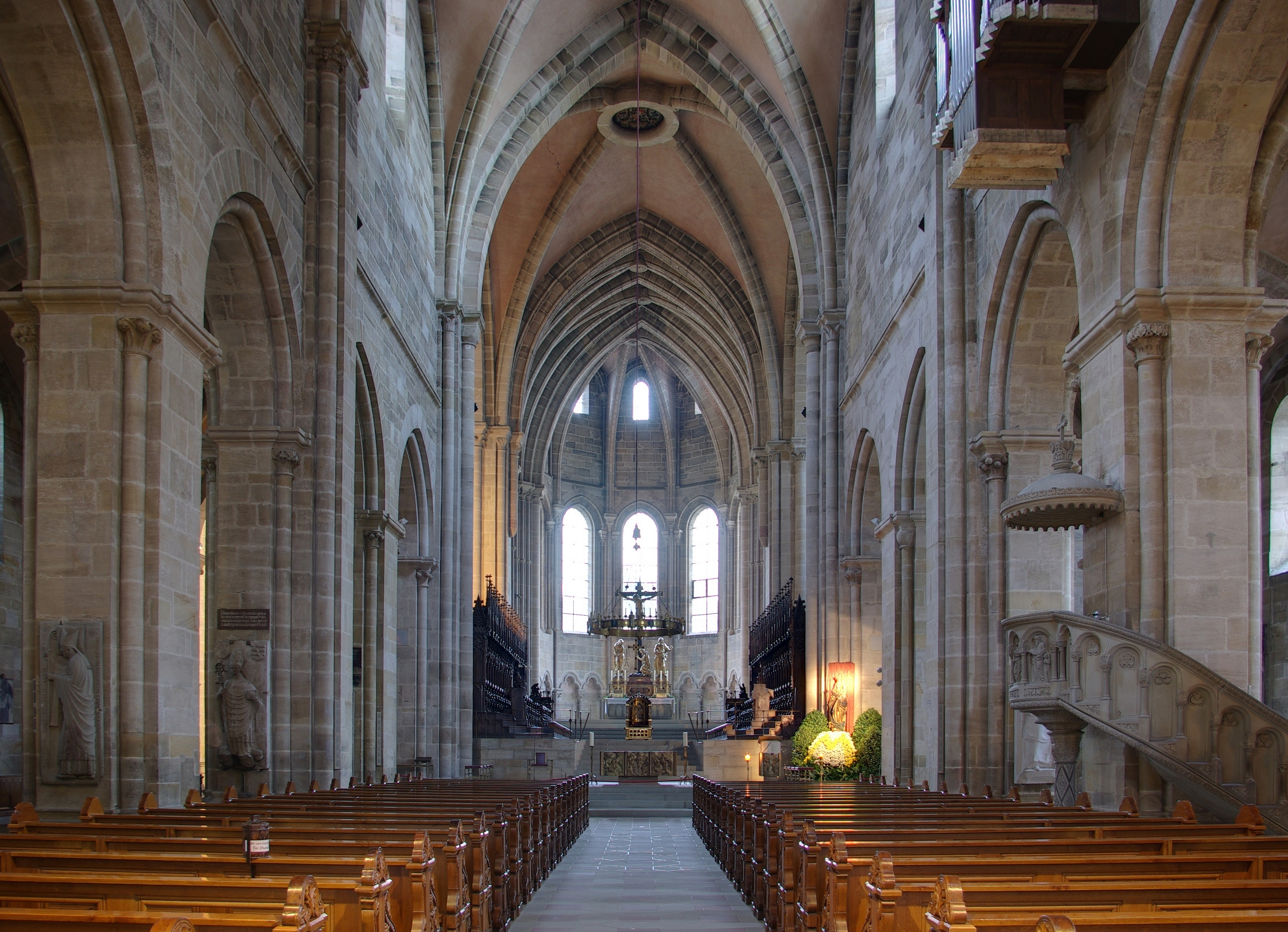
Mittelschiff (2008)

Die Wiederbelebung der Konzelebration (gemeinsame Leitung einer kirchlichen Liturgie durch mehrere Priester) nach dem Zweiten Vatikanischen Konzil (1965) machte die Vielzahl von Altären, an denen jeder Priester allein zelebrierte, überflüssig. Eine Kirche sollte jetzt wieder nur einen Altar haben.
Eine weitere Neuerung des Konzils war die Ablösung des Hochaltars, der vom Hauptschiff der Kirche aus stirnseitig in der Apsis lag. Das westliche Mittelschiff wurde so verändert, dass dort auf einem Podest der neue Volksaltar zu stehen kommt.
Der bischöfliche Sitz (Kathedra) wurde vom Ostchor mittig in den Westchor – vor die Tumba des Papstgrabes – gestellt.

## Architektur und Ausstattung

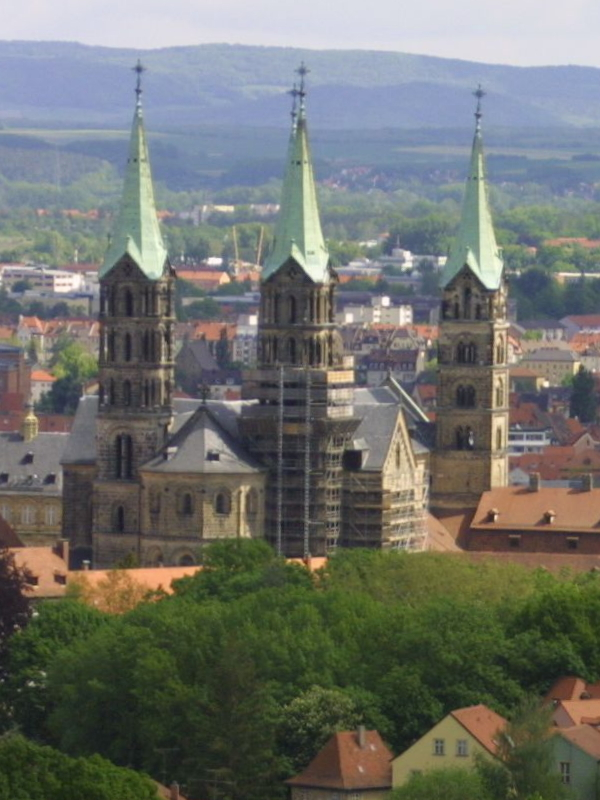
Ansicht von Westen

- Länge über alles: 99 Meter (Ostchor: 30 Meter, Mittelschiff: 37 Meter; Westchor: 28 Meter)
- Breite über alles: 28,50 Meter
- Firsthöhe des Mittelschiffs: 25,50 Meter
- Höhe der Osttürme: 76 Meter
- Höhe der Westtürme: 74 Meter

Wie mehrere andere romanische Kirchen hat der Bamberger Dom vier etwa gleich hohe Türme und an beiden Enden je einen Chor. Auf den ersten Blick ergibt sich daraus eine zweiachsige Symmetrie. Jedoch weist das neben dem westlichen Turmpaar gelegene Querschiff den Westchor als Hauptchor aus. Die meisten alten Kirchen haben den Hauptaltar im Osten, jedoch hat St. Peter im Vatikan ihn seit jeher im Westen, ebenso der Mainzer Dom.

### Türme, Glocken und Portale

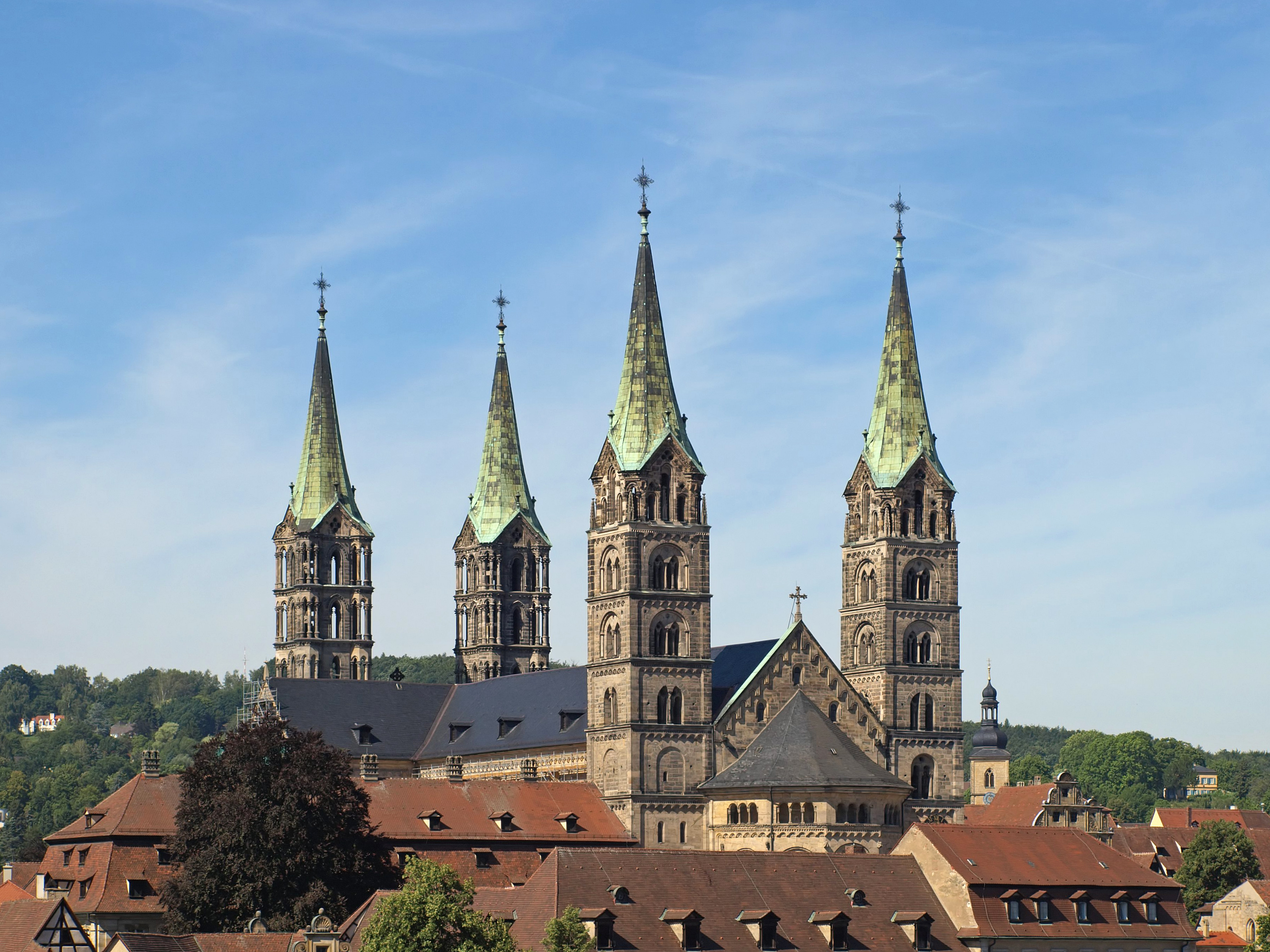
Ansicht von Südosten

Der Vorgängerbau des heutigen Doms hatte nur zwei gedrungene Türme.

#### Osttürme
Die ersten vier Obergeschosse der jetzigen Türme im Osten sind von der romanischen Architektur des Oberrheins geprägt, oberhalb nehmen der rheinische Einfluss ab und gotische Elemente (z. B. Spitzbögen) zu. Im Jahr 1766 wurden die Turmhelme neugestaltet und bekamen ihr heutiges Aussehen. Auch erhielten die beiden Osttürme durch Aufstockung um ein Geschoss annähernd die gleiche Höhe wie die Westtürme. Formen der unteren Geschosse, aber auch der Westtürme aufnehmend, liegen diese Aufstockungen zwischen Neoromanik und Neugotik. Gleichzeitig wurde der Dachreiter auf dem Mittelschiff entfernt, wodurch sich das äußere Bild des Doms veränderte. Den Auftrag für die kupferne Dacheindeckung der Türme erhielt die in Bamberg ansässige, vom Kupferschmied Christian Schulz (1652–1732) im Jahre 1677 durch Heirat übernommene Werkstatt, die heute noch existierende Kaspar Schulz Brauereimaschinenfabrik & Apparatebauanstalt. Nach den von Johann Jakob Michael Küchel erstellten Plänen wurden die Arbeiten in den Jahren 1765–1767 ausgeführt. Bei den Schlussarbeiten verlor Kupferschmiedemeister Tobias Schulz (1719–1767), der Enkel des Begründers der Schulz-Dynastie, am 31. Dezember 1767 durch den Sturz vom Südostturm sein Leben. Er wurde im Kreuzgang des Domes begraben.
Über den beiden Portalen sind in den Türmen kleine romanische Rundfenster zu sehen, die zu den beiden ehemaligen, den Heiligen Kilian und Nikolaus geweihten Turmkapellen gehören. Sie waren offensichtlich bis zur Barockisierung des Doms in Gebrauch, wurden dann jedoch profaniert. Dennoch sind die Altarsteine mit eingelassenen Reliquien erhalten. Sie stammen vermutlich aus dem 13. Jahrhundert und sind die ältesten erhaltenen Altäre des Doms. Beide Kapellen öffnen sich über Rundbogenöffnungen zu den Seitenschiffen des Doms.

##### Glocken

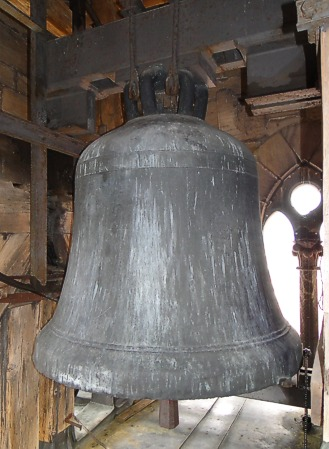
Kunigundenglocke
(ca. 1185–1237)

Die beiden östlichen Türme beherbergen insgesamt zehn Kirchenglocken.
Im Nordostturm, dem so genannten Heinrichsturm, hängen die beiden sagenumwobenen Kaiserglocken.
- Die Kunigundenglocke wurde vermutlich in der Zeit zwischen 1185, nach dem Brand und der Schlussweihe des Domes im Jahre 1237 gegossen.[12] Sie verfügt über einen charakteristischen Klang, der den eigentlichen Schlagton kaum hervortreten lässt. Unter den wenigen erhaltenen späten Bienenkorbglocken ist sie die größte noch existierende. Das in der Kunigundenruhsage erwähnte Loch, lateinisch Foramen genannt, ist ein Kennzeichen der sogenannten Theophilusglocken. Doch im Gegensatz zu diesen ist die Kunigundenglocke bereits nachweisbar nach dem später erfundenen Mantelabhebeverfahren geformt worden.[12][13] Sie hat einen charakteristischen, farbigen Klang; eine eindeutige Höhe des Schlagtons ist kaum erkennbar. Bis zur Elektrifizierung des Geläutes 1937[14] mussten sechs[15] Personen die Glocke läuten. Die Kunigundenglocke wird jeden Donnerstagabend außer in der Karwoche nach der Apostelglocke und der Armeseelenglocke zur Todesangst Christi auf dem Ölberg geläutet.
Der Ursprung der Kunigundenruhsage reicht nach Elisabeth Roth nicht über das 19. Jahrhundert zurück:[16]

„Am Abend vor einem Festtag unternahmen Heinrich und Kunigunde einen Spaziergang etwas außerhalb der Bamberger Stadtmauern. Nach einiger Zeit ließen sie sich auf einer Lichtung nieder, die von da an Kunigundenruh hieß. Als sie dort saßen und ruhten, begannen die Glocken des Doms zu läuten, um den Festtag anzukündigen. Zwei von diesen Glocken waren von Heinrich und seiner Gemahlin gestiftet worden. Sogleich begannen die beiden zu streiten, welche Glocke schöner klinge. Als der Kaiser schon schwieg und resigniert aufgegeben hatte, um die Auseinandersetzung zu beenden, schleuderte Kunigunde, die sich schon so in den Streit hineingesteigert hatte, dass sie die Friedensbemühungen ihres Mannes ignorierte, wutentbrannt ihren Ring zum Dom hin, um Heinrich zu zeigen, dass ihre Glocke die Bessere war, wobei sie rief: ‚Wenn dieser Ring hier meine Glocke trifft, so ist bewiesen, dass sie die wohler klingende ist!‘ Ihr Ring, den sie von der Wut beflügelt mit immenser Kraft geworfen hatte, schlug tatsächlich in ihre Glocke ein und durchbrach das Erz, so dass sie nun ein Loch hatte, das so groß wie der Ring war. Der Klang der getroffenen Glocke aber blieb unverändert rein und schön. Heinrich schwieg und seufzte, denn er hatte wie immer das Nachsehen.“

- Die Heinrichsglocke ist mit ihrem Gewicht von über fünf Tonnen die größte und schwerste Glocke, die die Domtürme wohl je beherbergt haben. Sie wurde in der bis heute üblichen gotischen Glockenform gegossen und soll zu den klangschönsten Glocken des Mittelalters zählen. Im Gegensatz zur Kunigundenglocke ist sie genau datiert auf den 13. August 1311. Den Guss einer solch kolossalen Glocke allein technisch zu bewältigen, war zu damaliger Zeit eine höchsten Respekt abfordernde Leistung. Jeden Freitag um 15 Uhr außer in der Karwoche wird die Heinrichsglocke zur Todesstunde Christi geläutet. Bis 1937 waren sechs bis acht[15] Glöckner für die Heinrichsglocke zuständig. Zusammen mit der Kunigundenglocke wird sie nach alter Tradition nur an den hohen Festtagen geläutet.

Die übrigen acht Glocken sind im Südostturm untergebracht.
- Die heute Armeseelenglocke genannte Glocke trug einst den Namen Campana Capituli. Sie war die Kapitelsglocke des Domes und rief zu den Sitzungen des Domkapitels. Sie ist eine der schwersten Glockenkonstruktionen, die aus dem Mittelalter bekannt sind, und wiegt etwa fünfmal so viel wie eine normal bemessene Glocke gleicher Tonhöhe. Durch diese schwere Konstruktion hat sie einen fülligen, silberhellen Klang von unnachahmlichem Reiz. Mit der Heinrichsglocke ist die Armeseelenglocke die wohl klangschönste Stimme im Domgeläut. Sie läutet allabendlich nach dem Angelusläuten zum Fürbittengebet für die Armen Seelen.
- Die Messglocke ist die kleinste Glocke des Domes. Sie hing bis 1745 im ehemaligen Dachreiter in der Mitte des Langhausdaches und gelangte mit der Beseitigung des Dachreiters bis 1972 in den Südwestturm.[18]
- Im Jahr 1735 zersprang die 1336 gegossene Marien- oder Halbstundenglocke. Im gleichen Jahr goss der Bamberger Meister Johann Ignatius Höhn aus den Scherben eine neue Marienglocke. Der farbige Klangaufbau verleiht ihr ein unverwechselbares Timbre. Im Jahre 1807 wurden im Rahmen der Säkularisation die Dreiviertelglocke, die Vigilglocke und die Katecheseglocke verkauft. Dank energischen Einsatzes des damaligen Bischofs blieb die Marienglocke von der Säkularisation verschont.
- Die Apostelglocke aus dem Jahr 1886 trat an die Stelle der 1459 vermutlich vom Nürnberger Glockengießer Conrad Gnotzhammer dem Jüngeren gegossenen St.-Jorgen-Glocke[12] oder campana quietis (im Volksmund „Schlafglocke“ genannt). Sie ist die tontiefste Stimme im Domgeläut und wird täglich morgens, mittags um 12 Uhr und abends zum Engel des Herrn geläutet.
- Die Georgsglocke, die Petersglocke, die Ottoglocke und die Michaelsglocke wurden 1972 von der Glockengießerei Rudolf Perner in Passau gegossen, um die Verluste aus der Säkularisation auszugleichen und den wertvollen Altbestand zu entlasten. Mit der Apostelglocke und der Marienglocke bilden sie ein einheitliches Geläut und ermöglichen eine größere Zahl an Kombinationen, die sich auf die verschiedenen Anlässe und Gottesdienste der Domkirche verteilen lassen.

Die Liste ist nach Tonhöhe der Glocken sortiert.
| Nr. | Name       | Gussjahr, Gusszeit | Gießer, Gussort               | Durchmesser  | Masse     | Schlagton (HT-1/16) | Glockenstuhl       |
| --- | ---------- | ------------------ | ----------------------------- | ------------ | --------- | ------------------- | ------------------ |
| 1   | Apostel    | 1886               | Friedrich Hamm, Frankenthal   | 1655 mm      | ≈ 2430 kg | h0 +5               | Südostturm, unten  |
| 2   | Kunigunde  | 1185–1237          | unbekannt                     | 1589–1596 mm | ≈ 3450 kg | c1 +13              | Nordostturm, oben  |
| 3   | Heinrich   | 1311               | unbekannt                     | 1799 mm      | ≈ 5200 kg | cis1 +9             | Nordostturm, unten |
| 4   | Maria      | 1735               | Johann Ignatius Höhn, Bamberg | 1335 mm      | ≈1500 kg  | dis1 +5             | Südostturm, oben   |
| 5   | Georg      | 1972               | Rudolf Perner, Passau         | 1090 mm      | 0780 kg   | fis1 +10            | Südostturm, oben   |
| 6   | Peter      | 1972               | Rudolf Perner, Passau         | 0985 mm      | 0556 kg   | gis1 +7             | Südostturm, oben   |
| 7   | Otto       | 1972               | Rudolf Perner, Passau         | 0822 mm      | 0310 kg   | h1 +11              | Südostturm, oben   |
| 8   | Michael    | 1972               | Rudolf Perner, Passau         | 0653 mm      | 0170 kg   | dis2 +9,5           | Südostturm, oben   |
| 9   | Armeseelen | um 1200            | unbekannt                     | 837–844 mm   | 0570 kg   | fis2 −1             | Südostturm, oben   |
| 10  | Messe      | um 1300            | unbekannt                     | 0591 mm      | ≈ 200 kg  | gis2 –7             | Südostturm, oben   |

Zum historischen Domgeläut gehörte auch eine Laudesglocke, die wie die Armeseelen-Glocke um das Jahr 1200 von einem unbekannten Gießer gegossen wurde. Die Laudesglocke wurde im Jahre 1545 vom Domkapitel nach Zapfendorf verkauft, wo sie heute noch läutet (daher auch: Zapfendorfer Glocke). Sie ist ein nahezu formgleiches Gegenstück zur Armeseelenglocke des Domes; beide Glocken sind aus der gleichen Werkstatt hervorgegangen als eines der ältesten erhaltenen Glockenpaare Süddeutschlands. Die Glocke hat einen Durchmesser von 745 mm, wiegt etwa 400 kg und hat den Schlagton gis2 (−5).

##### Domuhr

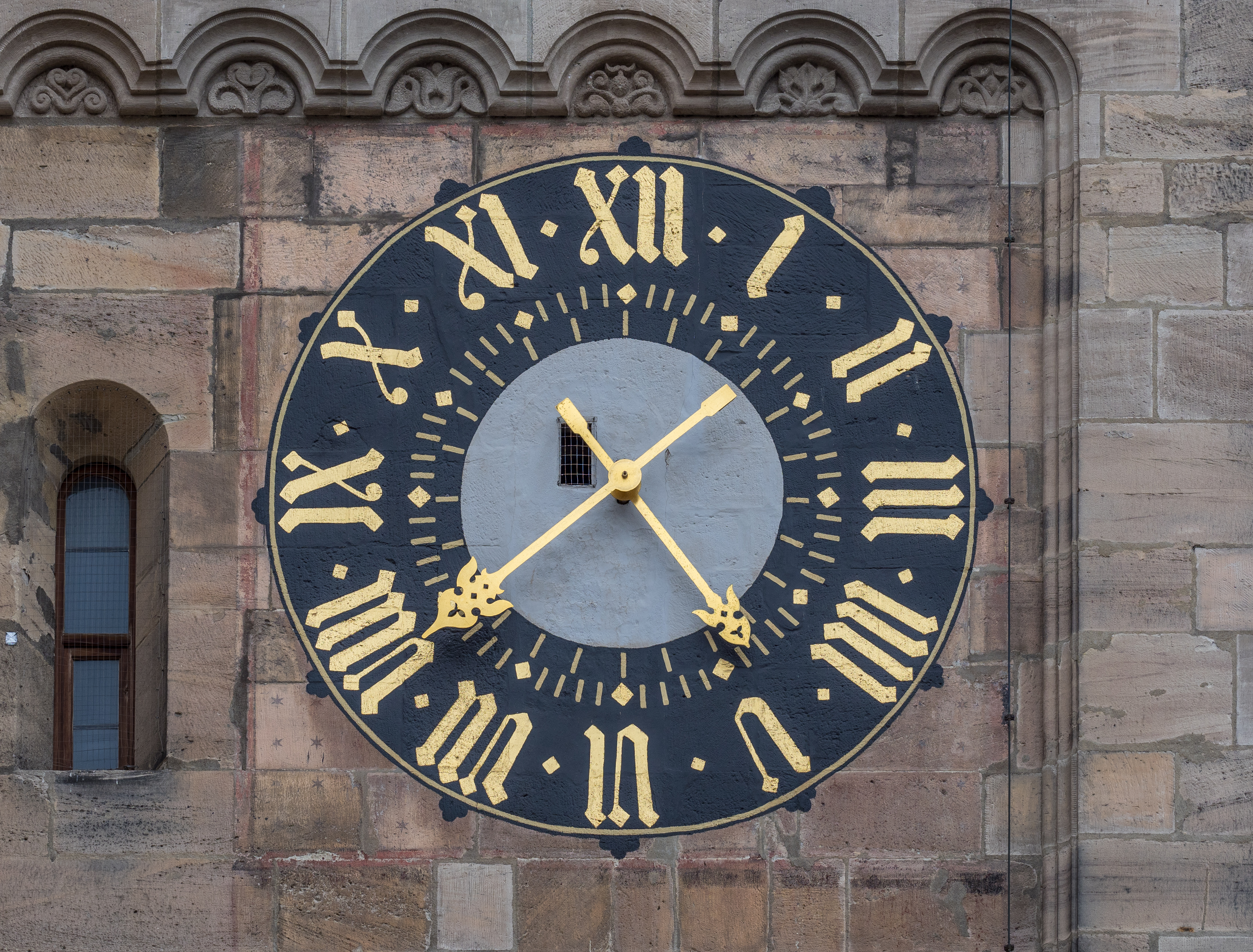
Domuhr

Turmuhren waren die ersten mechanischen Uhren. Sie dienten der Zeiteinteilung für die Gebetszeiten sowie der Einteilung des Arbeitstages. Die Domuhr am Nordostturm war bis zum Jahr 1954 der maßgebliche Chronometer der Stadt Bamberg. Die Uhrzeit wurde seit dem 16. Jahrhundert durch die Domglocken hörbar verkündet. Die erste mechanische Uhr aus dem Jahr 1529 musste bereits 1562 ersetzt werden. Die zweite Uhr hielt dagegen bis zum Jahr 1927 und befindet sich seit 1929 in der Sammlung historischer Uhren des Deutschen Museums in München. Die spätere Uhr stammt aus dem Jahr 1937 und wurde in Melle-Buer bei Osnabrück angefertigt.
Seit den 1960er Jahren wurden das Schlagwerk und die Zifferblätter von einer sogenannten Nebenuhr der Firma Schauer aus Österreich gesteuert. Aktuell ist ein funkgesteuerter Läutecomputer der Firma Perner aus Passau im Einsatz, der auch das Schlagen und die Zifferblätter steuert. Zu den Viertelstunden ertönt ein Bim-Bam-Schlag auf den Glocken Georg und Maria. Die Stunden werden zuerst auf der Heinrichsglocke geschlagen und im Anschluss auf der Apostelglocke wiederholt.

#### Westtürme

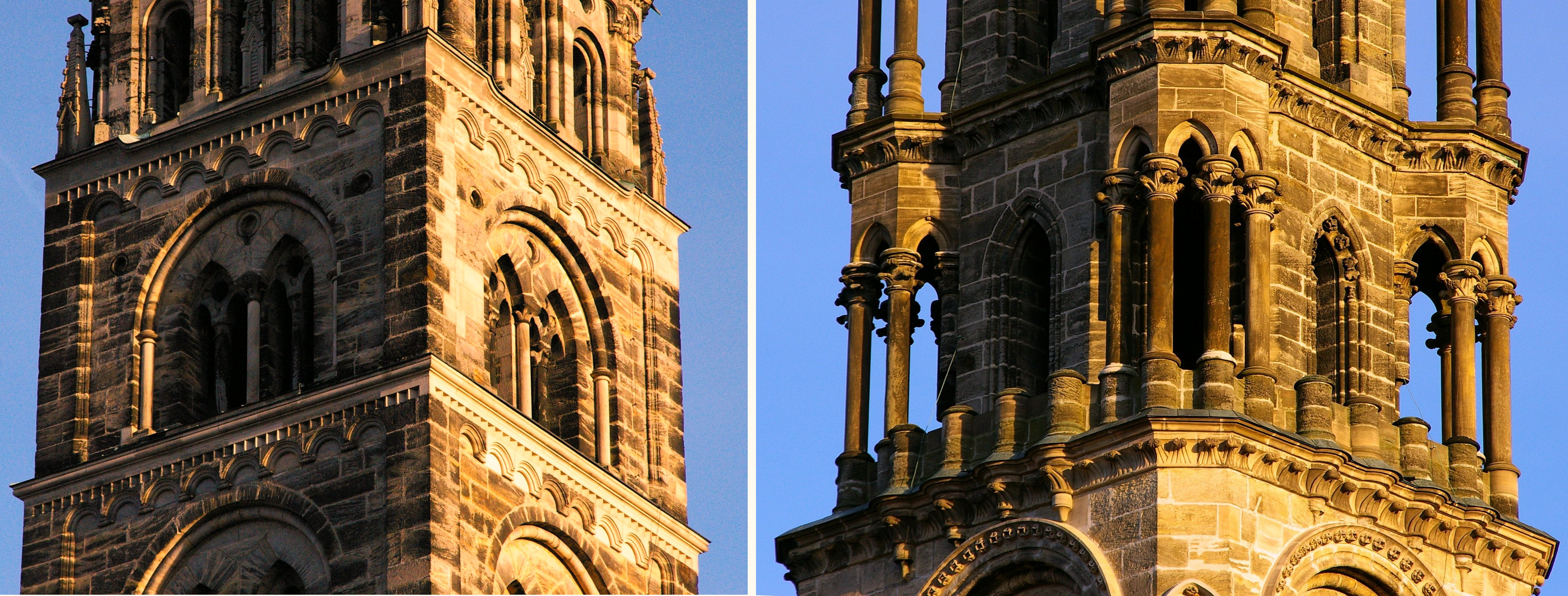
Unterschiede im Detail: romanischer (links) und gotischer Turm (rechts)

Die oberen Geschosse der Westtürme sind nahezu Kopien der Türme der gotischen Notre-Dame im nordfranzösischen Laon, der Kathedrale von Laon. Das gilt für den achteckigen Grundaufbau, dem an vier Seiten fünfeckige Säulenerker vorgestellt sind. Mit den Laoner Domtürmen wurden auch die aus den offenen Ecktabernakeln blickenden Kühe und Esel übernommen. Diese sind eine Anerkennung für die Lasttiere, die das Steinmaterial transportieren mussten. In Bamberg heißen diese Figuren, wohl weil man sie von unten nicht so genau erkennen kann, Domkühe, wobei es sich in Bamberg wohl nicht um Rinder, sondern um Maulesel handelt. Diese Maulesel zogen Steine mittels Flaschenzügen nach oben, liefen im Dachstuhl in Laufrädern und schleppten Mörtelbottiche auf die Türme. Nachts wurden sie links vom Fürstenportal in den so genannten Eselsstall eingesperrt. Die Originale der Skulpturen werden heute im Diözesanmuseum gezeigt.
Die Untergeschosse der Westtürme sind noch in kompakter Aufmauerung ausgeführt und unterscheiden sich voneinander im Stil. Die Untergeschosse des Südwestturms haben kleine romanische Rundbogenfenster, die des Nordwesturms etwas größere frühgotische Spitzbogenfenster. Die zweiten Obergeschosse, die Traufe der polygonalen Westapsis überragend, lassen sich mit ihren Biforien aus spitzbogigen Fenstern und runden Überfangbögen dem romanisch-gotischen Übergangsstil zurechnen, aber am Südwestturm überwiegen hier mit Ecklisenen und Rundbogenfries Elemente aus der Romanik, am Nordwestturm mit seinen Spitzbogenfriesen gotische Elemente. Die folgenden drei Geschosse sind untereinander und in beiden Türmen gleich gestaltet: Diese Turmgeschosse sind in hohen Spitzbögen, die Ecken des Mauerwerkes in tabernakelartigen Anbauten mit vier schlanken Säulen geöffnet.
Die Türme lassen somit den Stilwechsel während der über dreißigjährigen Bauzeit nachvollziehen. Der Bau begann im Osten, wo heute die romanischen Rundbögen vorherrschen, während die Türme im Westen denen der gotischen Kathedrale von Laon nachempfunden sind. In Annäherung zum westlichen Turmpaar wurden auch die Osttürme im Mittelalter um zwei Obergeschosse erhöht, in der Barockzeit um ein weiteres.

#### Adamspforte

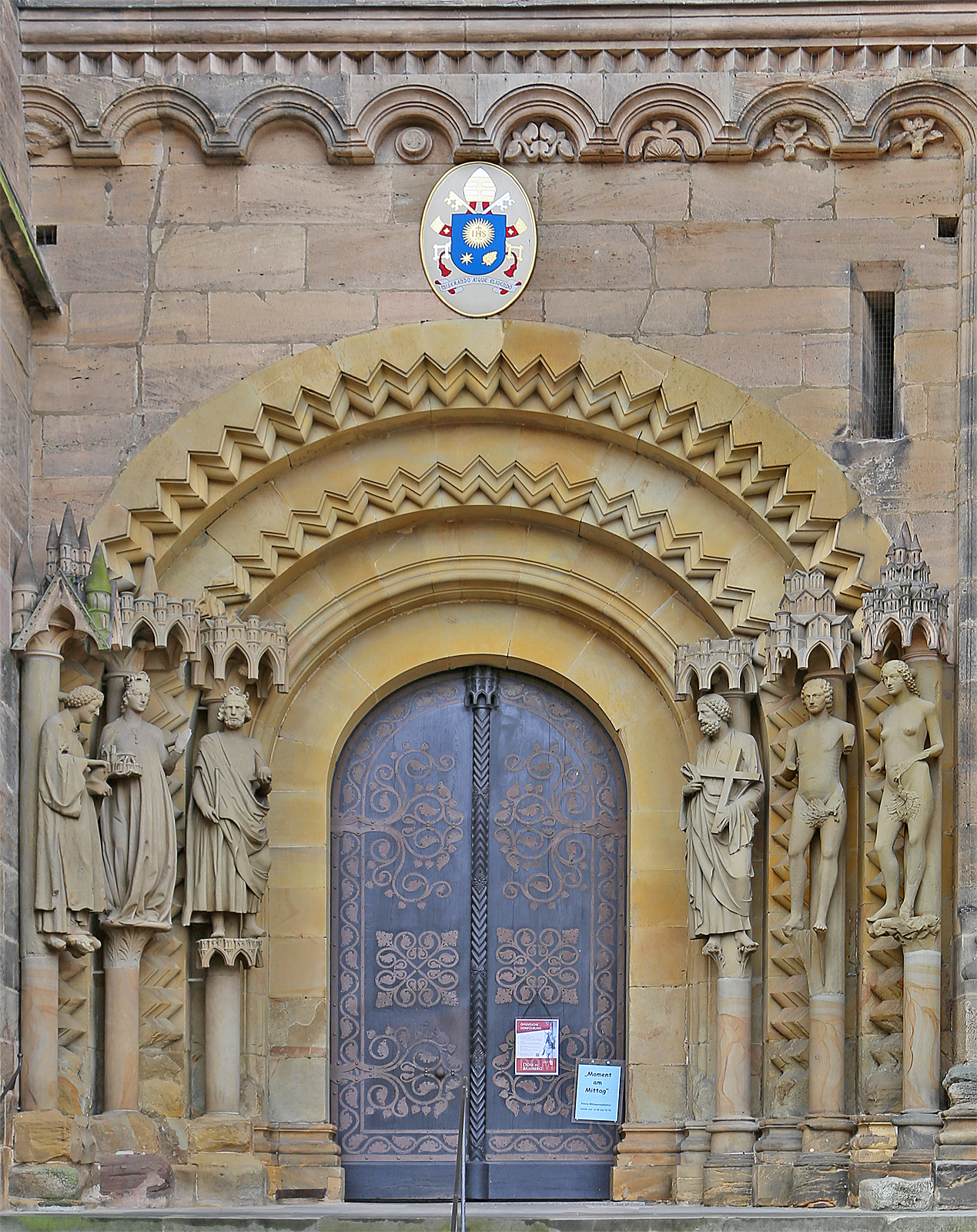
Adamspforte mit Papstwappen als Zeichen des Status des Doms als Basilica minor

Die Adamspforte – sie heißt auch Rote Türe – war der Hauptzugang in den Dom. Sie wurde im Alltag zusammen mit der so genannten Gittertür am anderen Ende des Doms genutzt. Die Adamspforte ist das älteste Portal und wurde erst nach der Fertigstellung der benachbarten Gnadenpforte ausgeschmückt. Es handelt sich vermutlich um die letzten Werke der in Reims geschulten Bildhauerwerkstatt.
Dieses abgestufte Rundbogenportal ohne Bogenfeld wird durch zwei das ganze Portal umlaufende Zickzackfriese verziert. Wahrscheinlich noch während der Bauzeit wurden zwischen die Zickzackbänder sechs Sandsteinfiguren gestellt, die vermutlich für den Innenraum des Doms vorgesehen waren. Bis 1937 standen hier sechs Figuren, die sich heute im Lapidarium des Diözesanmuseums befinden.
Linke Seite
- Der heilige Stephanus, im Gewand eines Diakons, war der erste christliche Märtyrer. Die Steine in seinen Händen sind ein Hinweis auf seinen Märtyrertod durch Steinigung. Er steht neben der Kaiserin Kunigunde, die ihm die Stephanskirche in Bamberg stiftete. Zugleich steht er als erster Märtyrer dem ersten Menschenpaar gegenüber. Sein Gedenktag, der 26. Dezember, war zugleich Geburtstag des damals regierenden Kaisers Friedrich II.
- Kunigunde wird wohl als eine neue Maria gesehen. Ihr ungegürtetes Gewand ist möglicherweise als Hinweis auf ihre Jungfräulichkeit zu verstehen. Sie hält ein Modell der von ihr gestifteten Bamberger Stephanskirche in den Händen.
- Heinrich, der Bistumsgründer

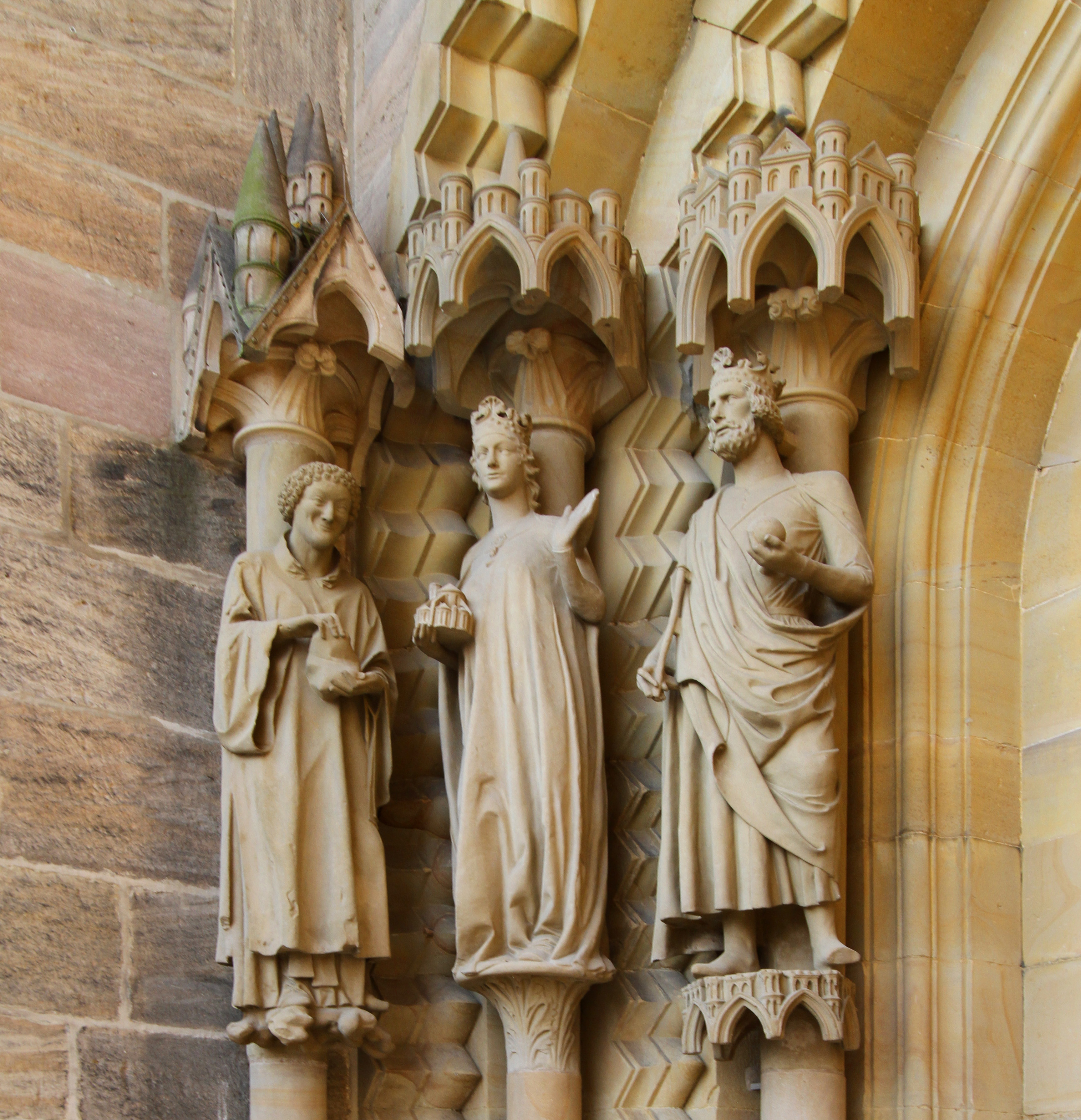
links: Stephanus, Kunigunde und Heinrich
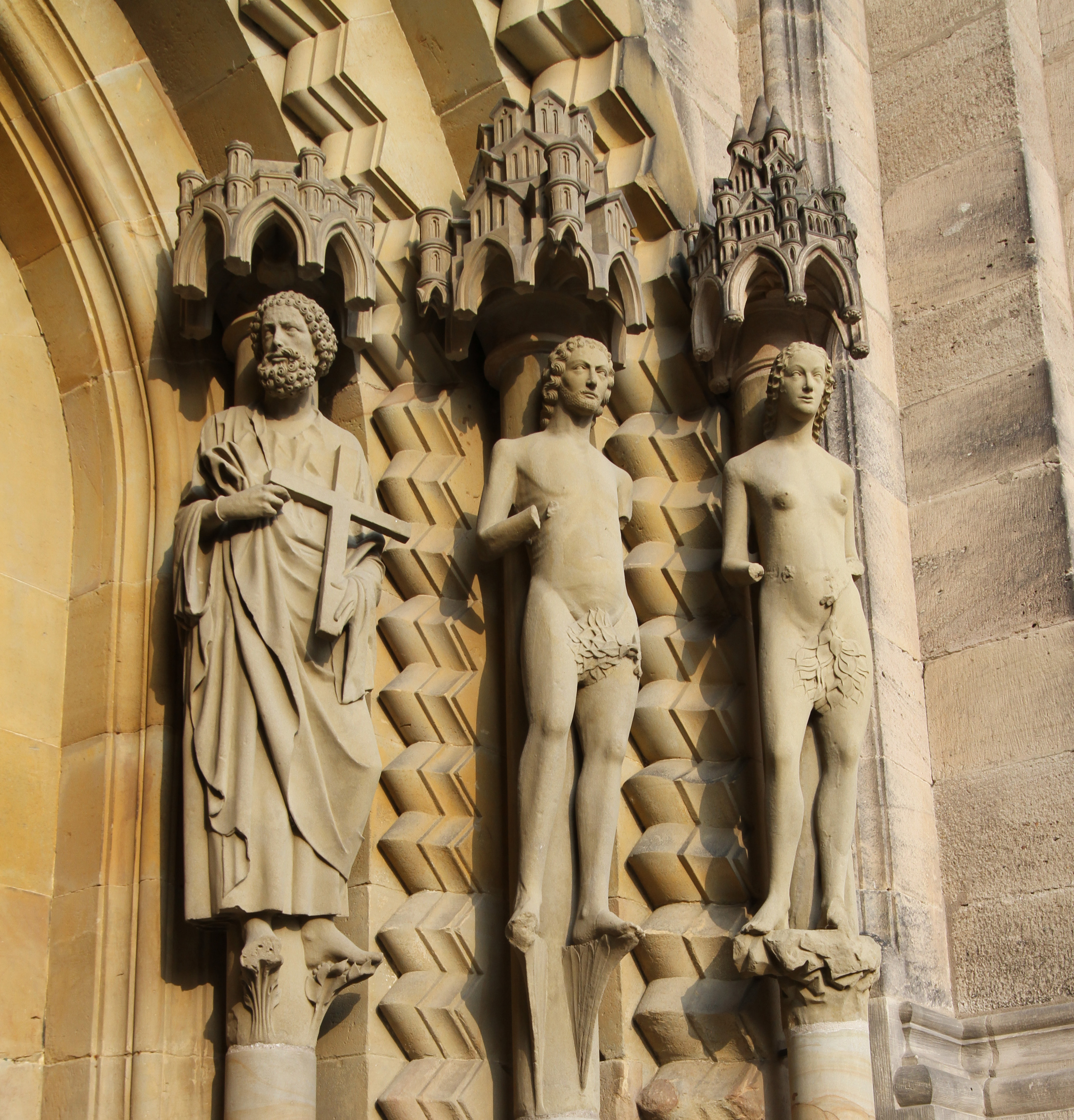
rechts: Petrus, Adam und Eva
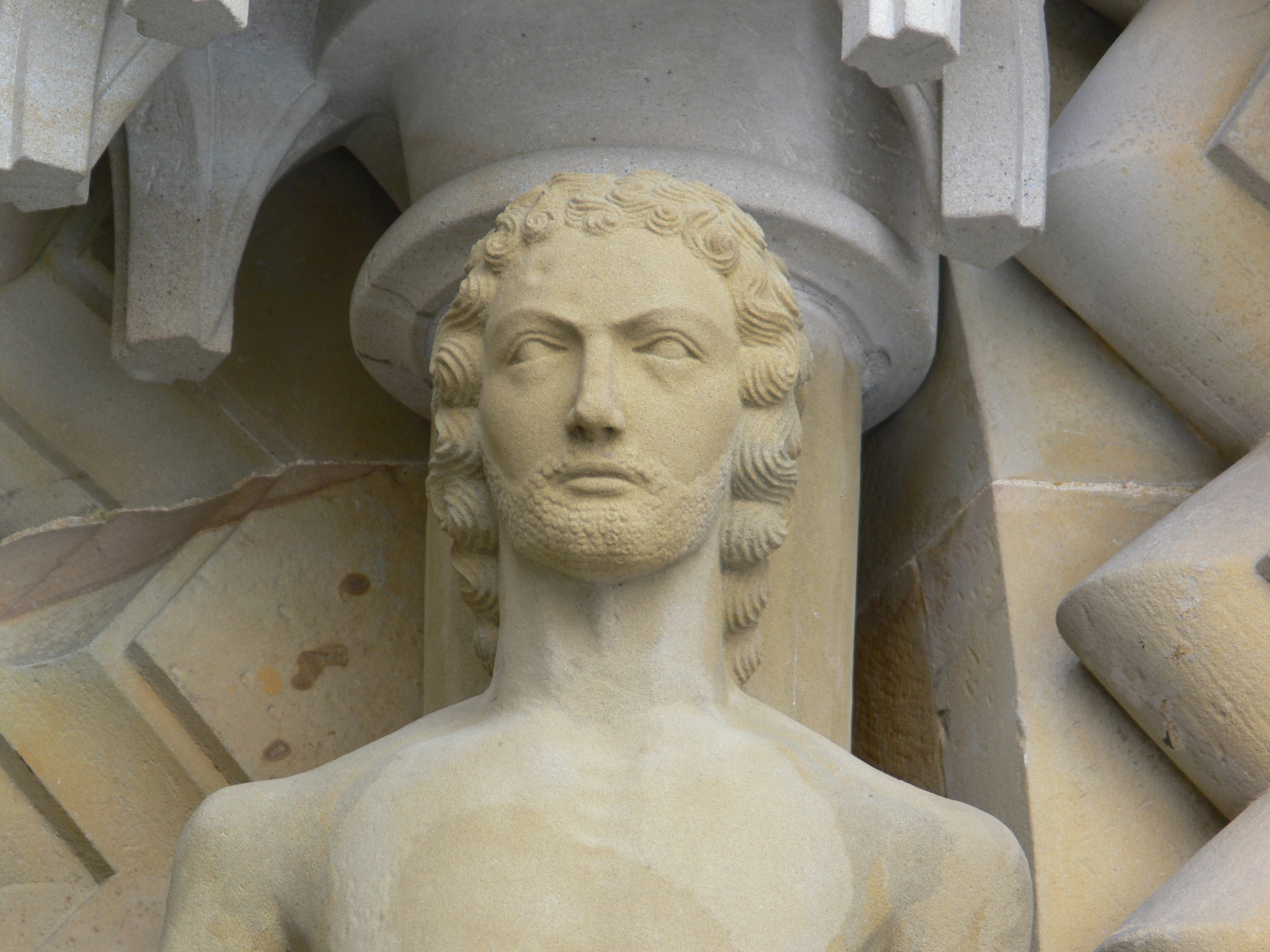
Adam
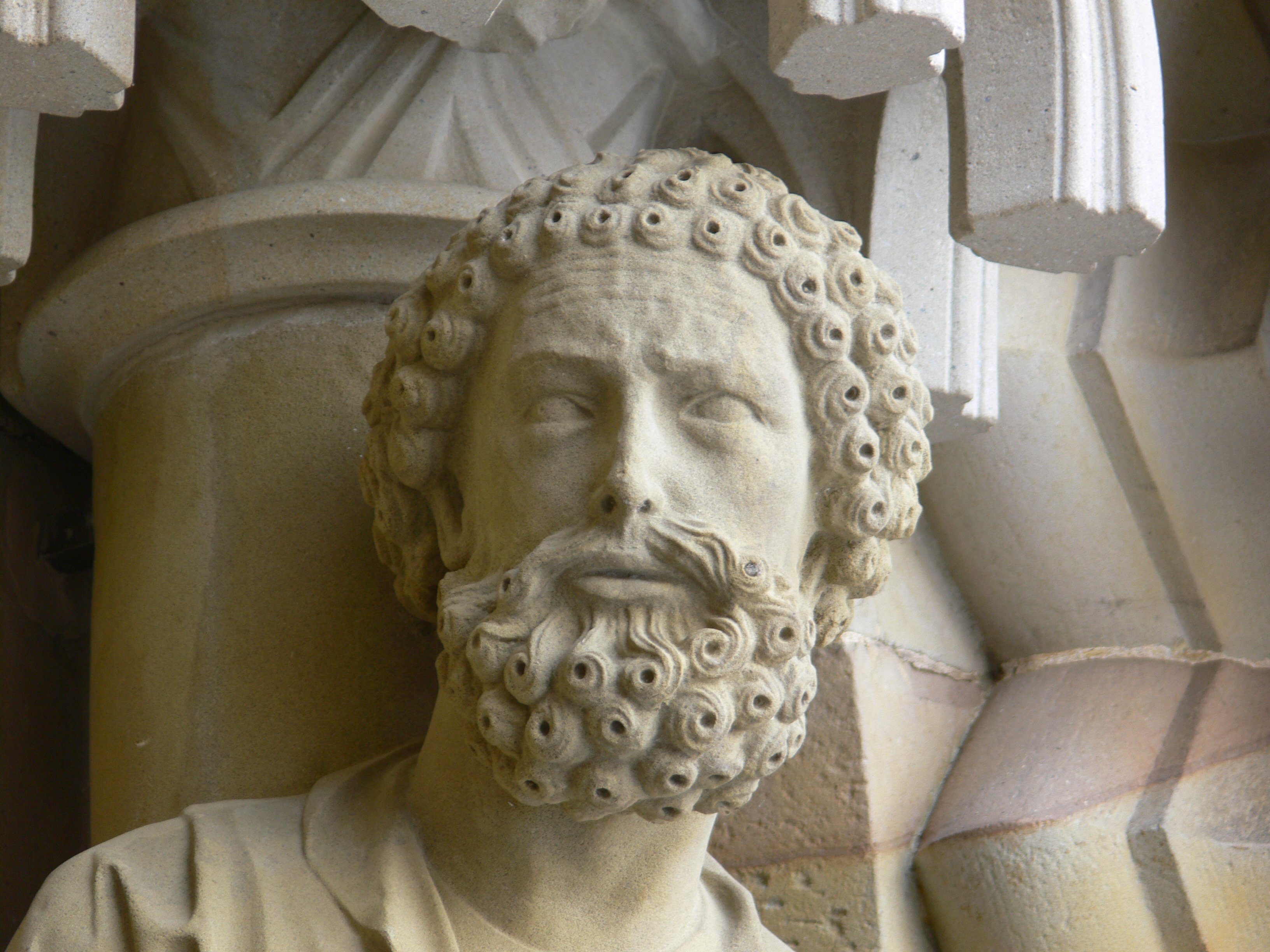
Petrus

Rechte Seite
- Petrus, der erste Papst, ist einer der Kirchenpatrone des Doms. Petrus hält meistens zwei Schlüssel, hier aber hält er ein Kreuz in den Händen.
- Eva entspricht der heiligen Kunigunde auf der gegenüberliegenden Seite. Die Figuren der Stammeltern Adam und Eva sind übrigens die ersten lebensgroßen Aktskulpturen seit der Antike.
- Adam, der erste Mensch. Nach dieser Figur wurde das Portal Adamspforte genannt.

Der Weg durch die Adamspforte war möglicherweise Teil der Bußpraxis, bei der am Gründonnerstag die Menschen symbolisch aus dem Paradies vertrieben wurden und nach dem Anhören von Bußpredigten und öffentlicher Buße in weißen Gewändern durch die benachbarte Gnadenpforte wieder in den Dom gelangten.
Die Adamspforte war in der Vergangenheit das von den Kirchgängern benutzte Portal. Der Sinn des Skulpturenprogramms ist nicht geklärt. Es stellt sich die Frage, was Petrus, den ersten Papst, mit dem ersten Menschenpaar, Adam und Eva, dem heiligen Kaiserpaar Heinrich und Kunigunde als Stifter des Bamberger Bistums sowie Stephanus, dem ersten christlichen Märtyrer, verbindet. Die Geste Kunigundes und der Blick des Petrus weisen auf Heinrich II., der damit als herausgehobene Person gewürdigt wird. In der Stauferzeit wurde die Gegenüberstellung von Herrscher und erstem Menschenpaar häufig verwandt, um die weltliche Macht als Mittel zum Erhalt der Heilsordnung nach dem Sündenfall zu begründen.
Unter dem Adamsportal befindet sich ein unbehauener Stein, auf dem Ehebrecherinnen Kirchenbuße tun mussten, indem sie sich in Trauerkleidern mit brennender Kerze in der Hand und einem Strohkranz auf dem Kopf von den Kirchgängern mit faulen Äpfeln bewerfen lassen mussten.

#### Gnadenpforte (Marienpforte)

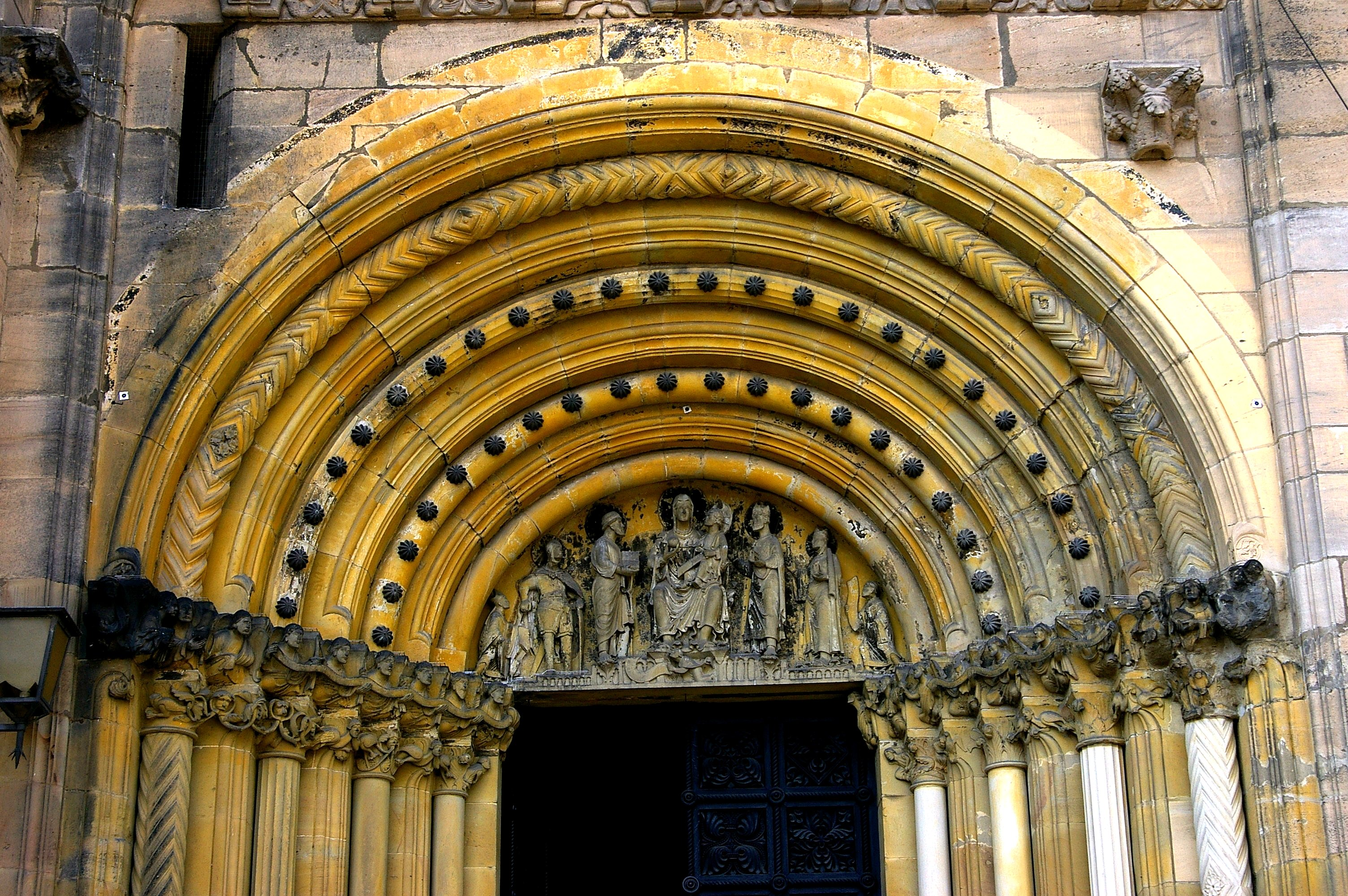
Tympanon der Gnadenpforte

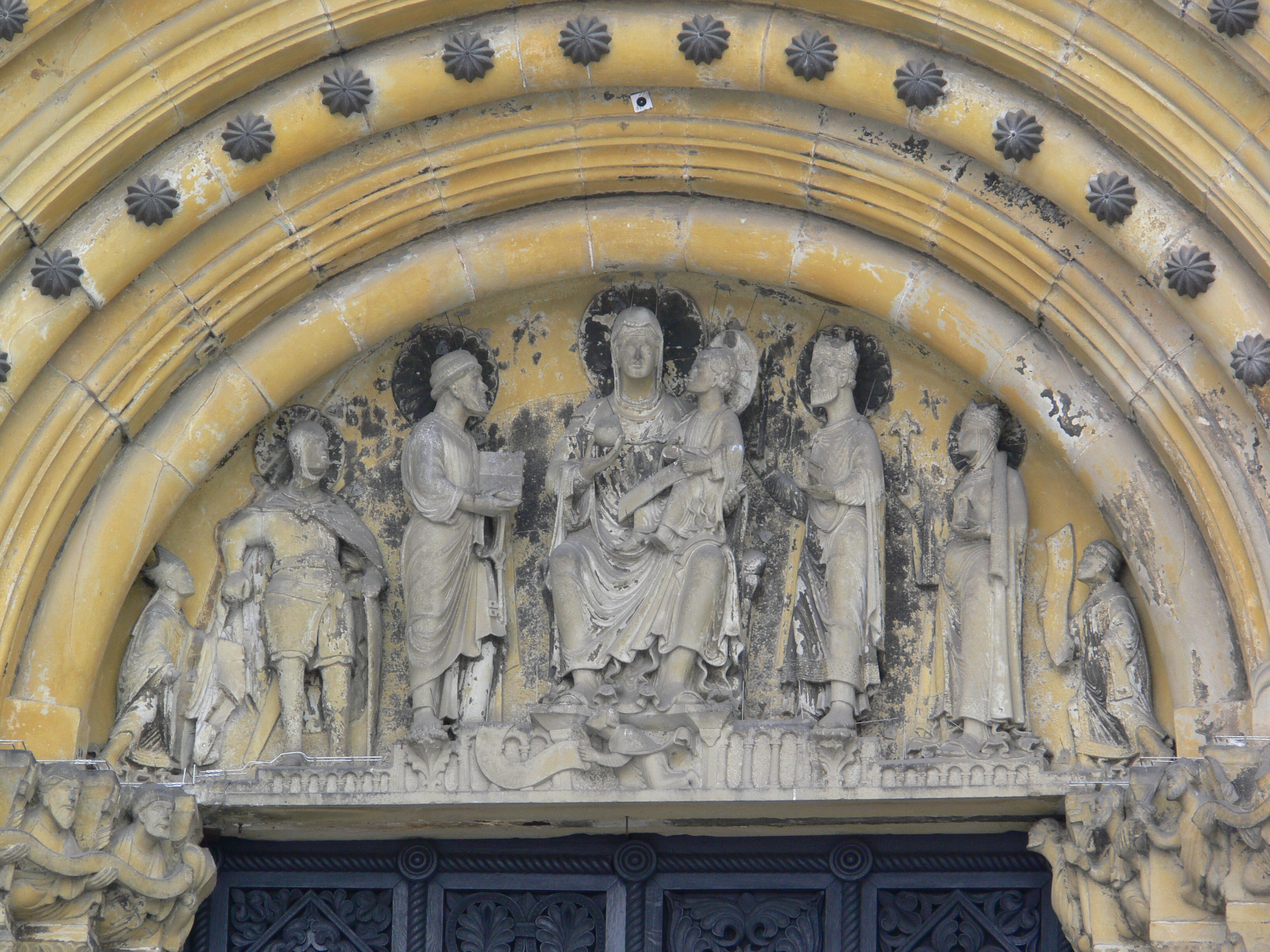
Detail

Die Gnaden- oder Marienpforte im nordöstlichen Turm nutzte man ursprünglich nur an besonderen Festtagen für Prozessionen oder bei besonders feierlichen Anlässen – zum Beispiel wenn ein neu gewählter Bischof in den Dom einzog.
Das Bogenfeld der Gnadenpforte zeigt den Ritter Georg, den Apostel Petrus, die Muttergottes Maria sowie das heilige Kaiserpaar Heinrich und Kunigunde. In der Mitte des Tympanons thront Maria mit dem Jesuskind. Nach hierarchischer Rangordnung und in Abstufung der Größe folgen dann die anderen Figuren:
Rechte Seite
- Heinrich II. (Bistumsgründer)
- Kunigunde (Bistumsgründerin)

Linke Seite
- Petrus (Patron des Doms)
- Georg (Patron des Doms)
- Ganz außen befinden sich bedeutende Stifter des Domes, Bischof Otto II. († 1196) und Dompropst Timo (bis 1196, danach Bischof), ehemals in einer Inschrift genannt.[20]
- Bei dem Kreuzfahrer zu Füßen Marias dürfte es sich um Herzog Otto VII., einen Grafen von Andechs, handeln, der möglicherweise das Portal gestiftet hat.

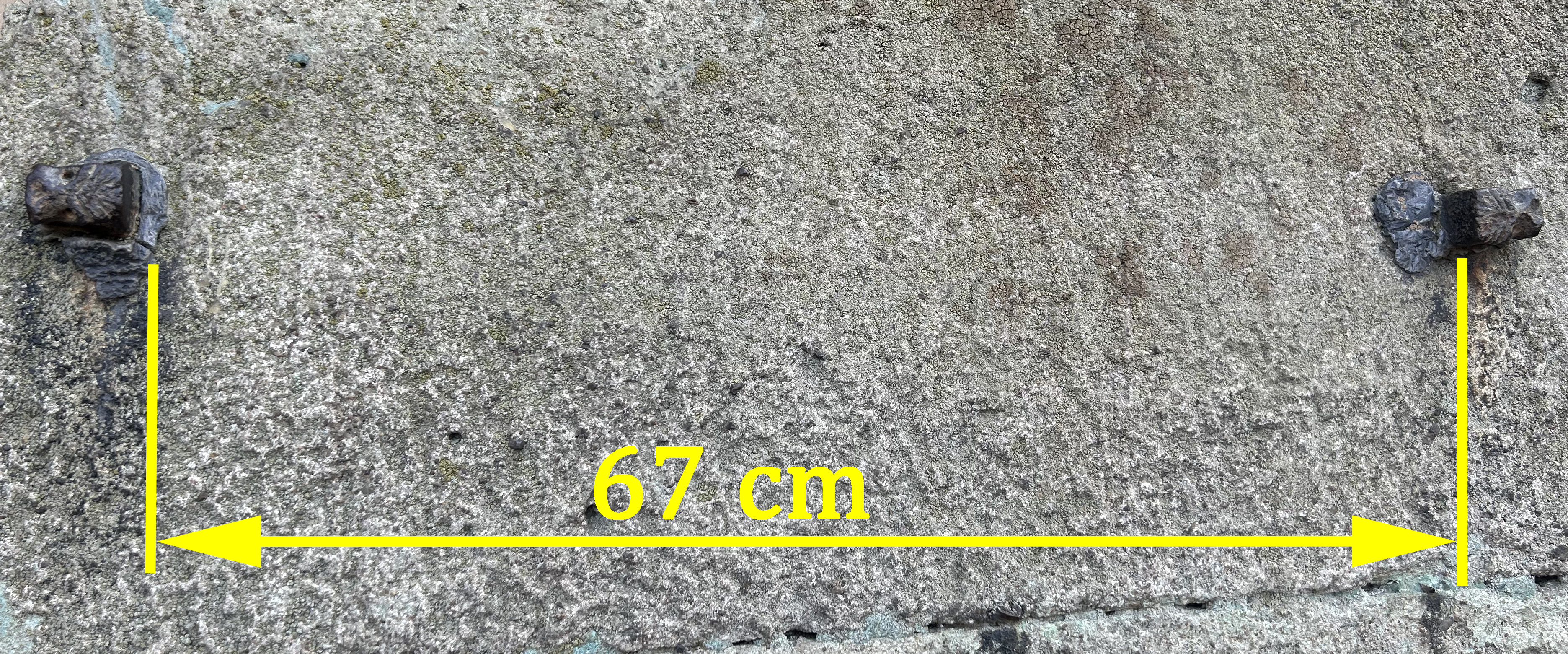
Zwei Löwenköpfchen begrenzen die Länge der Bamberger Elle

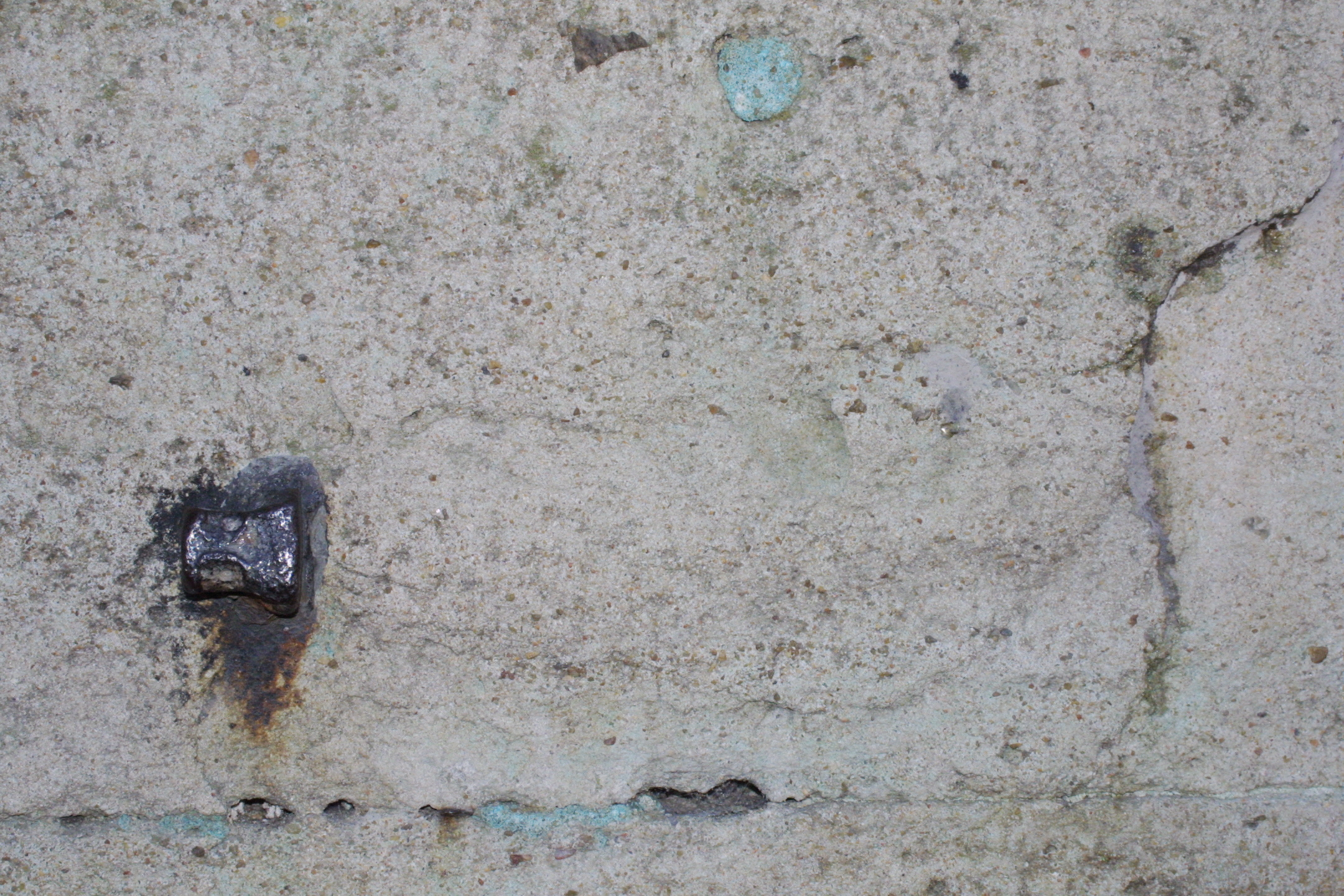
Fußmaß der heiligen Kunigunde

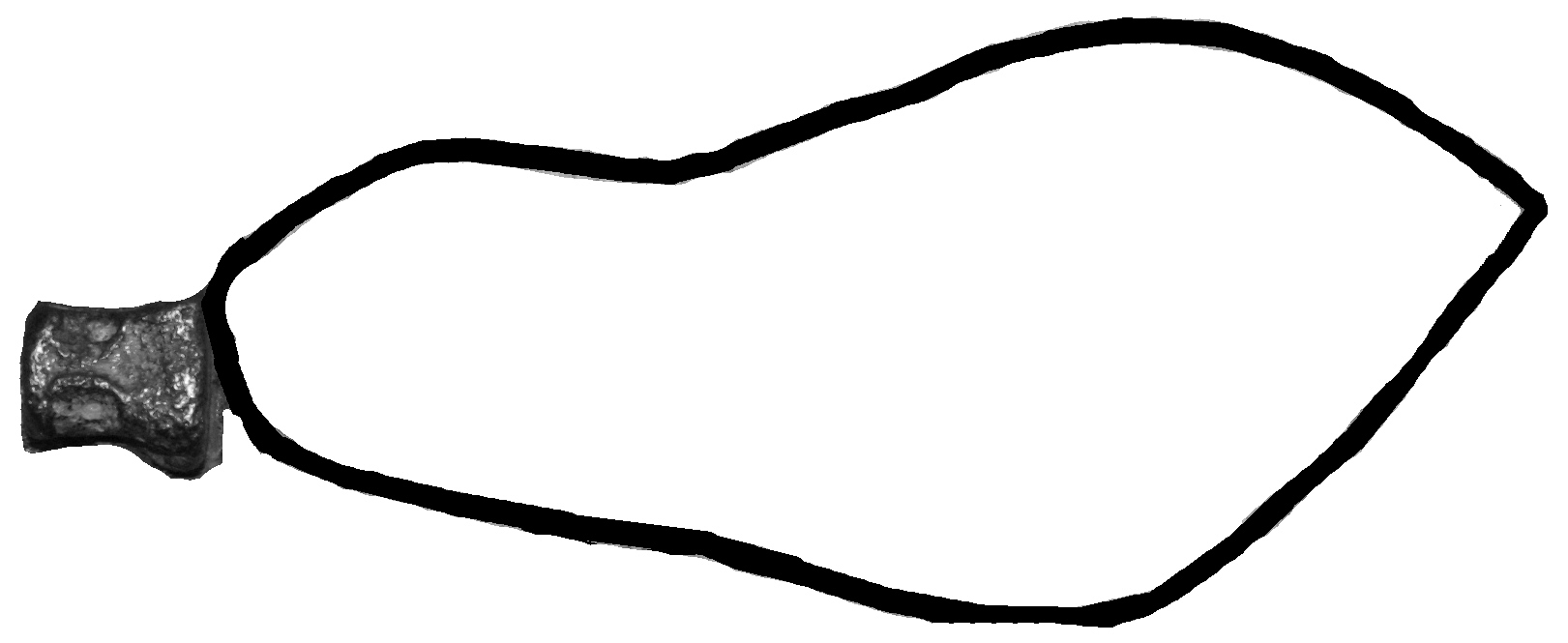
Fußmaß der heiligen Kunigunde, Umzeichnung

Bei der Gnadenpforte befinden sich geschmiedete Etalons in Form von Löwenköpfen, die alte Bamberger Maßeinheiten darstellen. Die Bamberger Elle hatte eine Länge von 67 Zentimetern, der Fuß eine Länge von 26,7 Zentimetern. Angeblich war dies das Fußmaß der heiligen Kunigunde. Eine Elle maß damit exakt 2,5 Fuß.
Die Bamberger Elle und der Bamberger Fuß galten überall im Hochstift Bamberg und zählen zu den ältesten nachweisbaren mittelalterlichen Maßeinheiten Europas. Ein Beispiel für die Bamberger Elle befindet sich noch auf dem Marktplatz des Städtchens Zeil am Main.

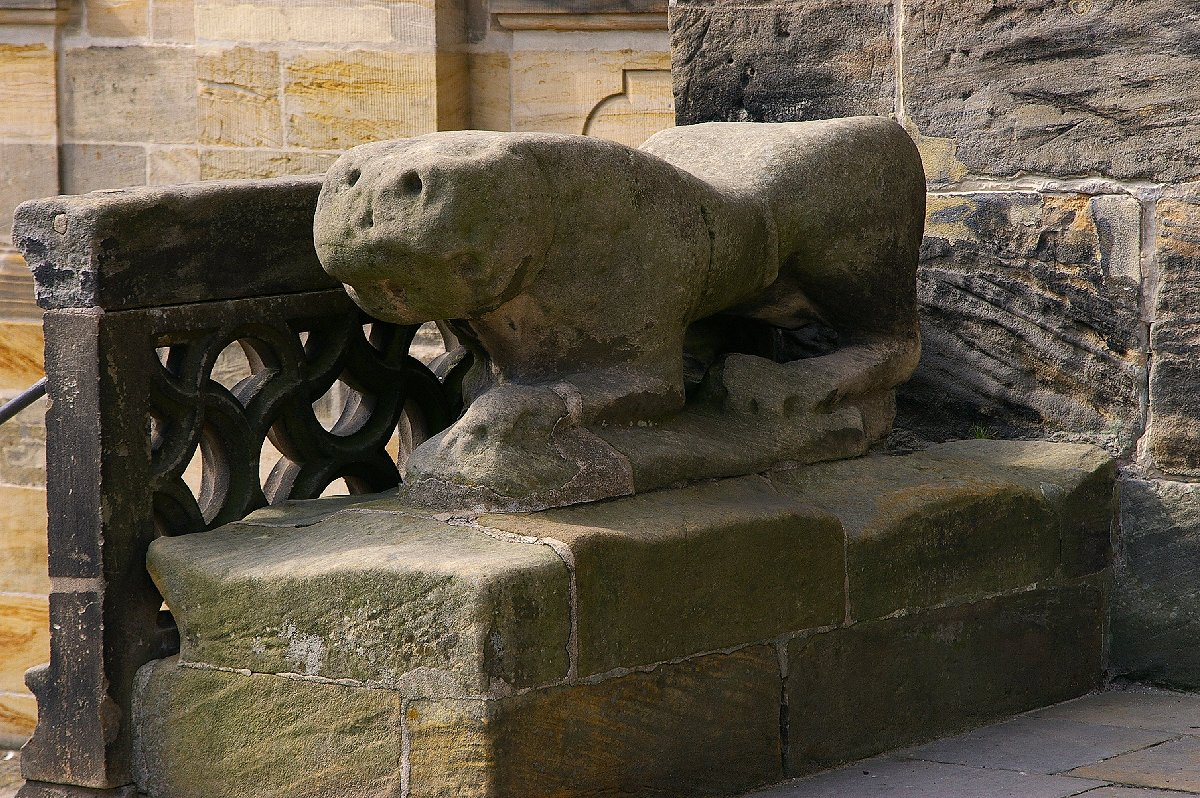
Eine der beiden „Domkröten“

Vor Gnaden- und Adamspforte stehen die verwitterten Sandsteinskulpturen von Löwen. Zwischen diesen beiden Löwen – auf dem Domkranz – wurde Gericht abgehalten. Die Löwen haben ihren Spitznamen „Domkröten“ von dem so genannten Gredgericht (von dem lateinischen Wort gradus für Stufe). Die Bezeichnung Domgreden (Domstufen) wurde auf die beiden Löwen übertragen und wandelte sich durch Volksetymologie zu Domkröten. Der Sage nach wurden die beiden Kröten vom neidischen Teufel gesandt, um den Dombau zu verhindern. Nachts unterwühlten sie, was am Tag gebaut wurde, brachten den Dom aber nicht zum Einsturz. Als der Lindwurm, der ihnen dabei helfen sollte, gebannt wurde, erstarrten auch die beiden Kröten:

„Der Dombau zu Bamberg war einem griechischen Meister aufgetragen. Zu diesem kam ein Jüngling mit der Bitte, er wolle ihn zum Gehilfen nehmen, da man doch zu zweien gewißlich weiter komme, als wenn einer das riesenhafte Werk zu fördern habe. Der Dombaumeister willigte in den Vorschlag und übertrug dem Gehilfen den Bau des Peterthores, während er selbst das Georgenthor übernahm. So arbeiteten die zwei rastlos an dem Werke, ein jeder bemüht es dem andern in Schnelligkeit und Tüchtigkeit des Baues zuvorzuthun. Bald bemerkte man aber, daß der Bau des Georgenthores viel rascher von Statten ging. Das verdroß den Jüngling sehr, und als er sich nicht mehr zu helfen wußte, verschrieb er seine Seele dem Teufel, auf daß ihm dieser Rath schaffen sollte. Von Stund' an änderte sich die Sache. Das Petersthor stieg rascher in die Höhe, während an dem Georgenthor kein Fortschritt bemerklich war; was man des Tages schaffte, fiel zu Nachts wieder ein; denn zwei ungeheure Thiere, halb Kröten, halb Löwen, umschlichen das Werk und unterwühlten die Arbeit des Dombaumeisters. Wie nun der Teufel gedachte, sein Versprechen gelöst und den Ehrgeiz des Jünglings befriedigt zu haben, lud er diesen eines Tages ein, mit ihm auf die Höhe des Petersthores zu steigen und sich das Bauwerk von oben herab anzusehen. Der Jüngling folgte; als er nun oben stand, ergriff ihn der Teufel und schleuderte ihn jählings von der Höhe hinab.“

#### Fürstenportal

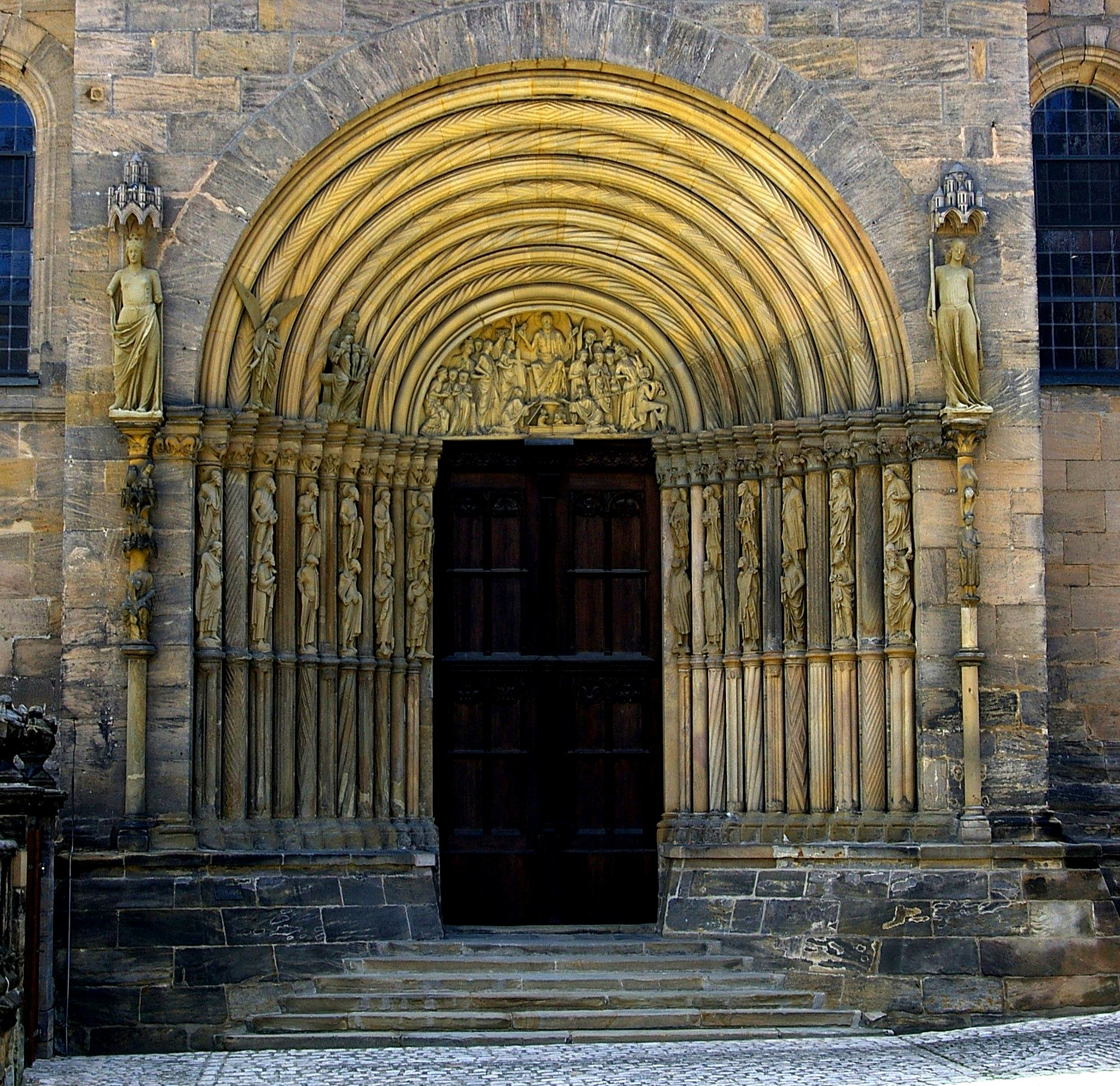
Fürstenportal

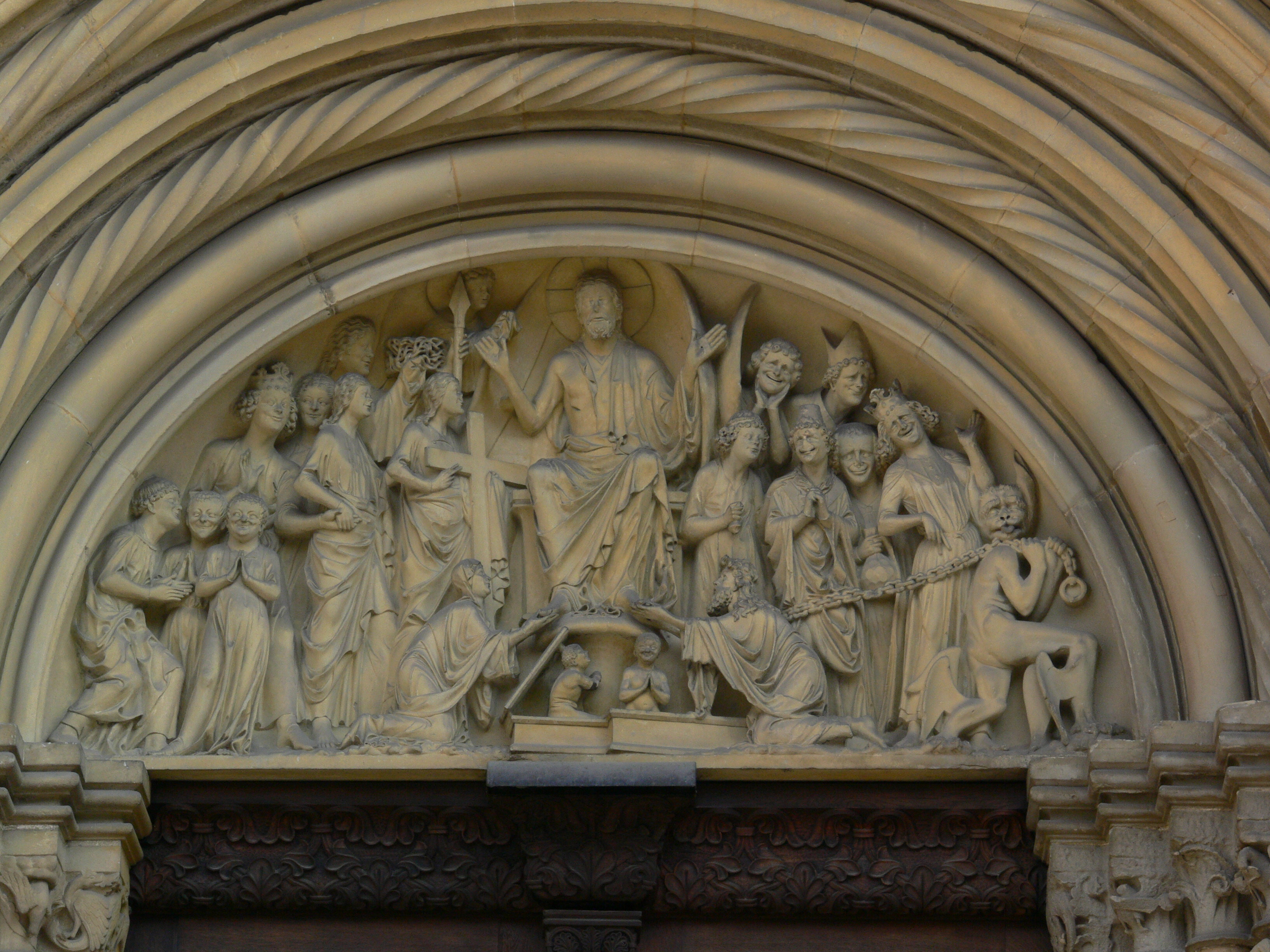
Darstellung des Jüngsten Gerichts im Tympanon des Fürstenportals

Das Hauptportal an der nördlichen Langhausseite wird Fürstenportal genannt und nur bei großen Prozessionen geöffnet oder wenn ein verstorbener Bischof in den Dom getragen wird.
Es führt direkt auf den Domplatz und zeigt über dem Türsturz eine Darstellung des Jüngsten Gerichts mit Christus in der Mitte als Weltenrichter. Vom Betrachter aus gesehen links sind zur rechten Seite Christi die selig Erlösten dargestellt, links die Verdammten gebunden durch eine Kette. Maria und Johannes der Täufer umfassen kniend die Füße Christi. Zwischen ihnen steigen zwei Tote aus den Gräbern.

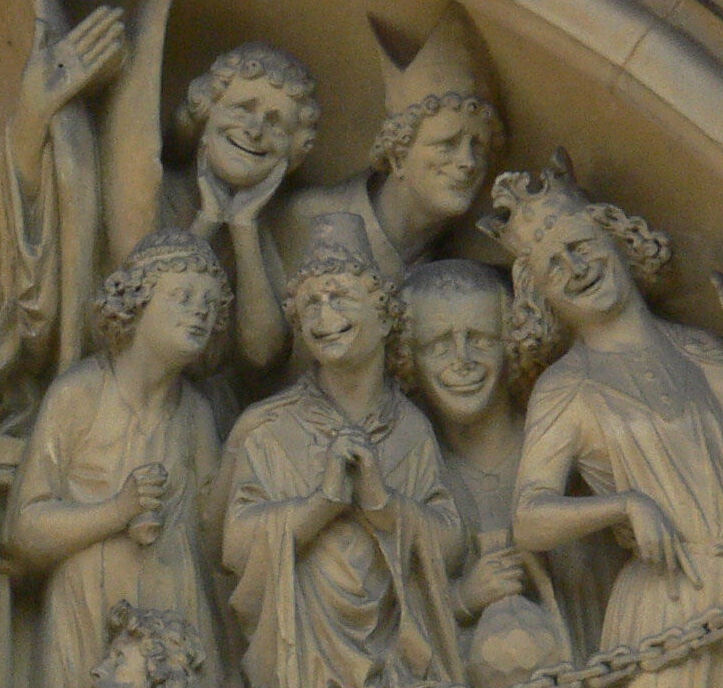
Darstellung der Verdammten auf der rechten Hälfte des Tympanons

Auf der linken Hälfte des Tympanon werden zur Rechten Christi sechs Figuren im Hintergrund dargestellt, zwei zeigen Lanze, Dornenkrone und Kreuz als die Leidenswerkzeuge, eine andere führt einen König herbei. Im Vordergrund sind daneben am linken Rand drei lachende Menschen zu sehen, zwei mit gefalteten Händen. Diese Gruppe ist ein gern verwendetes Motiv auf Postkarten und anderen Darstellungen.
Auf der rechten Hälfte des Tympanons sind zur Linken Christi sechs Figuren als die Verdammten dargestellt, die an einer Kette von einem nackten Teufel im Vordergrund rechts abgeschleppt werden. Beachtenswert an dieser Darstellung ist, dass zu den Verdammten neben einer Person mit Geldsack auch ein Bischof und ein König gehören. Die Verurteilten des Jüngsten Gerichts zeigen zur Grimasse verzerrte Gesichter. Auch der schleppende Teufel ist als Postkartenmotiv erhältlich.

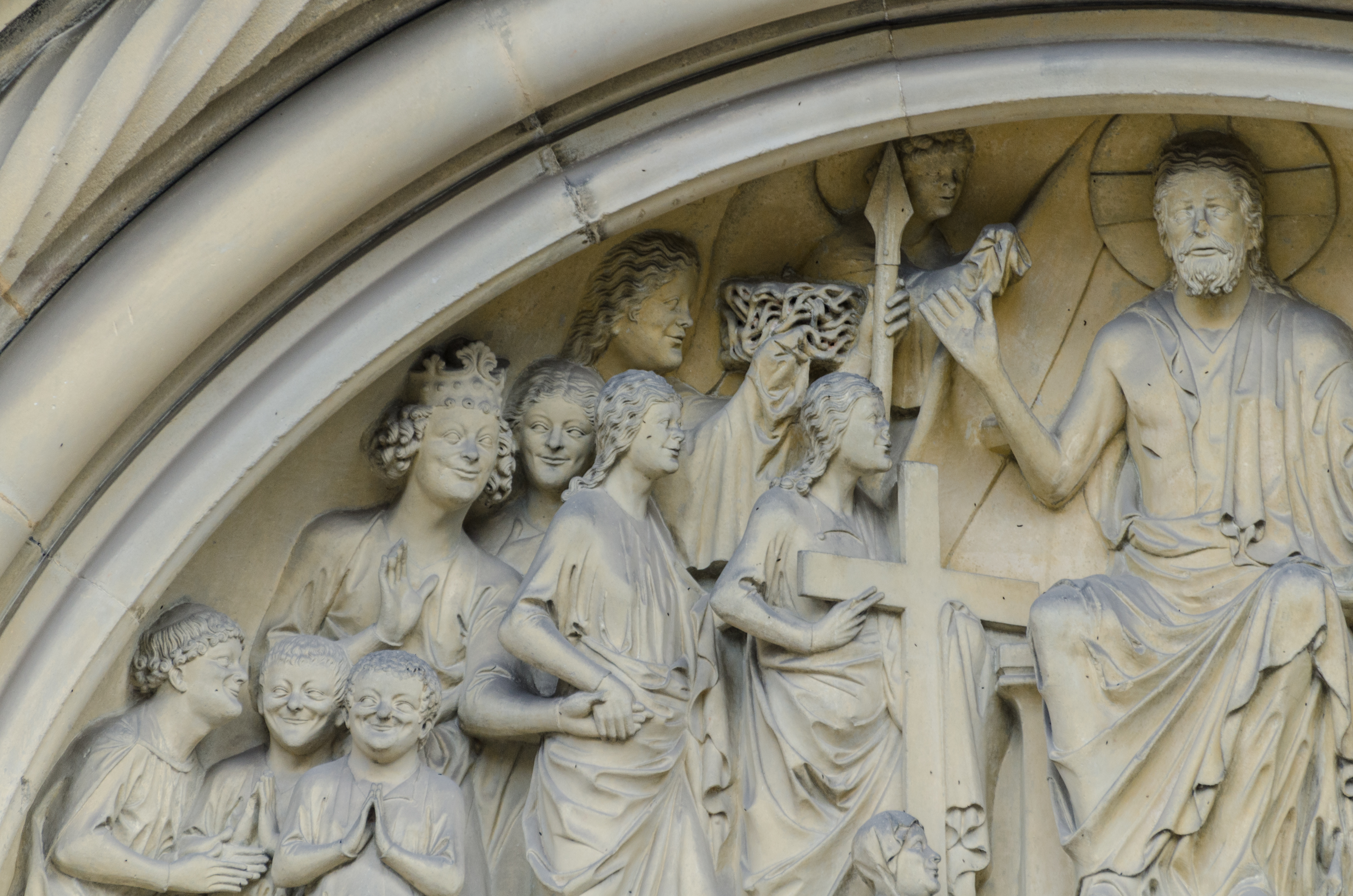
Die Erlösten
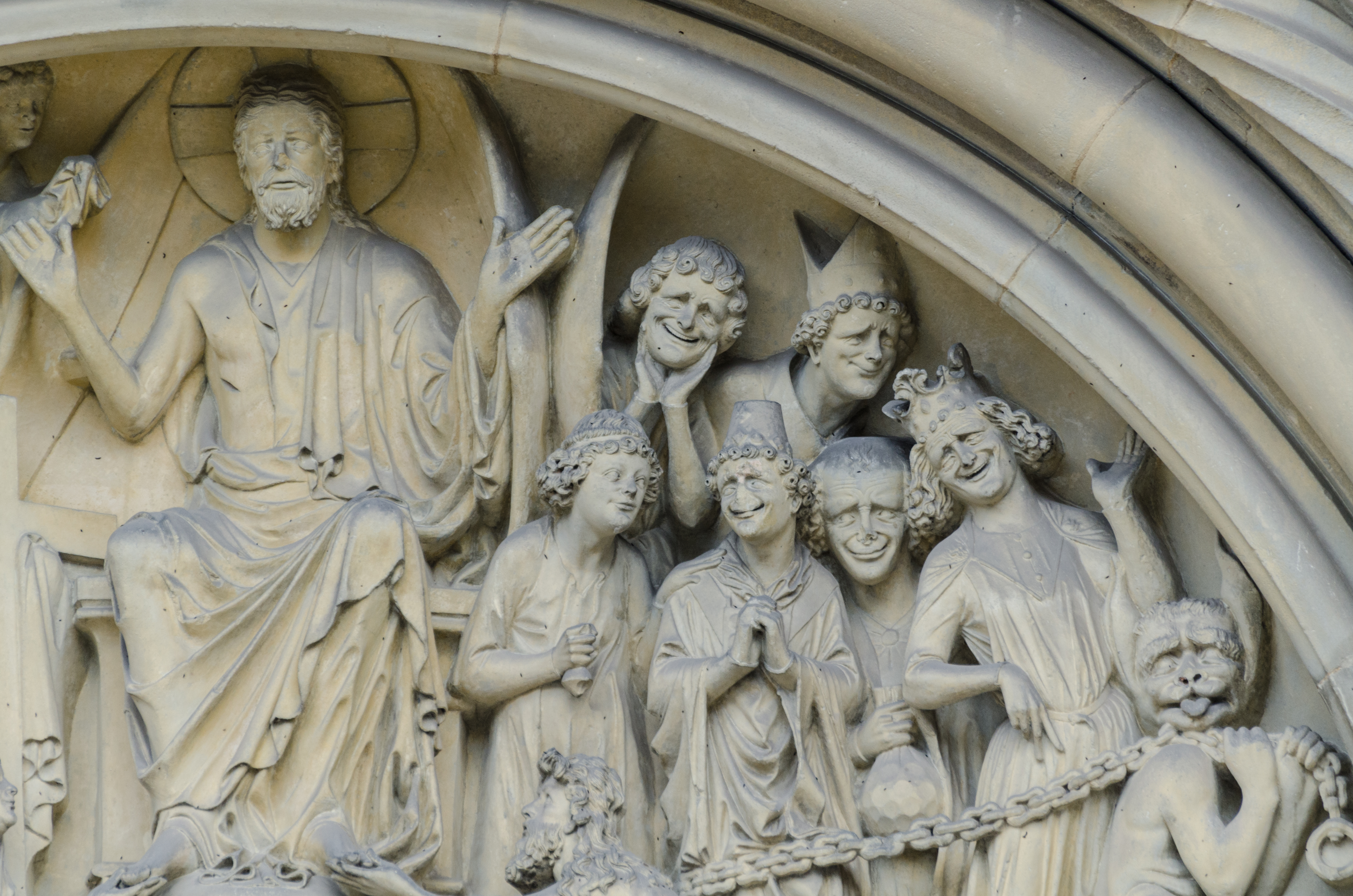
Die Verdammten

Eingangs vor dem Portalbogen ist je zu einer Seite eine Statue erhöht ausgestellt, auf der linken Seite die der Ecclesia, auf der rechten Seite die der Synagoge (heute witterungsbedingt in Kopien, die Originale im Innenraum). Die Skulpturen von Ecclesia und Synagoge geben als Allegorien das mittelalterliche Verständnis von Christentum als Neuem Bund und Judentum als Altem Bund wieder. Während die Ecclesia (Kirche) erhaben, bekrönt und ursprünglich neben einem Kreuz auch einen Kelch tragend vorzustellen ist, wird die Synagoga mit verbundenen Augen, entgleitenden Gesetzestafeln und gebrochenem Stab gezeigt.

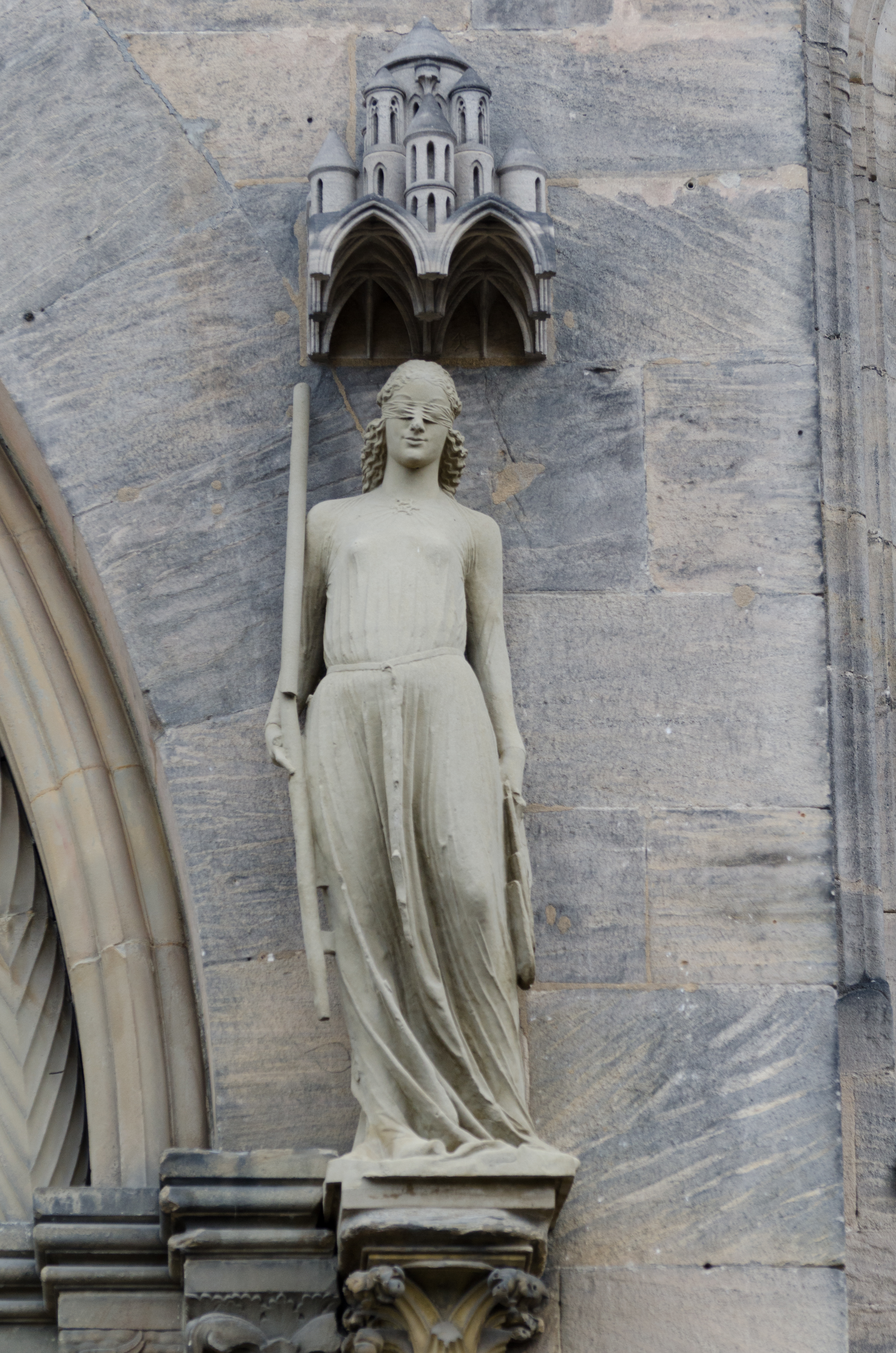
Synagoge
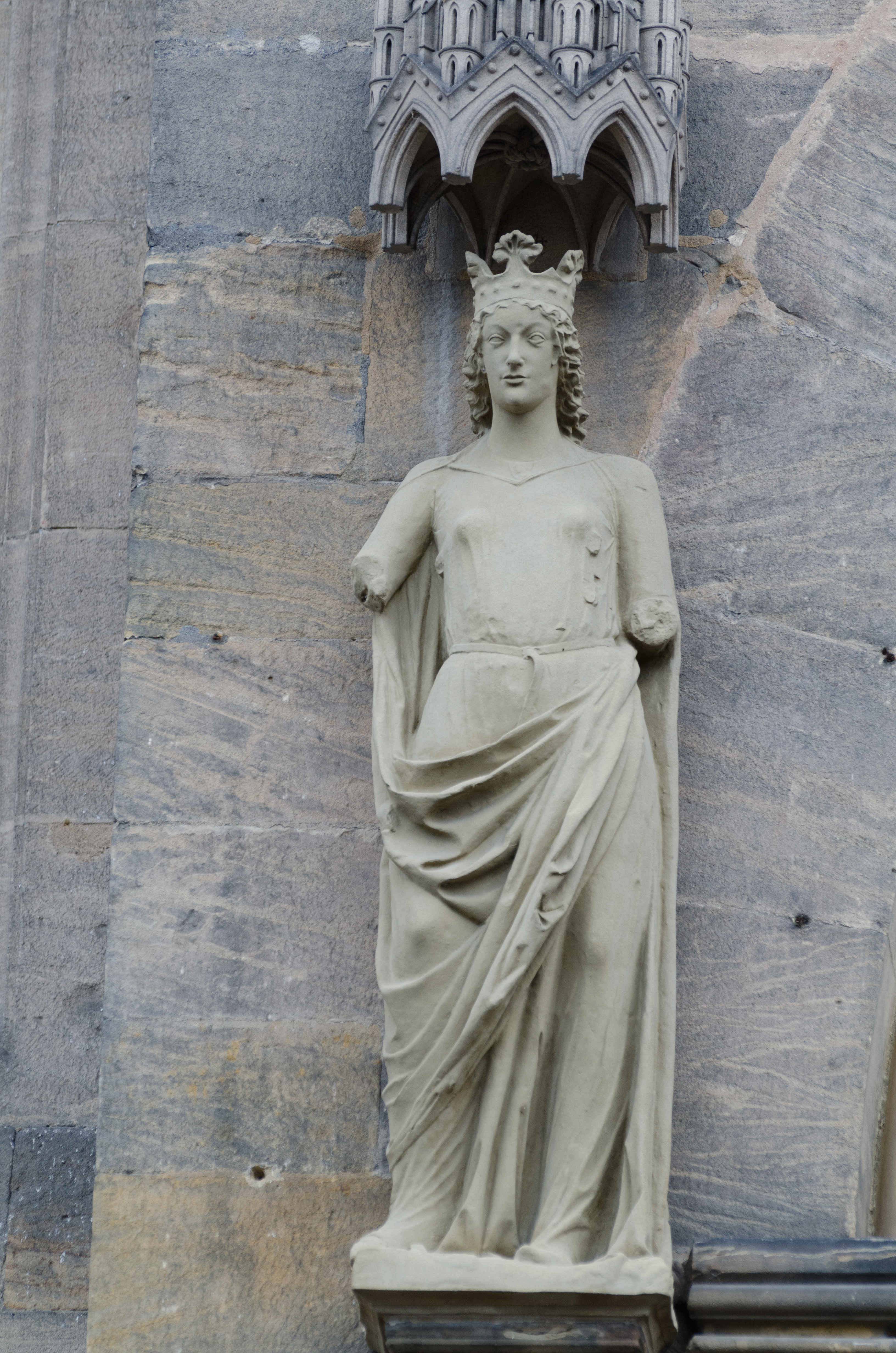
Ecclesia
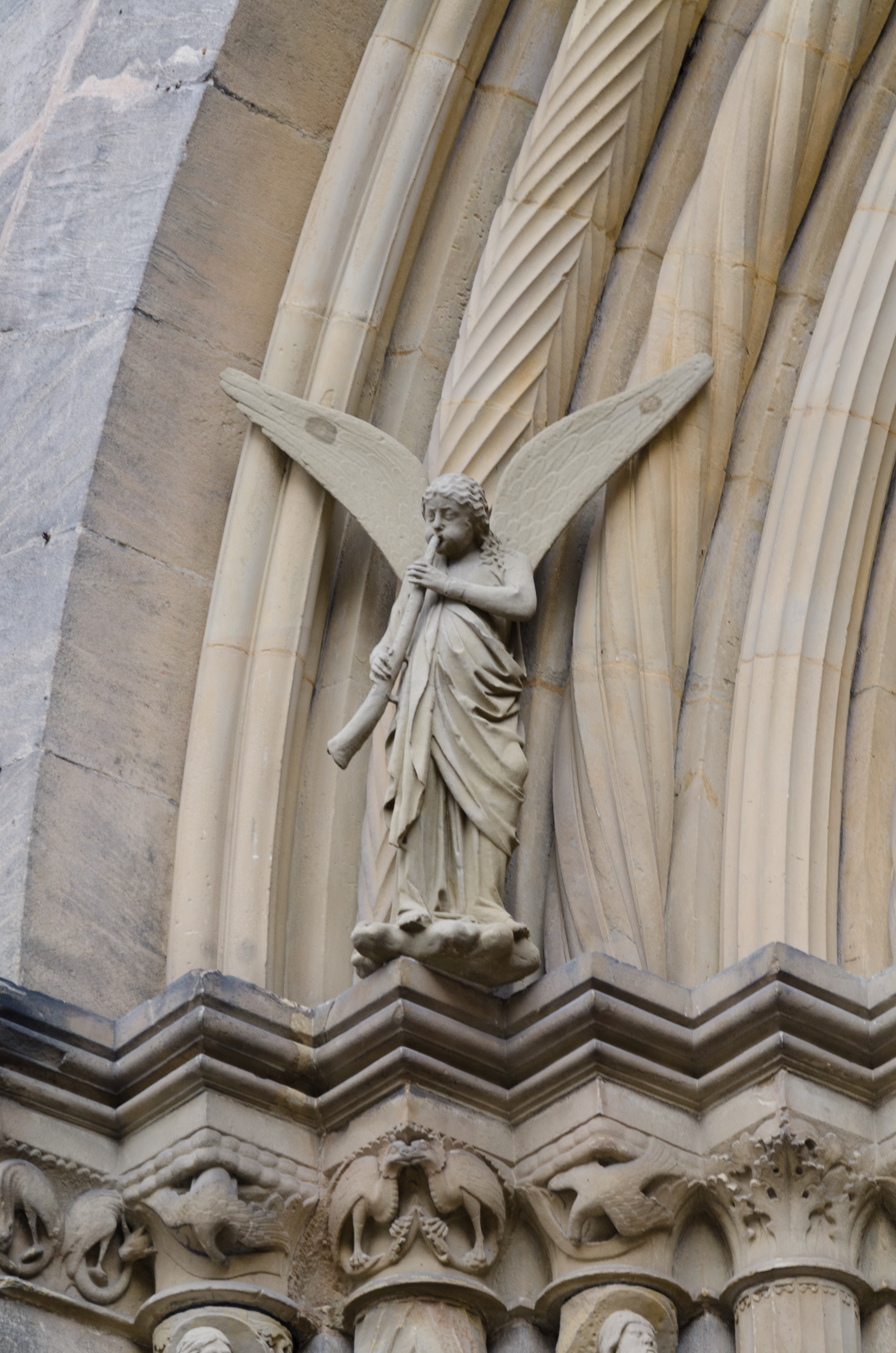
Trompetenengel

Zum Fürstenportal gibt es die Sage, dass ein unschuldig zum Tod verurteiltes Mädchen auf dem Gang zur Hinrichtung gebetet habe, der Himmel möge sie von der Schande befreien. In diesem Augenblick fielen Ziegel vom Dach des Doms und erschlugen sie:

„Der Wärter am Jakobsthore zu Bamberg hatte eine Tochter von großer Schönheit. Da fanden sich lüsterne Herren, das Mägdlein zu verführen; sie widerstand aber allen Einflüsterungen und bewahrte ihre Unschuld. Das verdroß den Satan, und er brachte es dahin, daß die reine bei ihrem Vater sündigen Wandels angeklagt wurde. Der Vater glaubte den falschen Aussagen und ließ sein eignes Kind zum Tode verurteilen. Als sie nun hinausgeführt wurde und auf dem letzten Gange an der Fürstenthüre des Domes die auferlegte Buße verrichten sollte, warf sie sich auf die Kniee und rief zur heiligen Jungfrau: sie wolle gern in den Tod gehen, nur möge die Schmach der Hinrichtung von ihr genommen werden. Und siehe, als sie das Wort gesprochen, fällt ein Ziegel vom Dach mit großer Gewalt und schlägt die flehende todt. Alles Volk erkannte die Unschuld der Tochter, und zum Angedenken wurden zwei Bildsäulen: der heiligen Jungfrau und des Mägdleins – dieses fünf Ziegel in der Hand – an der Fürstenthüre des Domes aufgestellt.“

Die Originalfiguren von Synagoga und Ecclesia befinden sich seit 1937 im Inneren des Domes, wo sie vor Witterungseinflüssen geschützt sind. 2002 wurden am ursprünglichen Standort Abgüsse aufgestellt.
Einen weiteren Bezug zum Judentum zeigt die Darstellung der Apostel, die auf den Schultern der alttestamentlichen Propheten stehen, und der so genannte Augenausstecher, der von oben herab einen Juden blendet.
In den Wintermonaten wird das Fürstenportal zum Schutz gegen die Witterung mit einer Bretterverschalung abgedeckt und kann dann nicht besichtigt werden.

#### Veitspforte

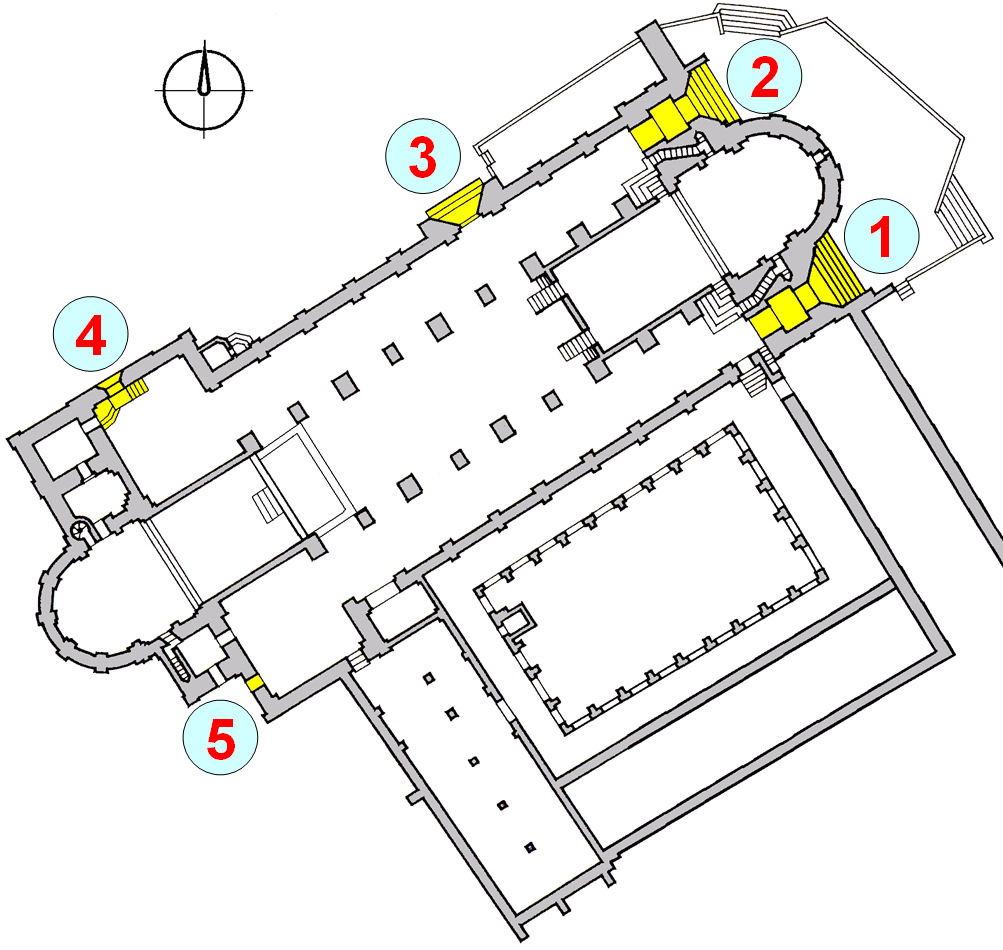
Portale des Doms
1 Adamspforte
2 Gnadenpforte
3 Fürstenportal
4 Veitspforte
5 Gittertür

Die Veitspforte ist der am wenigsten ausgeschmückte Eingang zum Dom. Dieser Zugang liegt in der Nordwand des Querschiffes. Die Portalwand ist dreifach gegliedert, die Säulen sind mit Kelch- und Knospenkapitellen geschmückt, im Bogenfeld ist ein Vierpass eingebaut.
Die Veitspforte folgt der frühgotischen zisterziensischen Bauweise des Klosters Ebrach, dreißig Kilometer westlich von Bamberg. Das 1127 gegründete Kloster Ebrach war die erste rechtsrheinische Niederlassung des Ordens und brachte die französische Gotik nach Deutschland. Mitglieder des Ordens wurden so oft an die verschiedenen Baustellen gerufen, dass der Papst den Orden an seine eigentlichen Aufgaben erinnern musste und das Ausleihen von Mönchen als Baumeister untersagte.
Die Veitspforte ist benannt nach der Sankt-Veits-Pfarrei für die weltlichen Bewohner der Domburg. Die Sankt-Veits-Pfarrei besaß ihren liturgischen Mittelpunkt am Sankt-Veits-Altar im nördlichen Domquerschiff, das die Pfarrangehörigen durch die Veitspforte betraten. Der heilige Vitus war der Patron jenes Altars, der für die Laienbediensteten des Domstifts bestimmt war. Heute dient die Veitspforte als ein Nebeneingang des Domes, der nur während der Gottesdienstzeiten geöffnet wird.

### Räume und Kapellen

#### Ostchor (Georgenchor)

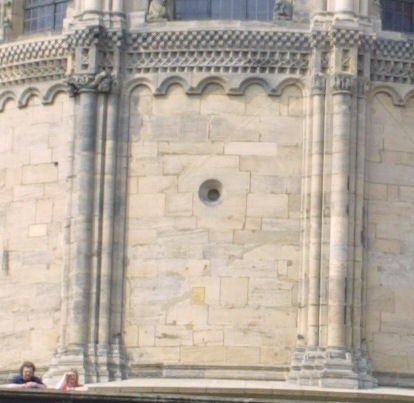
Das Sonnenloch

Der hochgelegene Chor wird seitlich durch hohe Mauern (Schranken) begrenzt und hat eine Fußbodenfläche mit unterschiedlichen Ebenen. Der Dombaumeister musste immer wieder seine Pläne ändern, weil ständig das Konzept geändert wurde. Funktionslose Säulen zeugen von diesem Hin und Her zwischen Flachdecke und Gewölbe. Bei einer hölzernen Flachdecke war die Feuergefahr erheblich größer als bei einem steinernen Gewölbe. Ein Gewölbe war erheblich teurer. Letztlich entschied man sich doch für das Gewölbe, wohl im Hinblick auf die verheerenden Brände im Dom.
An der Außenseite des Ostchors ist eine kleine kreisrunde Öffnung zu sehen, das so genannte Sonnenloch, das nicht als Fenster diente, sondern in einen Schrank führte, in dem der Schädel der heiligen Kunigunde aufbewahrt wurde. Aus dieser Öffnung ergoss sich die Heilskraft der Kopfreliquie über die Stadt. Achim Hubel äußerte sich dazu folgendermaßen:

„Alleine das Bewußtsein von der Existenz der Reliquie hinter der Öffnung muß die Menschen fasziniert haben und macht verständlich, warum der Ostchor auch als 'St. Kunigundens Werk' bezeichnet wurde.“

Eine ältere Erklärung verweist darauf, dass am Namenstag des heiligen Apostels Petrus, dem 29. Juni die Sonne für kurze Zeit auf seinen Hauptaltar im Westchor des Doms scheinen soll.

##### Krypta

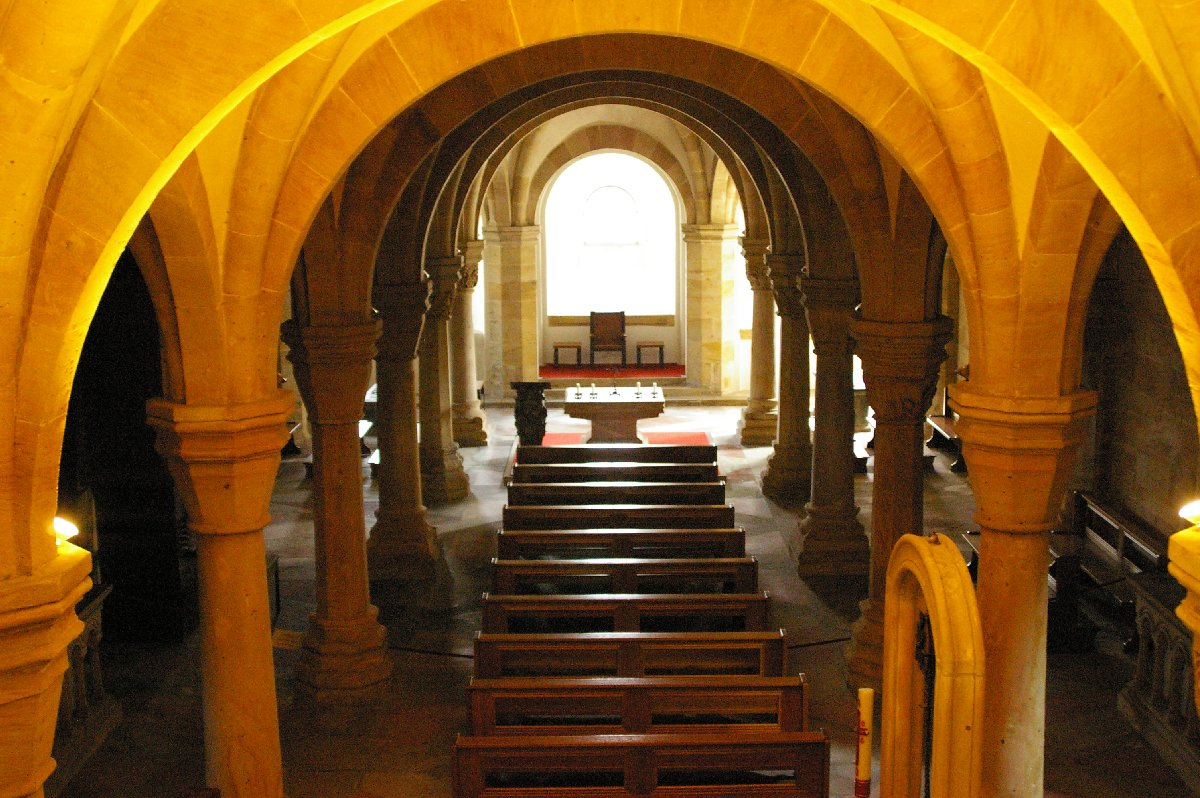
Krypta

In der dreischiffigen Hallenkrypta unter dem Ostchor befinden sich zwei baugleiche neoromanische Steinsärge mit den sterblichen Überresten von König Konrad III. sowie von fünf zwischen 1040 und 1328 verstorbenen Bamberger Bischöfen. Außerdem steht hier ein Brunnen, der noch heute für Taufen verwendet wird. Allerdings muss zu diesem Zweck das kalte Wasser angewärmt werden. Der alte Brunnenschacht war wahrscheinlich schon vor dem Dombau vorhanden und wurde dann in die Krypta integriert.
Die Krypta unter dem Georgenchor ist der älteste Teil des neuen Dombaus. Hier wurde der Dombau begonnen. Sie wurde als dreischiffige Hallenunterkirche angelegt und hat eine Länge von 27 Metern. Bei Ausgrabungen im Jahr 1969 vor dem Hochchor stieß man auf einen schachtartigen Raum. Er war ein Teil der ehemaligen Ostkrypta, die nach dem ersten Dombrand durch Bischof Otto I. erweitert und nach Errichtung der jetzigen Ostkrypta mit Bauschutt verfüllt worden war.

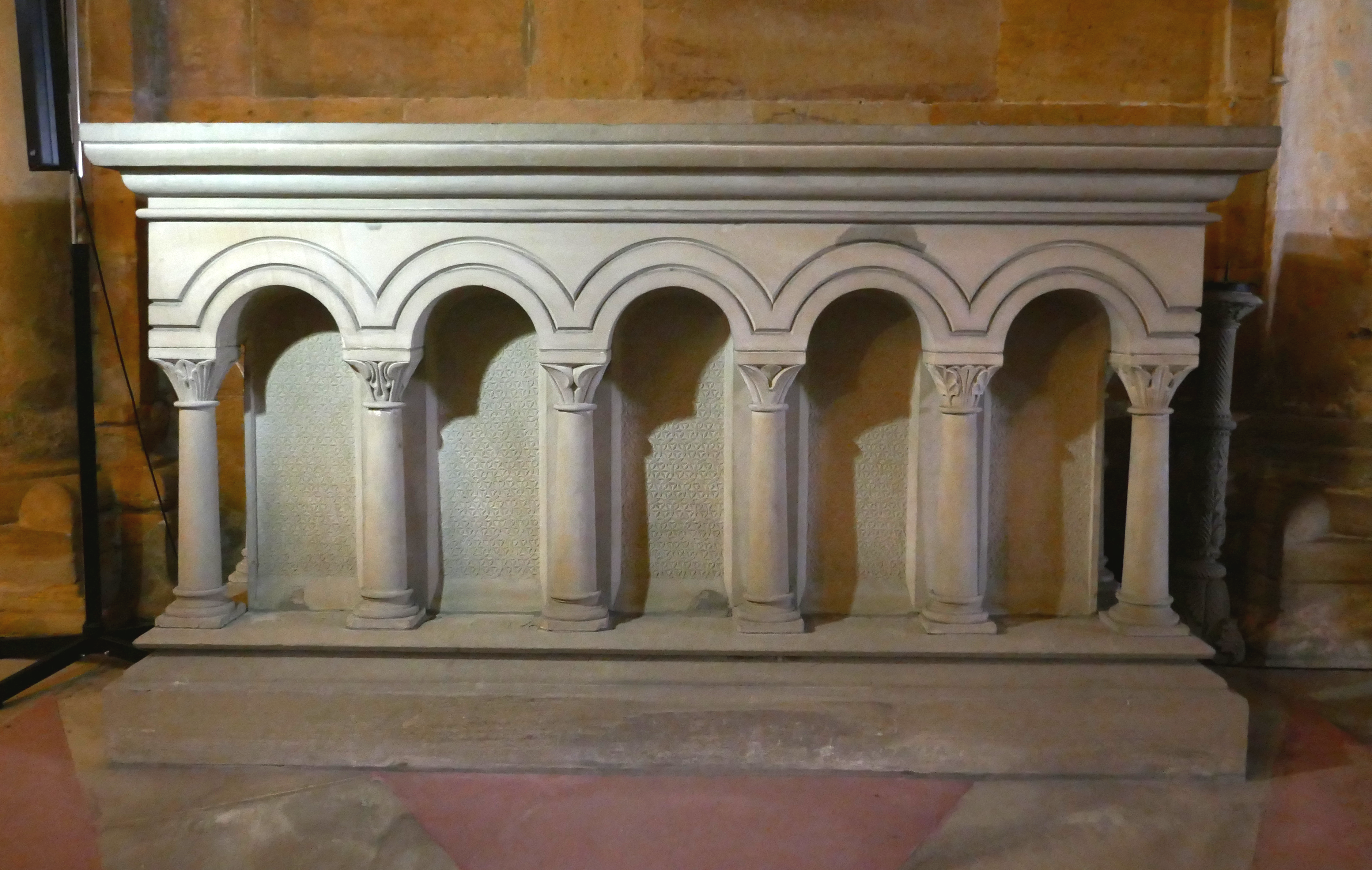
Grab König Konrads III.

Der Steinsarg des römisch-deutschen Königs Konrad III. aus dem Hause der Staufer steht an der nördlichen Wand der Krypta. Er verstarb 1152 in Bamberg und wurde gegen seinen Wunsch nicht im staufischen Hauskloster Lorch, sondern im Bamberger Dom beigesetzt. Ursprünglich lag sein Grab neben dem von Kaiser Heinrich II., das sich damals noch in der Mitte des Doms befand. 1656 wurden Konrads Gebeine zunächst vor dem Westchor bei dem später im Rahmen der Purifizierung im 19. Jahrhundert entfernten Altar des heiligen Mauritius und 1667 in einem Kasten unter dem Hauptaltar des Westchors beigesetzt. Auf Wunsch des bayerischen Königs Ludwig I. wurde Konrad im Jahre 1845 in den seitdem an der Nordwand der Krypta befindlichen neoromanischen Steinsarg umgebettet. Dieser Sarkophag wurde 1975 innerhalb der Krypta an seine heutige Position im fünften Joch versetzt.
Gegenüber an der Südwand der Krypta befindet sich ein Pendant dieses Steinsargs, in dem die Bamberger Bischöfe Eberhard I., Egilbert, Timo, Wulfing von Stubenberg und Heinrich II. von Sternberg bestattet sind. Die Umschrift auf der Deckplatte des Sarkophags, laut der dort die Gebeine der ersten fünf Bamberger Bischöfe ruhen, ist irreführend, da zwar Eberhard I. der erste Bamberger Bischof war, die anderen vier aber der 9., 13., 21. bzw. 23. Bischof von Bamberg waren.

##### Apsisgemälde

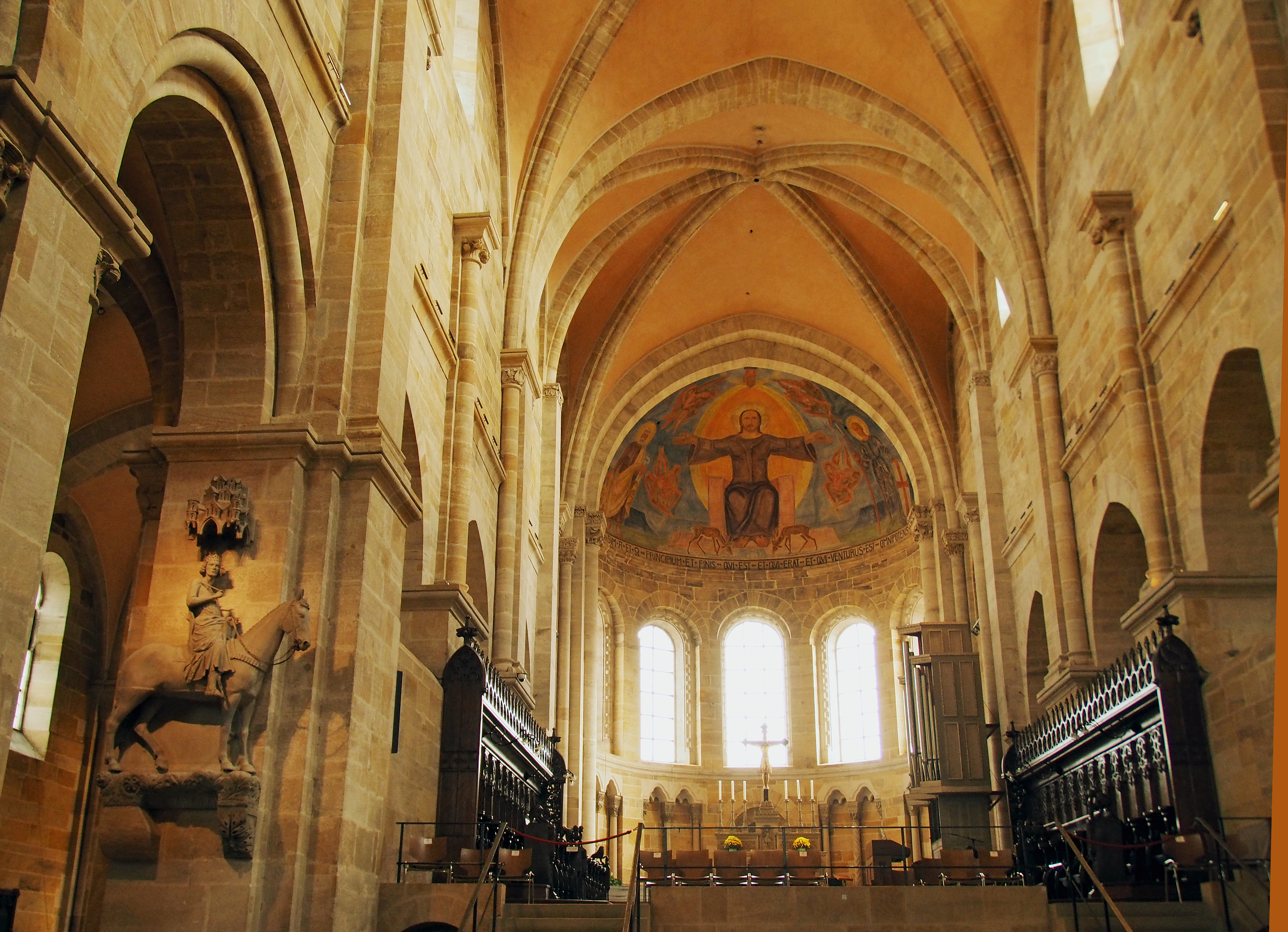
Ostchor, Apsis mit Fresko

Seit der Purifizierung im 19. Jahrhundert befand sich der Hauptaltar im Ostchor. Da dieser um einiges höher liegt als das Mittelschiff, konnten die Gläubigen der Messe kaum folgen. Um das liturgische Zentrum des Doms wenigstens optisch zu betonen, wurde eine Ausgestaltung der Apsiswölbung mittels eines Mosaiks nach dem Vorbild von Ravenna erörtert.
Der Ostchor ist im romanischen Stil gebaut, das Fresko in der Halbkuppel über der Apsis stammt jedoch von Karl Caspar aus dem Jahr 1928 und zeigt den Weltenrichter Christus in der Mandorla. Nach der Fertigstellung war das Echo geteilt: Während die Befürworter in dem Gemälde ein großartiges Kunstwerk sahen, sah sich die Gegenseite in ihrer Meinung bestätigt, dass die gestellte Aufgabe ohnehin nicht zu lösen gewesen sei. Auf dem Bild sind folgende Motive dargestellt:
- Mitte: Christus mit segnend ausgebreiteten Armen, über ihn die Hand Gottes herab, zwei Hirsche, die aus einer Quelle trinken als Symbole für die Gott suchende menschliche Seele („So wie der Hirsch dürstet nach Wasser, so schreit meine Seele zu Dir, o Gott!“ Psalm 41,2)
- Links und rechts: Symbole der vier Evangelisten (jeweils geflügelt: Mensch für Matthäus, Löwe für Markus, Stier für Lukas und Adler für Johannes), ganz außen Schutzpatrone des Doms (Petrus mit Schlüssel und Modell des Doms, Georg in Rüstung mit Speer und Schild)

Die lateinische Umschrift am unteren Bildrand lautet:
„EGO SVM A ET Ω PRINCIPIVM ET FINIS QVI EST ET QVI ERAT ET QVI VENTVRVS EST OMNIPOTENS“
(Übersetzung: Ich bin das Alpha und das Omega, Anfang und Ende, der ist und der war, und der kommen wird, der Allmächtige.)
Das Chorgestühl im Ostchor wurde im Zusammenhang mit der Neugestaltung des Doms erneuert, doch wurden dabei die um die Mitte des 14. Jahrhunderts geschaffenen Schnitzwerke wieder eingebaut.

##### Ostchorschranke

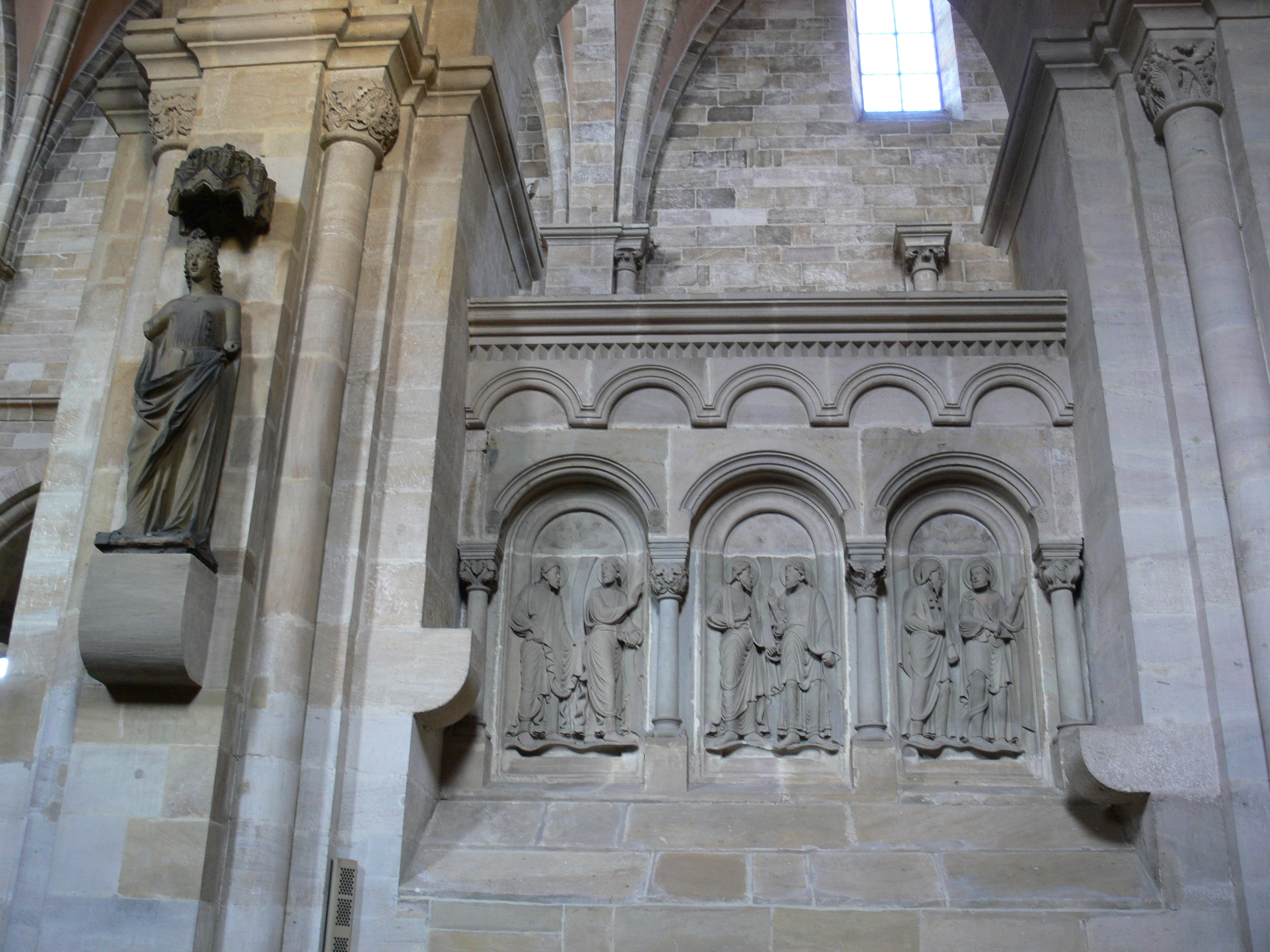
Ostchorschranke

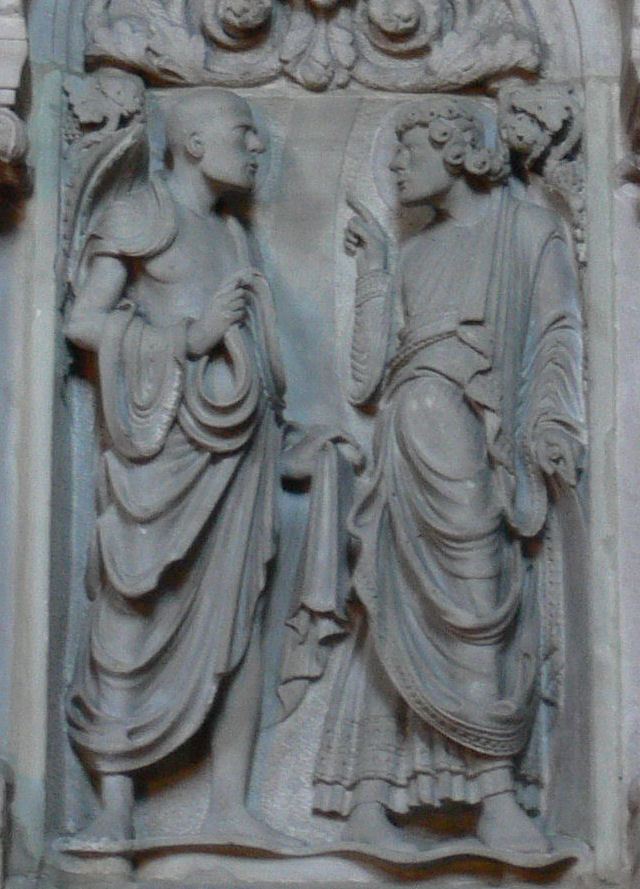
Prophet Jonas (links)

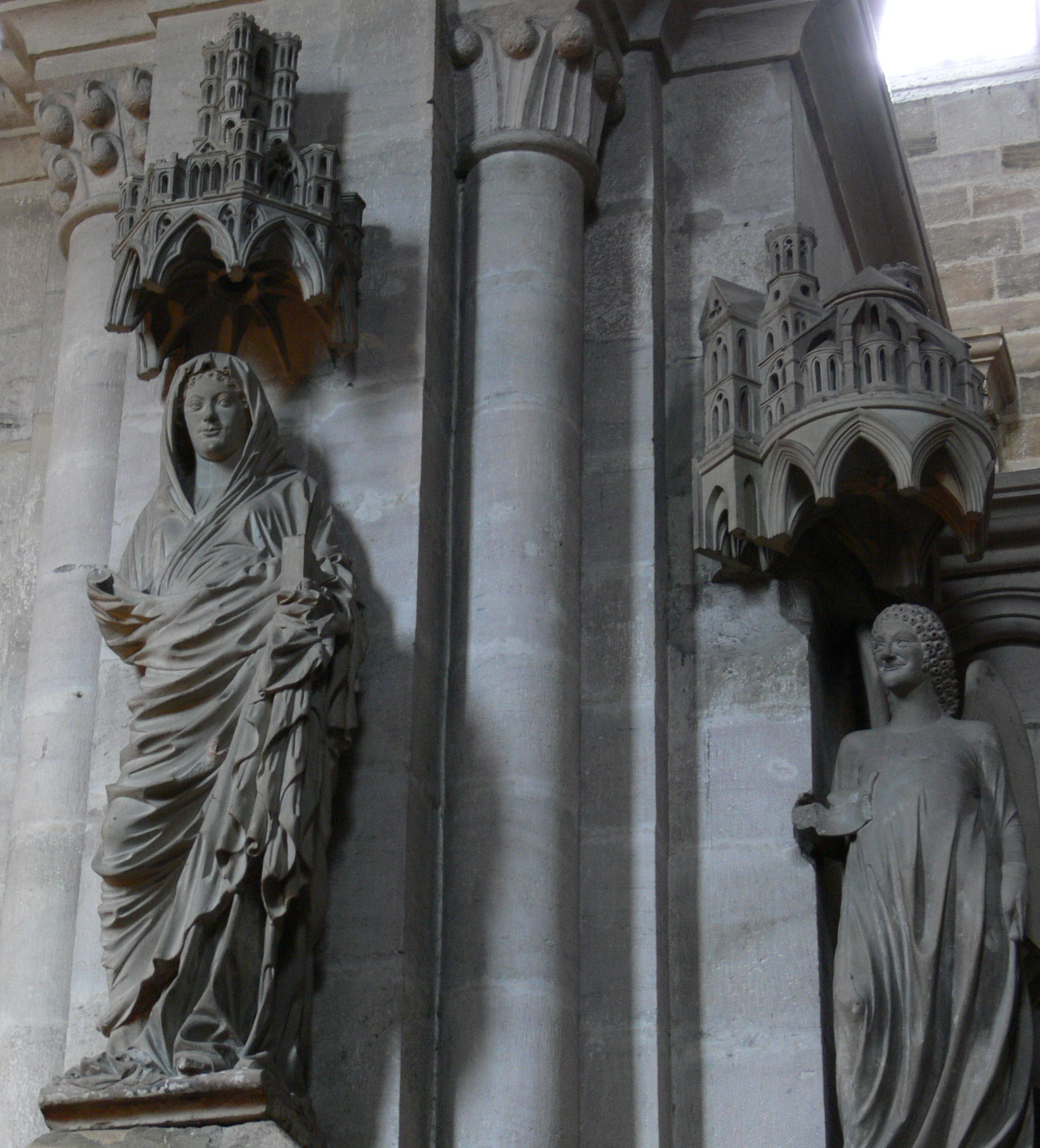
Maria und lachender Engel

An der Ostchorschranke befinden sich plastische Darstellungen der Apostel auf der Südseite und auf der Nordseite der Propheten. Je zwei von ihnen werden in der Diskussion um die Glaubenswahrheiten gezeigt. Der Prophet Jona ist an seinem Kahlkopf zu erkennen.
Die zwölf Apostel an der Südseite sind die stilistisch ältere Arbeit. Sie stehen für den Neuen Bund zwischen Gott und den Menschen und halten in ihren Händen Spruchbänder, auf denen vermutlich jeweils ein Artikel des apostolischen Glaubensbekenntnisses geschrieben stand. Nach dem Kirchenlehrer Augustinus soll jeder Apostel am Pfingsttag, vom Heiligen Geist inspiriert, einen Satz formuliert haben. Bei der Apostelreihe steht auch die Reliefplatte mit dem Erzengel Michael, der einen Drachen tötet, was als Hinweis auf das Jüngste Gericht zu verstehen ist.
Die künstlerische Ausgestaltung der Apostelreihe ist noch etwas unbeholfen. So wirken die Arme und Beine angesetzt und erscheinen die Füße eigenartig auseinander gestellt. Die Köpfe sehen einheitlich aus, ohne individuelle Züge und Mimik. Zum Teil verlaufen die Gewandfalten von unten nach oben. Ursprünglich waren die Apostelreliefs farbig gefasst. Die östlichen Reliefplatten zeigen deutlich sichtbare Farbreste. Die Säulchen schimmerten in Gold, die Arkadenbögen waren mit verschlungenen Ornamenten bemalt und die Gewänder farbig. Der Restaurator Friedrich Karl Rupprecht entdeckte bei der Purifizierung des Doms unter zahlreichen späteren Anstrichen eine polychrome Fassung und dachte sogar an die Wiederherstellung. Die Gesichter, Hände und Füße der Apostel waren inkarnatfarbig, die Haare und Bärte grau. Der Reliefgrund war blau.
Die zwölf Propheten an der Nordseite sind stilistisch weiter entwickelt. Sie stehen für den Alten Bund. Auf ihren Spruchbändern waren vermutlich Sätze aus den Weissagungen zu lesen, die auf das Neue Testament hindeuten. Die Körper lösen sich zunehmend vom Reliefgrund ab und entwickeln sich schon zu fast vollplastischen Skulpturen. Untersuchungen ergaben, dass die Prophetenreliefs nicht farbig bemalt waren. Nur Gewänder, Gewandsäume und Attribute der Propheten zeigen Spuren von Versilberung und Vergoldung. Die Freude am Variieren kunsthandwerklicher Techniken zeigen Bohrungen an Schuhriemen oder Perlenbesatz an Gewandsäumen.
Neben den Propheten befinden sich noch weitere Figuren: Der so genannte lachende Engel reichte ursprünglich dem heiligen Dionysius, der sein abgeschlagenes Haupt zu seinem Grab getragen haben soll, die Krone des Martyriums. Papst Clemens II. starb an einem 9. Oktober, dem Gedenktag des heiligen Dionysius. Dies ist vermutlich der Grund für seine Verehrung im Bamberger Dom.
- Die mittlere weibliche Gestalt gilt als Maria.
- Die linke, eine Greisin, wird als Sibylle (eine Prophetin, die unaufgefordert die Zukunft weissagt), die Heilige Anna (Großmutter Jesu) oder Elisabeth (die Mutter Johannes des Täufers) gesehen.
- Die rechte Figur ist der so genannte lachende Engel.

Die Figur der Maria und die Figur der Elisabeth, die auch Seherin genannt wird, sollen eine Heimsuchungsgruppe gewesen sein. Auch wenn die Zusammengehörigkeit dieser beiden Figuren in Frage gestellt wird, weisen jüngere Forschungsergebnisse zur Bemalung darauf hin, dass Maria und Elisabeth abweichend von allen übrigen Domskulpturen gefasst waren. Möglicherweise waren beide Skulpturen für eine Aufstellung an zwei benachbarten Pfeilern vorgesehen. Dies wäre auch eine Erklärung für die Körperdrehung Elisabeths. Im Augenblick ihrer Begegnung mit der schwangeren Maria erkennt die schwangere Elisabeth wie eine Seherin das Geheimnis der Menschwerdung Gottes, wie es im Lukasevangelium (1,39–46) geschrieben steht:

„Maria aber machte sich in diesen Tagen auf und wanderte eilends nach dem Bergland in eine Stadt Judas und trat in das Haus des Zacharias und begrüßte Elisabeth. Und es begab sich, als Elisabeth den Gruß der Maria hörte, da hüpfte das Kind in ihrem Leibe, und Elisabeth wurde mit dem Heiligen Geist erfüllt und brach mit lauter Stimme in die Worte aus: Gesegnet bist du unter den Frauen und gesegnet ist die Frucht deines Leibes.“

Georg Dehio stellte im 19. Jahrhundert fest, dass die Heimsuchungsgruppe des Hauptportals der Kathedrale von Reims Vorbild für Bamberg war. Die Reimser Skulptur ihrerseits war direkt von der antiken Skulptur abhängig, denn Reims war im 13. Jahrhundert ein Zentrum der Antikenrezeption. Dort hatten die Bildhauer auch Gelegenheit, antike Bildwerke zu studieren.

##### Chororgel

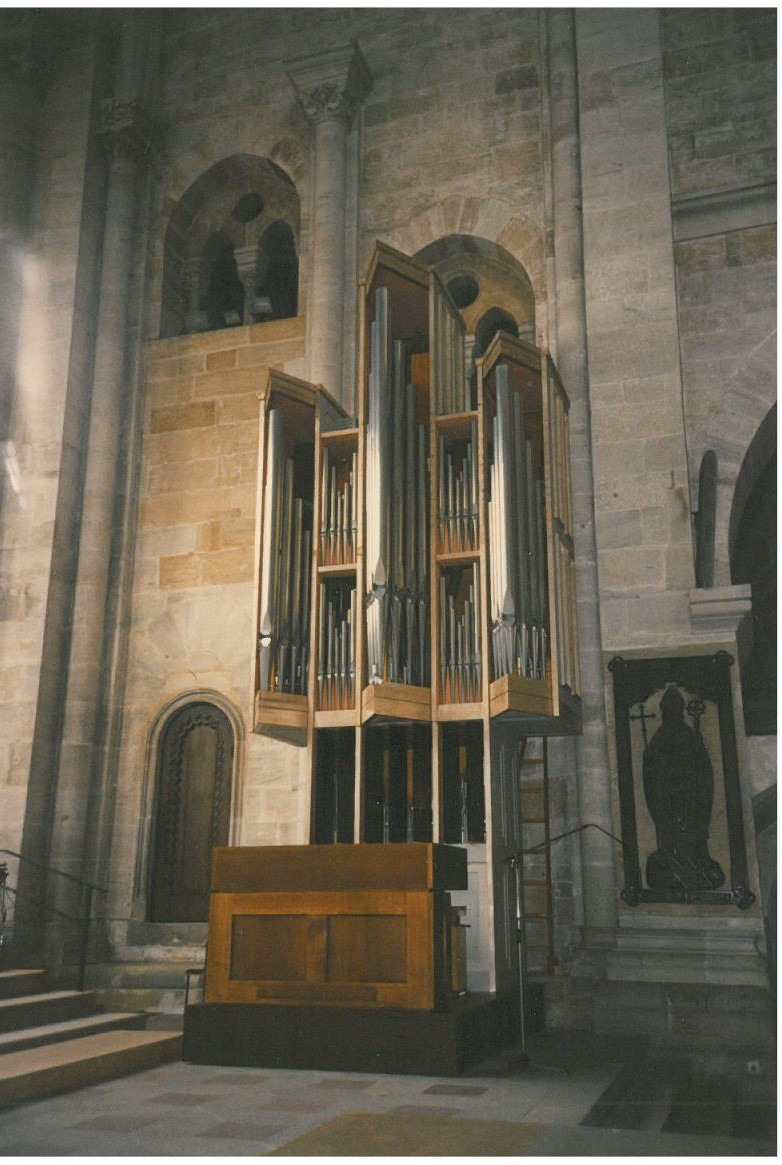
Chororgel

Nachdem bereits die Steinmeyer-Orgel in eine größere Hauptorgel und eine räumlich getrennte Chororgel aufgeteilt gewesen war, wurde Anfang der 1970er-Jahre zunächst der Auftrag für eine neue Chororgel erteilt. Sie kam im Ostchor zu stehen, wo seit der Domrestaurierung 1969–73 Sängerinnen und Sänger des Domchors üblicherweise Aufstellung genommen hatten. Die Orgelbaufirma Rieger aus Schwarzach (Vorarlberg) entwarf ein Instrument mit 21 Registern, welches am 16. Dezember 1973 geweiht wurde. Es wurde von Anfang an darauf geachtet, dass vom Spieltisch der Chororgel auch eine später zu bauende Hauptorgel angesteuert werden konnte. Im Jahre 2003 erfolgte der Austausch zweier Register durch die Orgelbaufirma Goll aus Luzern, zudem wurden Anpassungen am Spieltisch vorgenommen.
| II Hauptwerk C–c4 |               |       |
| 01.               | Principal     | 08′   |
| 02.               | Salicional    | 08′   |
| 03.               | Rohrflöte     | 08′   |
| 04.               | Octav         | 04′   |
| 05.               | Spitzflöte    | 04′   |
| 06.               | Octav         | 02′   |
| 07.               | Mixtur IV–VI0 | 1 ⁄3′ |
| 08.               | Trompete      | 08    |
|                   | Tremulant     |       |

| III Brustwerk (schwellbar) C–c4 |             |        |
| 9.                              | Holzgedackt | 08′    |
| 10.                             | Koppelflöte | 04′    |
| 11.                             | Nasat       | 2 ⁄3′  |
| 12.                             | Blockflöte  | 02′    |
| 13.                             | Terz        | 1 3⁄5′ |
| 14.                             | Quinte      | 1 ⁄3′  |
| 15.                             | Musette     | 08′    |
|                                 | Tremulant   |        |

| Pedal C–g1 |                  |     |
| 16.        | Subbass          | 16′ |
| 17.        | Octavbass        | 08′ |
| 18.        | Gedackt          | 08′ |
| 19.        | Choralflöte      | 04′ |
| 20.        | Rauschpfeife III | 02′ |
| 21.        | Sordun           | 16′ |

- Koppeln: III/I, III/II, II/P, III/P
- Spielhilfen: Elektronische Setzeranlage (8 General-Kombinationen)
- Das erste Manual dient ausschließlich der Ansteuerung des Rückpositivs an der Hauptorgel.
- Die originale Disposition sah im Hauptwerk statt des Salicional eine Sesquialter II 2 2⁄3′ vor, im Brustwerk statt des Nasat eine Cimbel III 1⁄3′. Beides wurde 2014 genauso verändert, wie auch Octav 2′ und Blockflöte 2′ damals ihre ursprünglichen Manuale wechselten.[27]

#### Westchor (Peterschor)

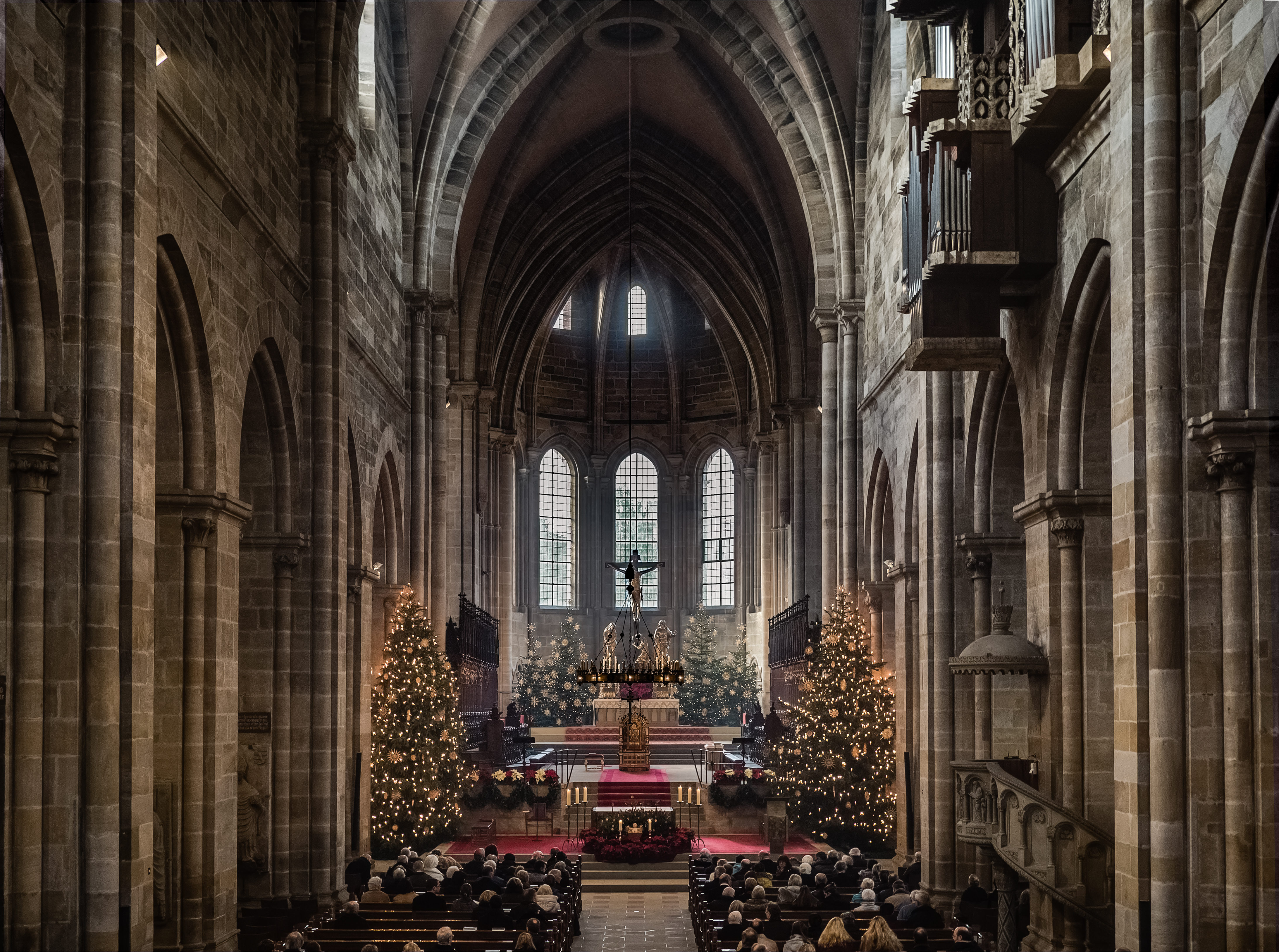
Westchor

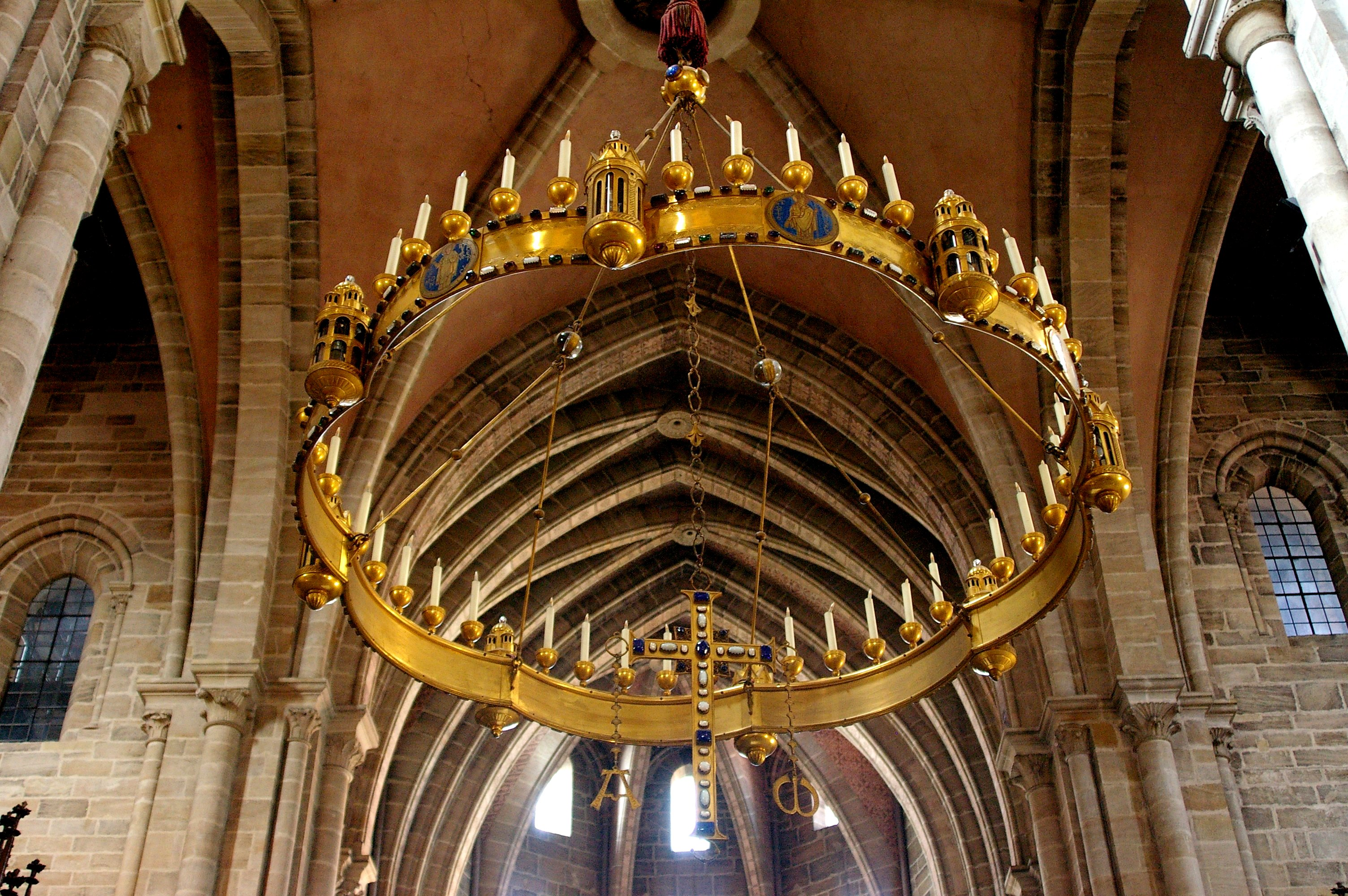
Radleuchter

Der dem heiligen Petrus geweihte Westchor ist seit der Umgestaltung der Bereich des Bischofs und des Domkapitels und Standort des Hauptaltars. Hier befinden sich auch das Papstgrab und der Bischofssitz, die Kathedra.
Der neben dem Schlussstein im Gewölbe aufgehängte große historistische Radleuchter (1909) entstand in der Münchener Werkstatt von Rudolf Harrach (1856–1921) nach einem Entwurf von Jakob Angermair (1869–1945?). Die Gestaltung des vielpassigen Reifens greift die Formensprache mittelalterlicher Lichterkronen auf, für die exemplarisch der noch erhaltene Barbarossaleuchter (12. Jh.) der Aachener Pfalzkapelle steht, sowie auch der einzige vollständig erhaltene Hardwigleuchter (12. Jh.) des Klosters Groß Comburg. 

##### Schlussstein
Über dem Westchor fällt der aus der Achse gerückte Schlussstein des Gewölbes auf. Auch wenn dies lediglich bautechnisch bedingt war, hat es immer wieder zu Erklärungsversuchen angeregt. So heißt es, dass dadurch die Bauleute darauf hinweisen wollten, wie Christus am Kreuze sein Haupt neigte und starb. Einer anderen Überlieferung zufolge sollte dadurch zum Ausdruck gebracht werden, dass das Bauwerk vor Gott als unvollkommenes Menschenwerk erscheint.
Hinter der gotischen Bauweise steht religiöse Symbolik. Der zufolge stehen die Säulen und Pfeiler für die Apostel und Propheten, die den Glauben tragen, während Jesus der Schlussstein ist, der eine Mauer mit der anderen verbindet.

##### Chorgestühl

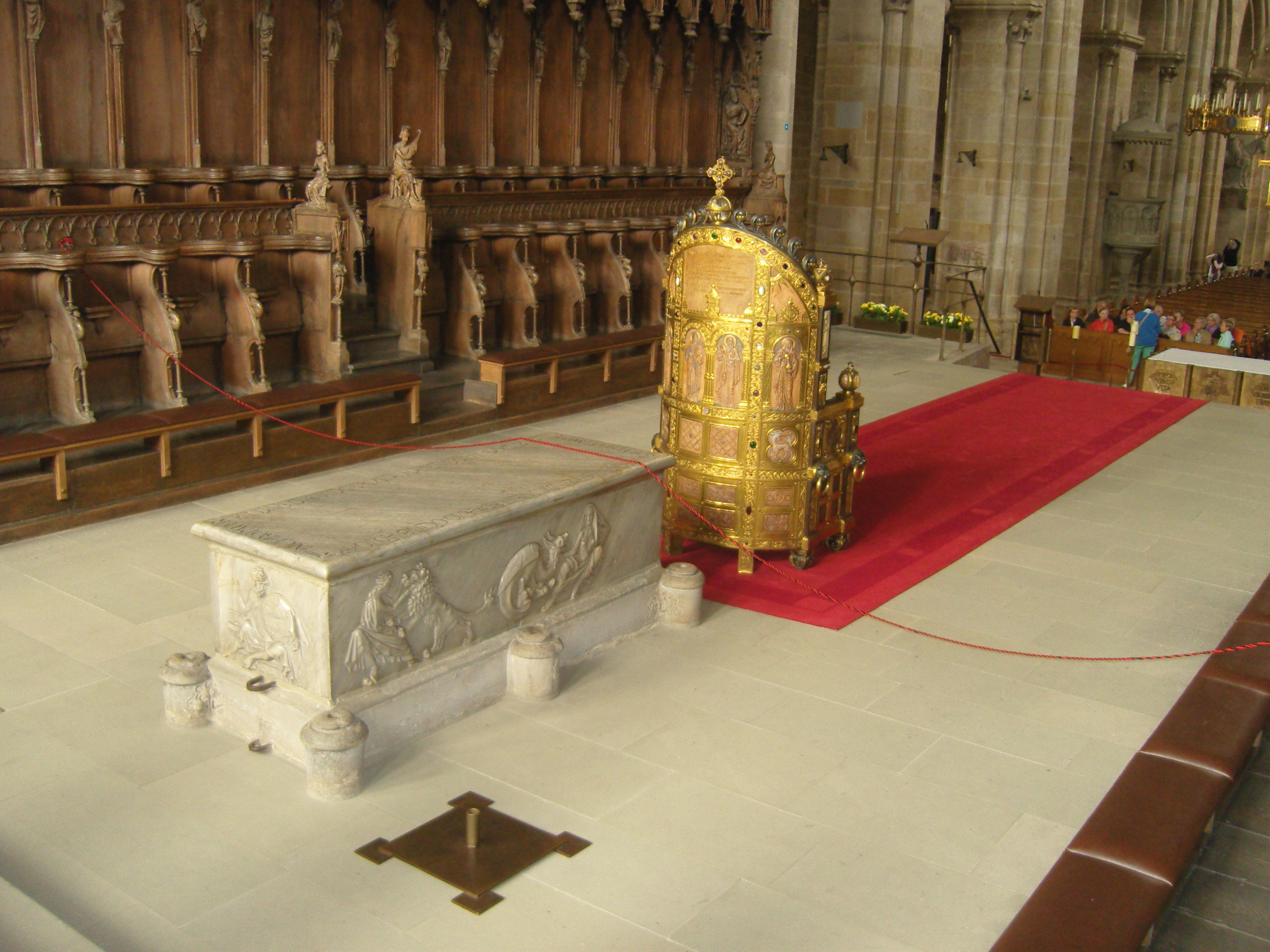
Westchor mit Chorgestühl, Papstgrab und Bischofsstuhl

Das Chorgestühl ist das sichtbare Zeichen für das Wirken des Domkapitels. Hier hat jedes Mitglied seinen Chorplatz, der Symbol für das Amt des Kapitulars in der Gemeinschaft des Kollegiums ist. Das westliche Chorgestühl wurde um 1380 gestaltet. Es ist aus Eichenholz geschnitzt und umfasst 66 Einzelsitze. Man vermutet, dass das Chorgestühl nach dem Vorbild des Prager Veitsdoms gestaltet wurde. Kaiser Karl IV. berief den Architekten Peter Parler nach Prag. Der Bamberger Bischof Lamprecht von Brunn wiederum war Berater Kaiser Karls IV. und später Kanzler dessen Sohns König Wenzel der Faule. Dies stützt die Annahme, dass das Chorgestühl im Westchor ähnlich dem von Parler entworfenen, 1541 verbrannten Chorgestühl des Veitsdoms gestaltet wurde.
Die reich verzierten Abschlusswangen zeigen im Norden einen Propheten und die Verkündigung des Herrn an Maria. An der gegenüber liegenden Abschlusswange sind ein Prophet und Maria mit Kind dargestellt. Eine Löwin, die ihre tot geborenen Jungen durch Anhauchen zum Leben erweckt, steht als Verkörperung der Auferstehung.
Die Buchablage zeigt Personifikationen der Kardinaltugenden, die auch auf dem Papstgrab dargestellt sind:
- Ein lesender Bischof symbolisiert die Klugheit (lateinisch: prudentia/sapientia).
- Samson, der dem Löwen das Maul aufreißt, steht für Stärke (lateinisch: fortitudo).
- Die Mäßigkeit (lateinisch: temperantia) reitet auf einem Kamel.
- Die Gerechtigkeit (lateinisch: iustitia) wird mit einer Krone, nicht wie sonst üblich mit einer Waage, dargestellt.

##### Papstgrab

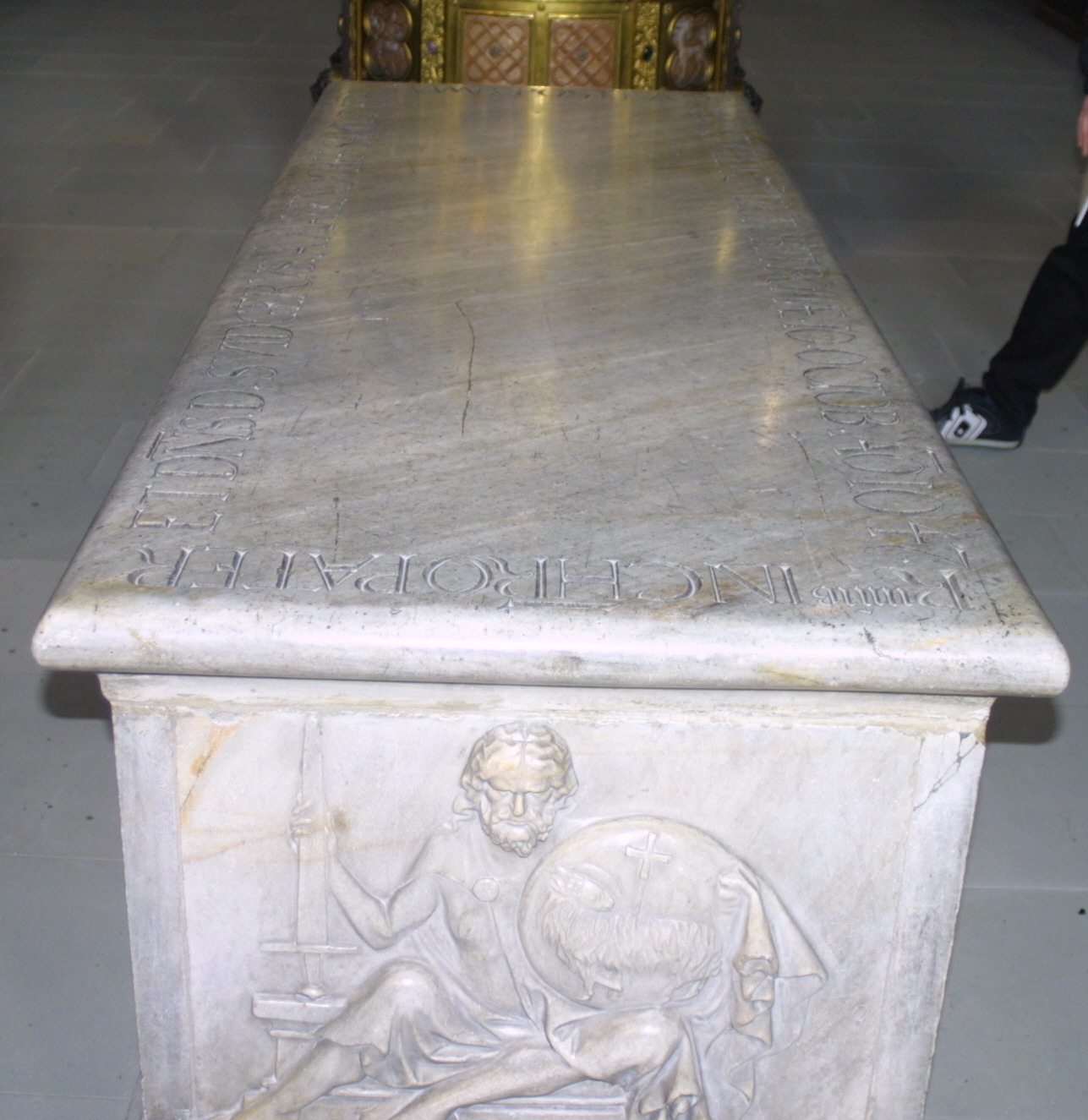
Papstgrab

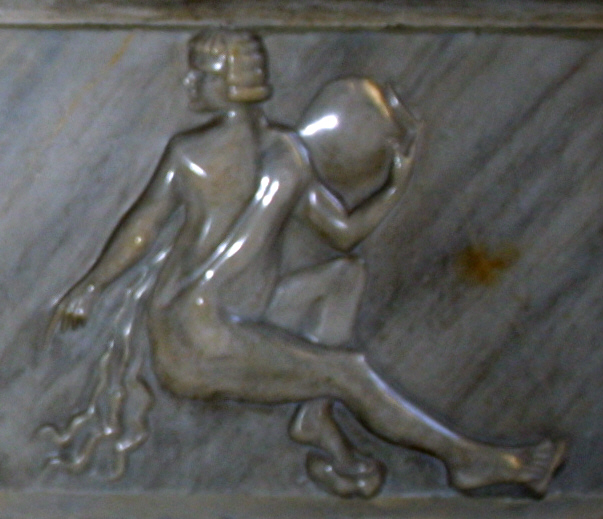
Paradiesflüsse

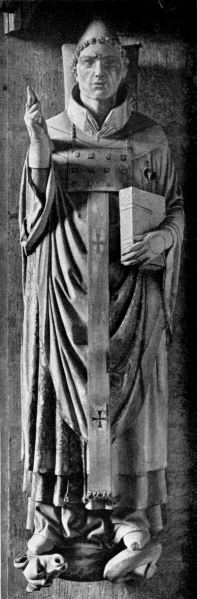
Grabbild Clemens’ II. an der nördlichen Chorschranke

Im Bamberger Dom befindet sich außer dem Kaisergrab auch das Grab des Papstes Clemens II., das einzige erhaltene Grab eines Papstes nördlich der Alpen. Clemens, vordem Bischof Suidger von Bamberg, wurde auf der Synode von Sutri zum Papst bestimmt, blieb aber weiterhin Bischof von Bamberg, seiner „süßesten Braut“. Nach seinem Tod wurde sein Leichnam nach Bamberg überführt und befindet sich heute – kaum sichtbar und nicht öffentlich zugänglich – hinter dem Bischofsstuhl, der Kathedra.
Der Sarkophag aus italienischem Marmor ist mit Reliefs geschmückt, die man für Werke des 20. Jahrhunderts halten könnte, sie stammen jedoch aus der Mitte des 13. Jahrhunderts. Die Reliefs zeigen folgende Motive:
- Östliche Schmalseite: Papst Clemens II. auf dem Sterbebett mit dem Erzengel Michael, der die Seelen geleitet
- Westliche Schmalseite: Johannes der Täufer, der auf den kommenden Christus hinweist
- Westliche Längsseite: Kardinaltugenden:

Iustitia: Waage als Symbol für die Gerechtigkeit
Fortitudo: Löwe für die Stärke
Prudentia: Drache für Weisheit
Temperantia: Mischung von Wein und Wasser für die Mäßigung

Die Reliefs an der Westseite des Papst-Sarkophags
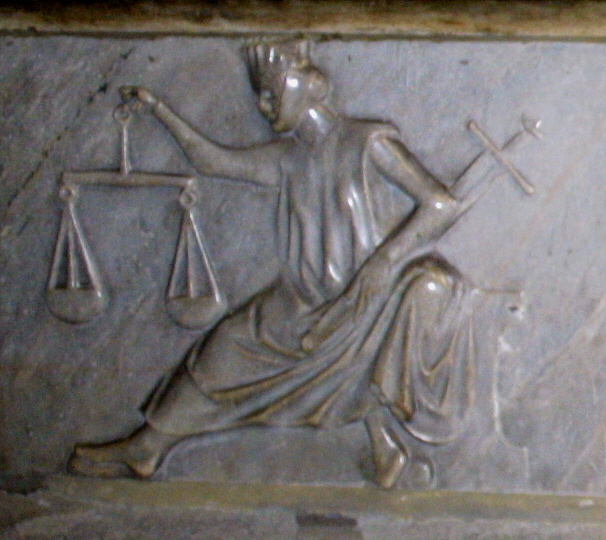
Iustitia
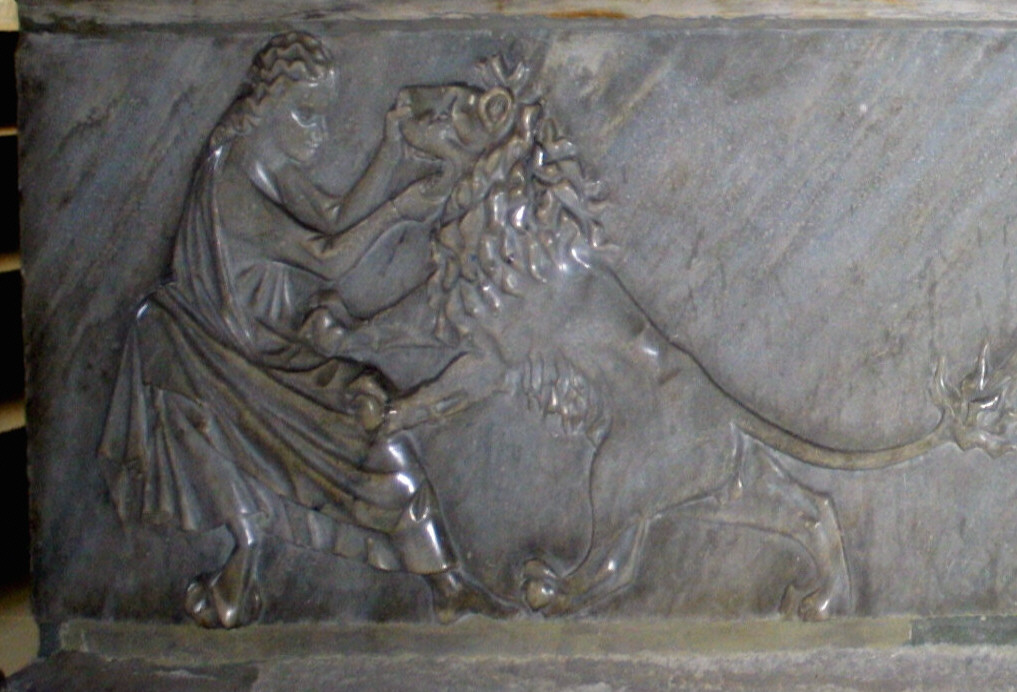
Fortitudo
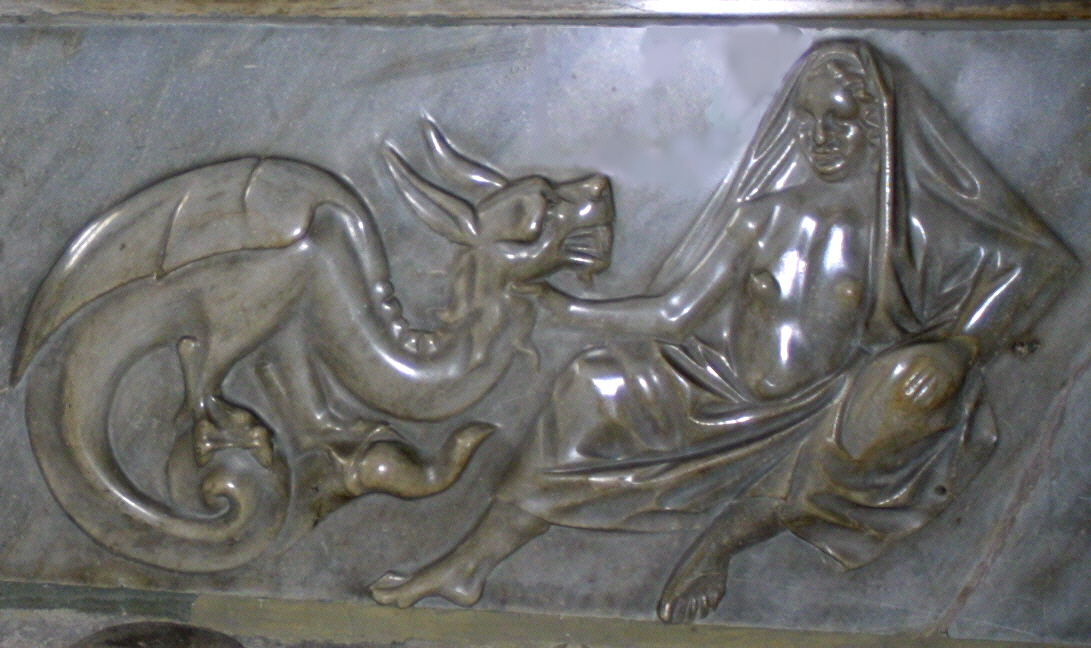
Prudentia
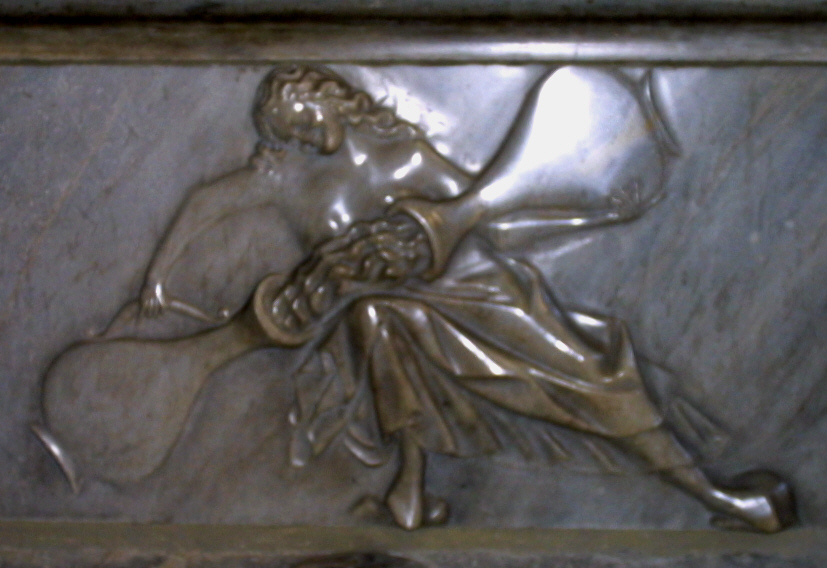
Temperantia

- Nördliche Längsseite: Paradiesströme. Der Überlieferung nach gab es den Strom, „der von Eden ausging“ und sich dann im Garten Eden in vier „Hauptflüsse“ – Pischon/Chawila, Gichon/Kusch, Hiddekel (Tigris) östlich von Aschur und Perat (Euphrat) – teilte. In Genesis 2,10-14 heißt es:

„Ein Strom kommt aus Eden, den Garten zu bewässern und von dort aus teilt er sich zu vier Hauptströmen. Des ersten Name ist Pischon, der das ganze Land Chawila umringt, wo das Gold ist. Das Gold dieses Landes ist gut. Dort findet man das Bedolach-Erz und den Schoham-Stein. Der Name des zweiten Stroms ist Gichon, der das ganze Land Kusch umringt. Der Name des dritten Stroms ist Chidekel, der auf der Morgenseite von Aschur fließt und der vierte Strom ist Perat.“

Die Deckplatte des Grabes stammt aus dem 17. Jahrhundert. Sechs Basistrommeln weisen darauf hin, dass über dem Grab ein Baldachin angebracht war, zu dem die Papstplastik an den nördlichen Chorschrankenpfeilern gehörte.
Der zweite Papst, der den Bamberger Dom besuchte, war Leo IX. – ebenfalls ein Papst aus Deutschland –, der im Jahr 1052 den Gräbern von Heinrich und Kunigunde sowie dem Sarkophag seines Vorgängers Clemens II. seine Reverenz erwies. Bei der Erhebung des Bamberger Domes zur Basilica minor 1923 betonte Papst Pius XI., „daß der Dom zu Bamberg vor allen anderen Kathedralen Deutschlands dadurch sich auszeichnet, daß in ihm das Grabmal Unseres Vorgängers Clemens II. sich befindet“.
Im Archiv des Erzbistums Bamberg gibt es eine Aufzeichnung aus dem Jahre 1824 über eine Öffnung des Papstgrabes im Jahr 1731:

„Anno 1731 den 22 Octobris ist das Grab Pabst Clementis II, weil solches zu repariren höchst nöthig, in Gegenwart Capitulfarsl v. Horneck, Subcustodis, Obleyers und 4 Kirchnern von den Werkleuten geöffnet worden. Vorn auf dem Haupte waren viele lichtgelbe Haare, die Pontifikal Paramenten blau, seine Länge 6 Schuh 3 Zoll, M,v Reider 1824.“

Im Zweiten Weltkrieg wurde das Papstgrab am 3. Juni 1942 erneut geöffnet und mit anderen Kunstwerken an einem sicheren Ort geborgen. Bei der Rückführung im Jahr 1947 wurden nur noch die Gebeine des Papstes im Dom beigesetzt. Die Textilien sowie Grabbeigaben wurden restauriert und sind seitdem im Diözesanmuseum ausgestellt.

##### Kathedra

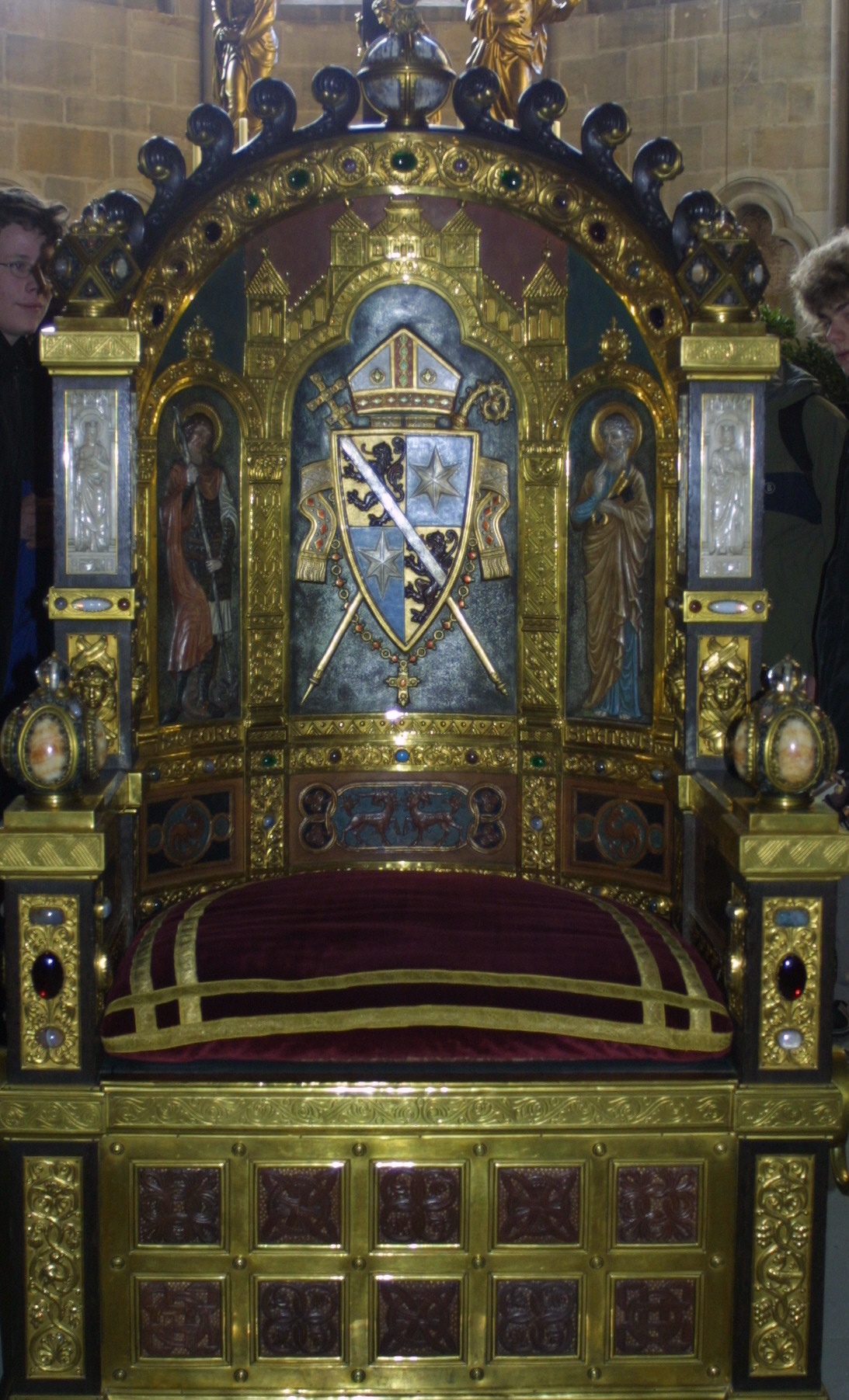
Kathedra

Die Kathedra, der Bischofsstuhl, steht seit dem Jahr 1969 vor dem Papstgrab. Sie ist Zeichen für den Verkündigungsauftrag des Bischofs, auf ihr darf nur der rechtmäßig bestellte und geweihte Bischof Platz nehmen. Die 1899 geschaffene Kathedra des Bamberger Doms ist ein neuromanisches Kunstwerk, das Erzbischof Joseph von Schork anlässlich seines 70. Geburtstags vom Metropolitankapitel als Geschenk erhielt. Sie besteht aus einem hölzernen, mit vergoldetem Kupferblech und geprägtem Leder überzogenen Stuhl, der mit Halbedelsteinen verziert ist. Der Entwurf stammt von dem Münchener Akademieprofessor Leonhard Romeis und lehnt sich eng an frühmittelalterliche Vorbilder an.
Auf dem Mittelfeld der Innenseite befinden sich folgende Motive:
- Amtswappen des Erzbischofs Joseph von Schork,
- Hauptpatrone des Doms, Petrus und Georg.

Die Elfenbeinreliefs am Ansatz der Rückenlehne zeigen:
- Erzengel Michael, heilige Kunigunde,
- heiliger Joseph (Namenspatron des Erzbischofs),
- heiliger Kilian (Würzburger Bistumspatron, Heimatdiözese Schorks).

Die Vierpässe an den Seitenlehnen zeigen:
- Fischzug Petri,
- Kampf des heiligen Georg mit dem Drachen.

Auf der Rückseite befinden sich in Leder geprägt die Personifikationen der vier Kardinaltugend und die lateinische Widmung:
„THRONO ILLIVS PAX VSQVE IN AETERNVM A DOMINO R[everendissi]MO AC ExC[ellendissim]MO D[omi]NO D[orfino] D[octori] IOSEPHO DE SCHORK ECCLESIAE BAMBERGENSI ARCHIPRAESVLI DIE NATALI SEPTVAGIES RECVRRENTE D[ono] D[edit] D[edicavitque] CAPITVLVM METROPOLITANVM DIE VII. DECEMBRIS MDCCCIC“
(Übersetzung: Seinem Thron Frieden auf ewig vom Herrn, dem hochwürdigsten und hochverehrten Herrn, Herrn Doktor Joseph von Schork, dem Erzbischof der Bamberger Kirche, zur 70. Wiederkehr seines Geburtstags, und hat diesen Sitz zum Geschenk gemacht und zugeeignet das Metropolitankapitel am 7. Dezember 1899.)

##### Volksaltar
Schon der erste Bamberger Dom hatte acht Altäre. Während der Purifizierung wurden sieben neuromanische Altäre aufgestellt, von denen einige noch erhalten sind. Seit der liturgischen Neuordnung nach dem Zweiten Vatikanischen Konzil dienen diese Nebenaltäre nur noch teilweise der Eucharistie. Bis zum Jahr 1969 war der Georgsaltar im Ostchor der Hauptaltar. Er ist der einzige Altar, der von der neuromanischen Ausstattung unverändert erhalten geblieben ist.
Aus der Liturgiereform im Anschluss an das Zweite Vatikanische Konzil ergab sich, dass die Messe nur noch an einem einzigen Altar, dem so genannten Volksaltar, gefeiert werden solle. Der Altar sollte die Mitte sein, die im Blick aller Gottesdienstbesucher sein sollte. Aus diesem Grund wurde in den 1970er Jahren die Altar-Insel vor dem Westchor geschaffen.
Der Volksaltar besteht aus einem Sandsteinsockel, an dem zehn Bronzetafeln angebracht sind:
- Südseite: Geburt und Taufe Christi
- Ostseite: Christus am Ölberg, Kreuzigung und Auferstehung
- Nordseite: Emmaus-Erzählung und die Wiederkunft Christi am Jüngsten Tag
- Westseite: Amtswappen des Erzbischofs Josef Schneider mit dem Wahlspruch „IN SPE FORTITVDO NOSTRA“ (In der Hoffnung liegt unsere Stärke)

Das Wappen des Erzbischofs wird flankiert von der Losung des eucharistischen Weltkongresses 1960 in München „PRO MVNDI VITA“ (Für das Leben der Welt) und der Devise des im Jahr 1966 in Bamberg abgehaltenen 81. Deutschen Katholikentags „IN VERBO TVO“ (Auf dein Wort hin). Dieser Altar ist im Dom das wichtigste Kunstwerk der Gegenwart.

#### Mittelschiff

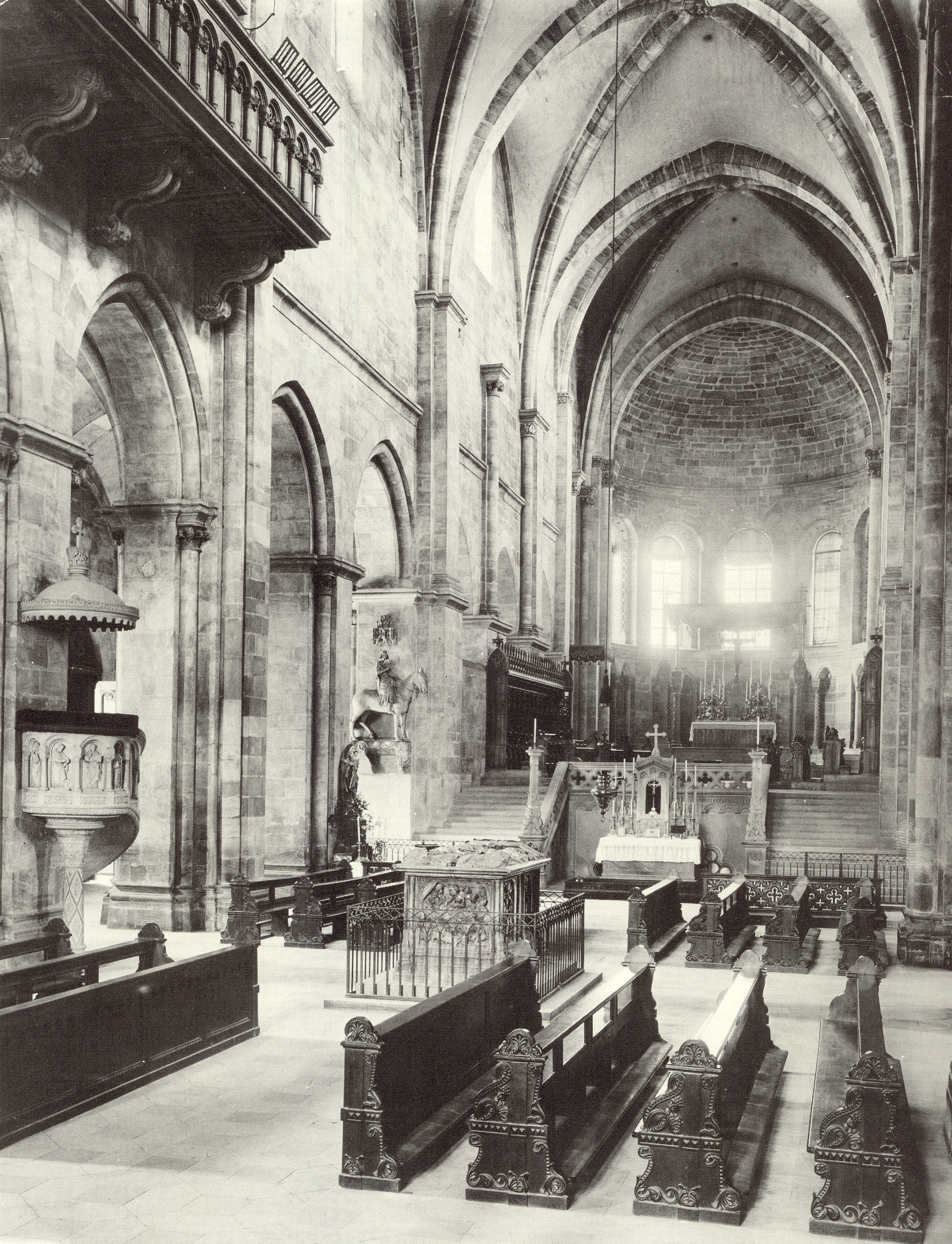
Mittelschiff mit Kanzel, Domreiter, Kaisergrab und altem Hochaltar (1897)

Von der Gesamtlänge nimmt das Mittelschiff etwa ein Drittel ein und war der verbindende Baukörper zwischen den beiden Chören. Besondere Bedeutung bekam es, als die nebeneinander liegenden Hochgräber der beiden heiliggesprochenen Bistumsgründer Heinrich und Kunigunde Mittelpunkt der Frömmigkeit wurden. Dies blieb auch so, als im Zuge der Barockisierung das Kaisergrab an die Rampe des Ostchores versetzt wurde. Dennoch blieb der Raum über die Jahrhunderte unverändert.

##### Bamberger Reiter (Domreiter)
Bis zu den Veränderungen am Bauwerk Ende des Mittelalters blieben die Namen der Baumeister und Künstler, die an der Schaffung des Bauwerks beteiligt waren, unbekannt, so auch der Schöpfer des Bamberger Reiters. Diese Figur – die älteste erhaltene mittelalterliche Plastik eines Reiters – wurde um das Jahr 1230 aus mehreren Schilfsandsteinblöcken hergestellt und zeigt einen unbekannten Herrscher. Sie steht noch immer an dem Pfeiler, an dem sie früher aufgestellt war.
Ganz anders, als man es vermutet, war die Reiterstatue ursprünglich farbig bemalt. Die Akanthuskonsole mit der Blattmaske war grün, das Pferd weiß mit braunen Flecken, das Kleid und der Umhang rot mit silbernen und goldenen Sternen (?), die Stiefel braun, die Krone, die Sporen, der Gürtel vergoldet, der Körper in natürlicher Farbe, die Haare dunkel.

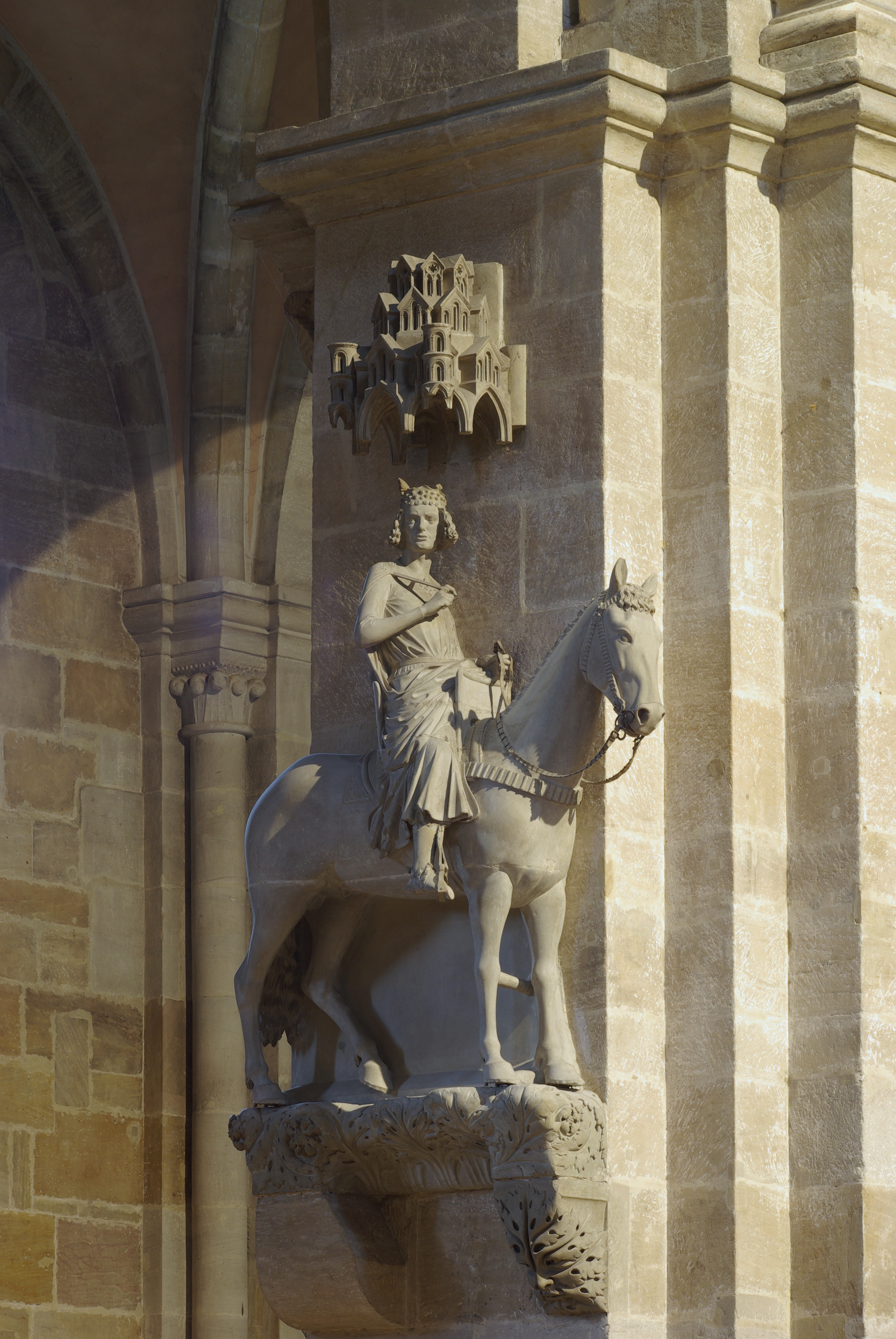
Frontalsicht des Bamberger Reiters

Über die Identität des Dargestellten ist man sich bis heute noch im Unklaren und es gibt viele Deutungsversuche:
Kaiser Konstantin der Große,
Kaiser Heinrich II.,
Kaiser Friedrich Barbarossa,
Kaiser Friedrich II.
Diese Deutungsversuche müssen verworfen werden, da der Reiter keine Kaiserkrone trägt.
Weitere Hypothesen sind (siehe Bamberger Reiter)
König Stephan I. (Ungarn),
die römisch-deutschen Könige Konrad III. oder Philipp von Schwaben,
sowie weitergehende Deutungen des Reiters als Symbolisierung für die Dynastie der Staufer oder für das deutsche Königtum.
Bemerkenswert ist die vertikale Gliederung der Reiterfigur, die symbolisch gedeutet werden kann:
das Blattwerk der Konsole für das Pflanzenreich,
das Pferd für das Tierreich,
der Reiter für den Menschen, die Krone der Schöpfung,
der Baldachin steht für das himmlische Jerusalem.
Im Zweiten Weltkrieg wurde der Domreiter vor Luftangriffen mit einer 64 Zentimeter dicken Mauer geschützt, die mit einer 300 Zentner schweren Eisenbetondecke abgedeckt war. Dieser Bunker wurde erst im September 1947 wieder entfernt.

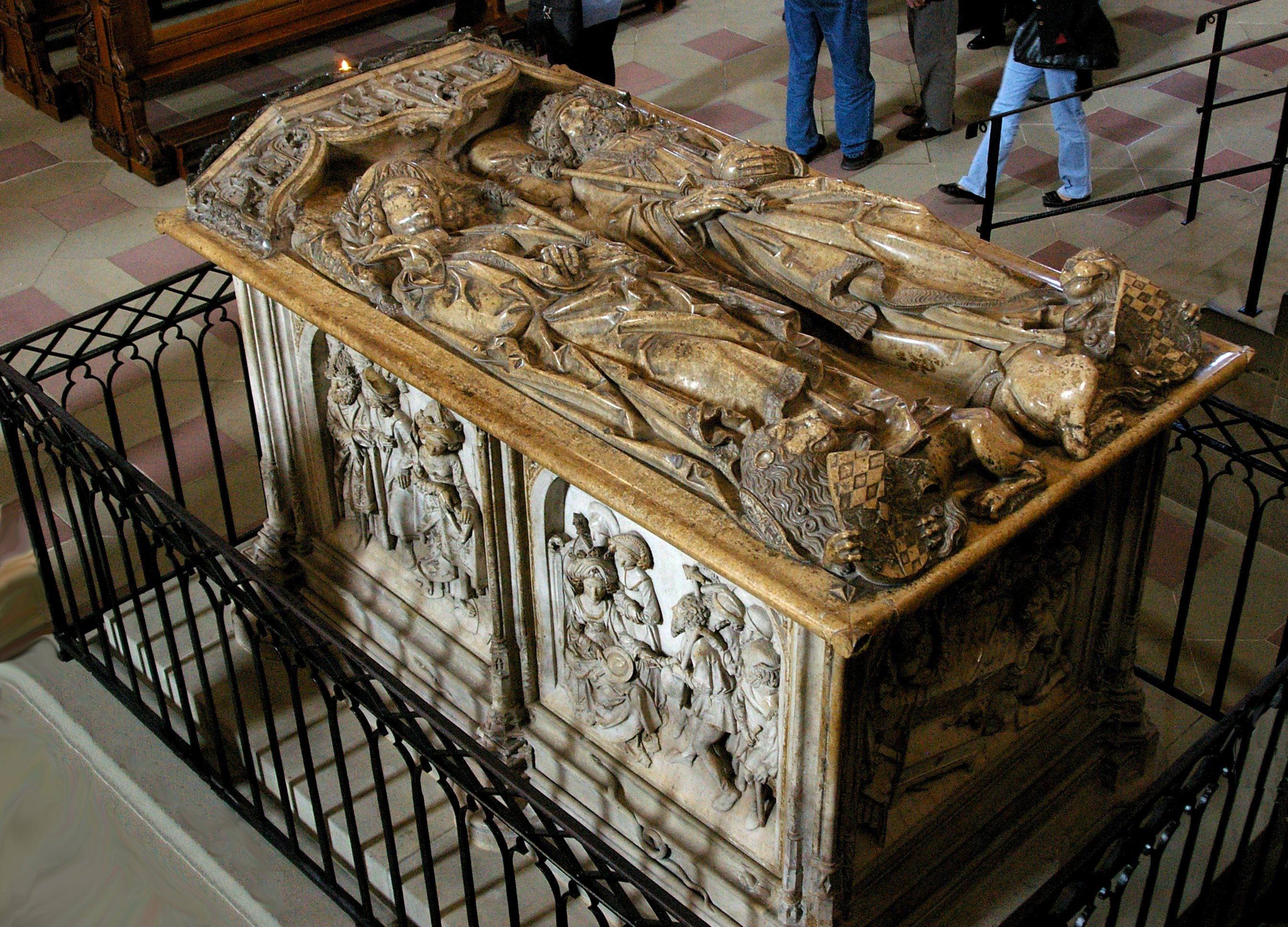
Kaisergrab

##### Kaisergrab

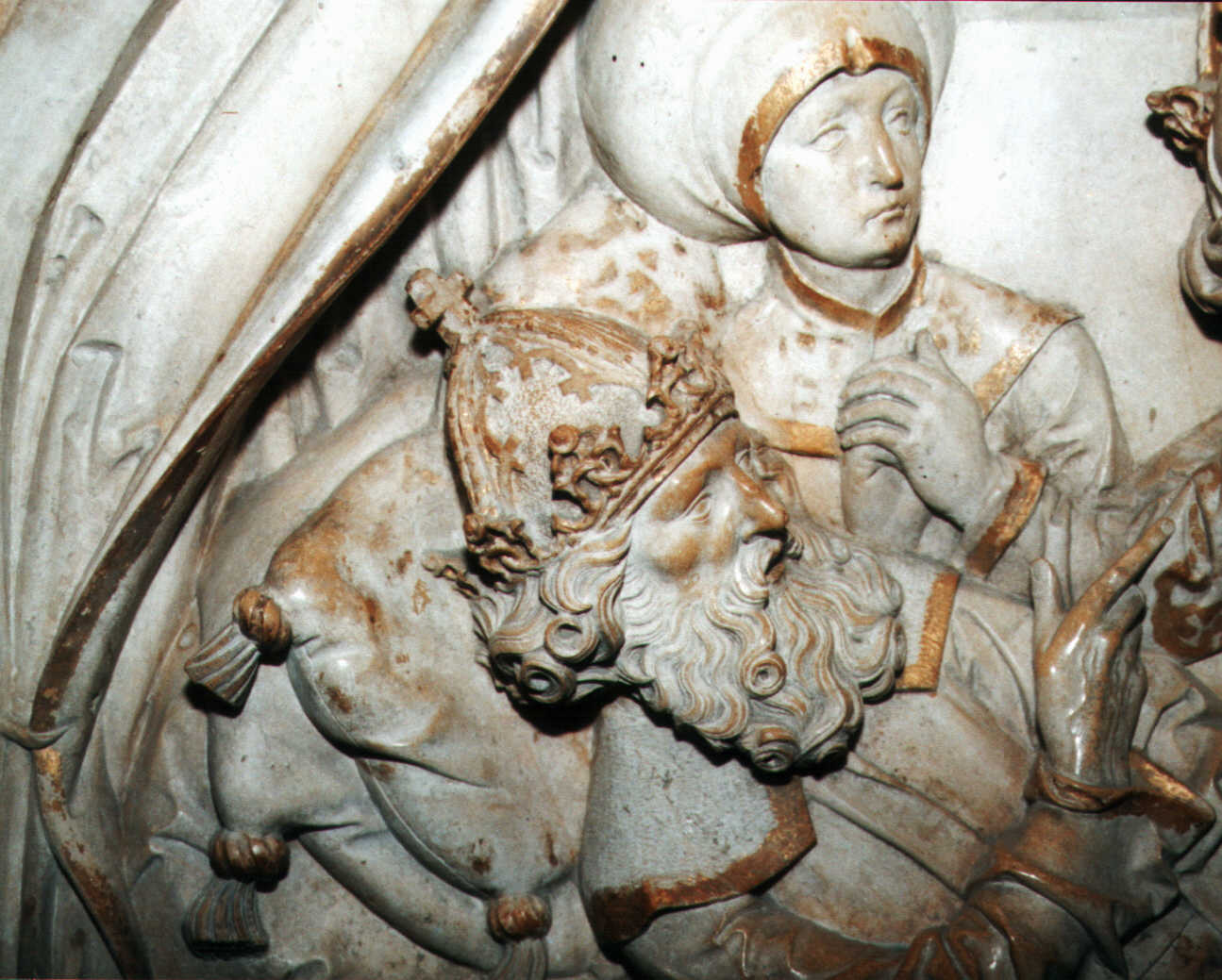
Heinrich auf dem Sterbebett (Ausschnitt)

Das Kaisergrab im Bamberger Dom wurde in den Jahren 1499 bis 1513 in der Werkstatt Tilman Riemenschneiders angefertigt. Das marmorne Hochgrab des Kaisers Heinrich II. und der Kaiserin Kunigunde zeigt auf den Seitenwänden Legenden aus dem Leben des Kaiserpaars:
- Die Feuerprobe: Heinrich wurde zugeflüstert, dass Kunigunde ihm untreu gewesen sei. Deshalb musste die Kaiserin als Gottesurteil über glühende Pflugscharen gehen und blieb dabei unverletzt.
- Der gerechte Lohn: Das Pfennigwunder der heiligen Kunigunde zeigt, wie die Kaiserin persönlich den Lohn für die Bauleute von St. Stephan auszahlte. Ein Handwerker, der mehr nehmen wollte als ihm zustand, schrie vor Schmerzen auf, weil er einen glühenden Pfennig ergriff.
- Heinrich auf dem Sterbebett: Diese Szene zeigt, wie Kunigunde und einige Mitglieder des Hofstaats den sterbenden Kaiser betrauern. Heinrich liegt auf dem Sterbebett, während seine Gemahlin mit einem Tuch die Tränen trocknet. Am Fußende seines Bettes lockt ein verkleideter Teufel mit einem stark vergrößerten Zeigefinger. Heinrich aber zeigt auf Kunigunde und sagt, dass er seine Frau als Jungfrau erhalten habe und als Jungfrau zurücklasse.
- Die Seelenwägung: Die Seelenwägung des heiligen Heinrich zeigt, wie sich der Erzengel Michael und der Teufel um die Seele des Kaisers streiten. Als der heilige Laurentius einen Kelch als Zeichen für Heinrichs fromme Taten in die Waagschale legt, schlägt die Waage zu seinen Gunsten aus. Zu dem (fehlenden) Zünglein an der Waage gibt es die Sage, dass die Welt untergehen werde, wenn es ganz in der Mitte stehe.
- Die Heilung vom Steinleiden: Heinrich litt oft unter Nierensteinen. Bei einem Aufenthalt im Kloster Montecassino soll Heinrich im Schlaf durch den heiligen Benedikt (mit dem Messer in der Hand) von seinem Steinleiden geheilt worden sein, während sein Arzt schlafend am Bett sitzt. Der Kaiser erwacht am Morgen mit dem (überdimensionierten) Nierenstein in seiner Hand.
- Deckplatte des Kaisergrabs: Auf der monumentalen Deckplatte, die nur von oben betrachtet werden kann, sind Heinrich und Kunigunde als liegende Figuren dargestellt. Zu ihren Füßen liegen zwei Löwen mit dem bayerischen und luxemburgischen Wappen. Während die Deckplatte als eigenhändige Arbeit Riemenschneiders anzusehen ist, dürften die seitlichen Reliefs unter Mitwirkung von Gehilfen entstanden sein.

Die Schädelreliquien des Kaiserpaars befinden sich in der sogenannten Häupterkapelle.

##### Kanzel

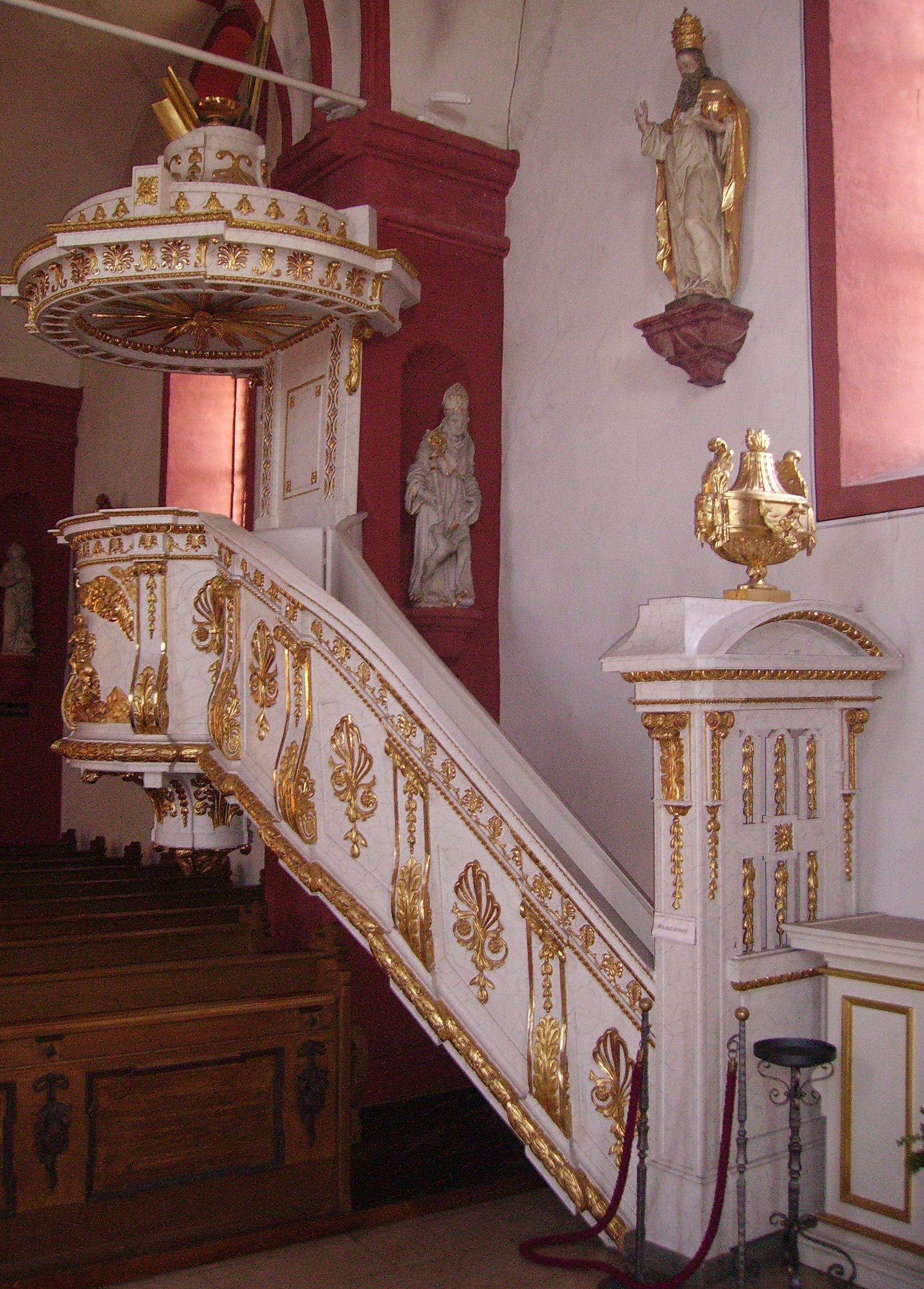
Kanzel im Gügel

Seit dem 13. Jahrhundert wurden Kanzeln wegen der zunehmenden Größe der Kirchen aus akustischen Gründen im Kirchenschiff errichtet.
Im Jahr 1815 wurde eine neue Kanzel in Auftrag gegeben, weil die alte so vermodert war, dass der Prediger sich laut Bericht der Kreisbauinspektion „in ständiger Lebensgefahr“ befand. Diese neue Kanzel wurde jedoch bereits ein Jahrzehnt später wieder aus dem Dom entfernt und in die Kapelle Sankt Pankratius auf dem Gügel bei Scheßlitz gebracht, wo sie heute noch steht. Die heutige Kanzel des Bamberger Doms entstand in den Jahren 1835 und 1836 im Zusammenhang mit der neuromanischen Ausstattung. Die Hochreliefs in den Arkaden zeigen Christus und die vier Evangelisten. Sie wird heute nicht mehr benutzt. Zeichen für die Verkündigung im Kirchenraum ist heute der Ambo im Westchor.

##### Hauptorgel

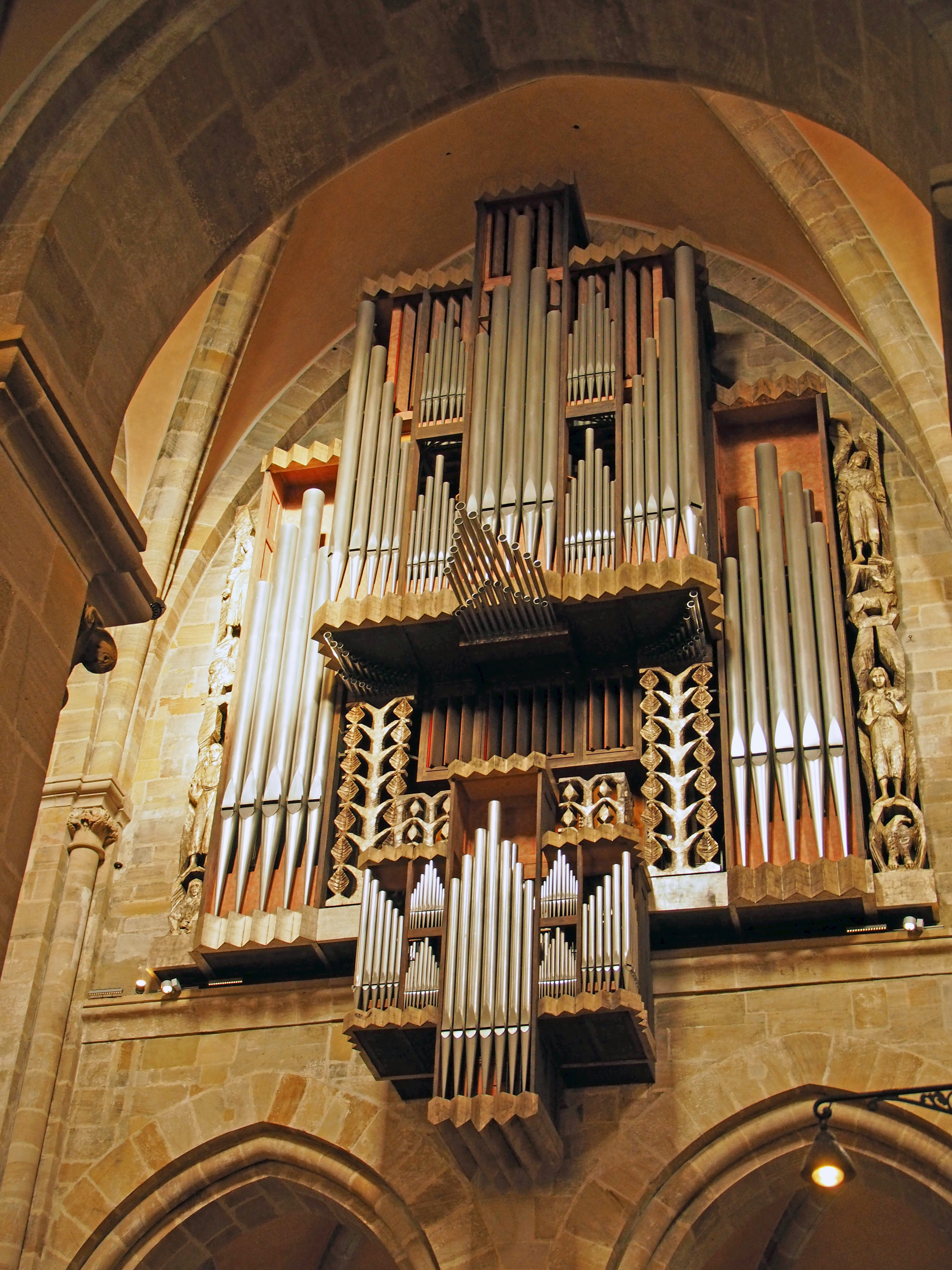
Hauptorgel

Eine erste Orgel gab es im Bamberger Dom schon um das Jahr 1415, denn bereits damals war Orgelmusik das Kennzeichen festlicher Gottesdienste. Als man verbesserte und vergrößerte Instrumente schuf, wurde eine Orgel hoch oben an der Nordwand des Langhauses als Schwalbennestorgel installiert. An dieser akustisch günstigen Stelle wurden seit dem Jahr 1415 alle Hauptorgeln eingebaut.
Historischen Quellen zufolge soll der Orgelbauer Conrad Rotenbürger aus Nürnberg im Jahr 1475 ein (neues) großes Orgelwerk errichtet und im Jahre 1493 vergrößert haben. Dieses Instrument erwies sich als reparaturanfällig und befand sich bereits Mitte des 16. Jahrhunderts in einem schlechten Zustand. Im Jahre 1609 wurde das Orgelwerk von dem Orgelbauer Frater Arnold Flander aus Mainz repariert. Zugleich wurde der Orgelprospekt durch den Bamberger Hofmaler Georg Conrad erneuert. Bereits im Jahre 1689 wurde das Instrument von dem Orgelbauer Nikolaus Will umfassend erneuert.
Im Zuge einer Purifizierung des Domes wurde im Jahre 1837 der spätgotische Orgelprospekt durch einen neuromanischen Prospekt ersetzt Das im Kern noch barocke Orgelwerk wurde von Justus Karl Hansen umgebaut und in dieses neue Gehäuse eingepasst. Bereits 1863 wurde dann ein neues Orgelwerk in Auftrag gegeben, das 1863–1866 von dem Orgelbauer Josef Wiedemann aus Bamberg in das Gehäuse von 1837 eingebaut wurde. Dieses Werk war in seiner Kegelladenmechanik derart mangelhaft, dass es bereits 1873 durch die Orgelbaufirma Steinmeyer aus Oettingen technisch neu gebaut werden musste. Das Wiedemannsche Pfeifenwerk wurde dabei fast vollständig übernommen. Das Instrument war aber wegen seines Klangs berühmt. Es wurde im Jahre 1940 trotzdem durch einen größeren Neubau wiederum von Steinmeyer ersetzt. Es gilt als erwiesen, dass die mittelalterliche Orgel hoch über dem Mittelschiff angebracht war und damit denselben Standort hatte wie die heutige.
Die heutige Hauptorgel im nördlichen Obergaden wurde im Jahr 1976 von der Orgelbaufirma Rieger aus Schwarzach (Vorarlberg) angebracht und in den Jahren 1997–1998 durch die Werkstätten Glatter-Götz Orgelbau aus Owingen (jetzt: Aach-Linz) und Goll aus Luzern überarbeitet. Das Schleifladeninstrument hat 77 klingende Register auf vier Manualen und Pedal. Die Spieltraktur ist mechanisch, die Registertraktur hingegen elektrisch. Die Orgel ist mit einer elektronischen Setzeranlage ausgestattet und verfügt neben den Normalkoppeln über vier Sub- bzw. Superoktavkoppeln.
Vier große Engel mit den Evangelistenzeichen begrenzen den Prospekt und symbolisieren den Chor der Engel, der die Frohe Botschaft verkündet. Bemerkenswert an der Orgel sind die Einbeziehung historischer Elemente (Uhr, Figuren, Stuck) und die Trompetería.
| I Rückpositiv C–c4 |                  |       |
| 01.                | Principal        | 08′   |
| 02.                | Rohrgedackt      | 08′   |
| 03.                | Suavial          | 08′   |
| 04.                | Octav            | 04′   |
| 05.                | Koppelflöte      | 04′   |
| 06.                | Superoctav       | 02′   |
| 07.                | Blockflöte       | 02′   |
| 08.                | Quintlein        | 1 ⁄3′ |
| 09.                | Sifflöte         | 01′   |
| 10.                | Sesquialtera II0 | 2 ⁄3′ |
| 11.                | Scharff V        | 1 ⁄3′ |
| 12.                | Dulcian          | 16′   |
| 13.                | Trompete         | 08′   |
| 14.                | Krummhorn        | 08′   |
|                    | Tremulant        |       |

| II Hauptwerk C–c4 |                     |       |
| 15.               | Principal           | 16′   |
| 16.               | Octav               | 08′   |
| 17.               | Hohlflöte           | 08′   |
| 18.               | Gedackt             | 08′   |
| 19.               | Gambe               | 08′   |
| 20.               | Octav               | 04′   |
| 21.               | Spitzflöte          | 04′   |
| 22.               | Quinte              | 2 ⁄3′ |
| 23.               | Superoctav          | 02′   |
| 24.               | Cornet V            | 08′   |
| 25.               | Mixtura major V–VI  | 2 ⁄3′ |
| 26.               | Mixtura minor VI–V0 | 01′   |
| 27.               | Trompete            | 16′   |
| 28.               | Trompete            | 08′   |
| 29.               | Chamade             | 08′   |
| 30.               | Chamade             | 04′   |

| III Schwellwerk C–c4 |                  |        |
| 31.                  | Gedackt          | 16′    |
| 32.                  | Holzprincipal    | 08′    |
| 33.                  | Holzflöte        | 08′    |
| 34.                  | Bleigedackt      | 08′    |
| 35.                  | Gambe            | 08′    |
| 36.                  | Schwebung        | 08′    |
| 37.                  | Octav            | 04′    |
| 38.                  | Querflöte        | 04′    |
| 39.                  | Viola            | 04′    |
| 40.                  | Nassat           | 2 ⁄3′  |
| 41.                  | Octavin          | 02′    |
| 42.                  | Terz             | 1 3⁄5′ |
| 43.                  | Mixtur V         | 02′    |
| 44.                  | Fagott           | 16′    |
| 45.                  | Trompette harm.0 | 08′    |
| 46.                  | Hautbois         | 08′    |
| 47.                  | Clairon          | 04′    |
|                      | Tremulant        |        |
|                      | Glockenspiel     |        |
|                      | Marimba          |        |

| IV Brustwerk C–c4 |                 |        |
| 48.               | Salicional      | 08′    |
| 49.               | Holzgedackt     | 08′    |
| 50.               | Quintade        | 08′    |
| 51.               | Principal       | 04′    |
| 52.               | Holzrohrflöte   | 04′    |
| 53.               | Nassat          | 2 ⁄3′  |
| 54.               | Octav           | 02′    |
| 55.               | Holzflöte       | 02′    |
| 56.               | Terz            | 1 3⁄5′ |
| 57.               | Quinte          | 1 ⁄3′  |
| 58.               | Oktävlein       | 01′    |
| 59.               | Quintcimbel II0 | 01⁄3′  |
| 60.               | Regal           | 16′    |
| 61.               | Vox humana      | 08′    |
|                   | Tremulant       |        |

| Pedal C–g1 |                |       |
| 62.        | Untersatz      | 32′   |
| 63.        | Principal      | 16′   |
| 64.        | Subbass        | 16′   |
| 65.        | Octav          | 08′   |
| 66.        | Spillpfeife    | 08′   |
| 67.        | Violon         | 08′   |
| 68.        | Octav          | 04′   |
| 69.        | Flöte          | 04′   |
| 70.        | Jubalflöte     | 02′   |
| 71.        | Hintersatz IV0 | 2 ⁄3′ |
| 72.        | Fagott         | 32′   |
| 73.        | Bombarde       | 16′   |
| 74.        | Fagott         | 16′   |
| 75.        | Posaune        | 08′   |
| 76.        | Clairon        | 04′   |

- Koppeln: Normalkoppeln, Sub II/II, Sub III/II, Sub III/III, Super III/P
- Spielhilfen: Elektronische Setzeranlage (3072 Kombinationen)

#### Domorganisten (Auswahl)
Das Zweite Vatikanische Konzil befasst sich im Kapitel VI. der am 4. Dezember 1963 promulgierten Liturgiekonstitution Sacrosanctum concilium mit der Kirchenmusik. Unter anderem heißt es im Abschnitt 120: „Die Pfeifenorgel soll in der lateinischen Kirche als traditionelles Musikinstrument in hohen Ehren gehalten werden; denn ihr Klang vermag den Glanz der kirchlichen Zeremonien wunderbar zu steigern und die Herzen mächtig zu Gott und zum Himmel emporzuheben.“ Der Organist ist das Bindeglied zwischen dem Instrument der Pfeifenorgel und der gläubigen Gemeinde. Folgende bedeutende Kirchenmusiker waren seit Jahrhunderten an der Bamberger Domorgel tätig:
- Georg Arnold, 1649–1676
- Johann Baal, 1677–1685
- Valentin Höller, 1892–1932, Vater von Karl Höller
- Wolfgang Wünsch, 1968–1994, Vater von Bernhard Wünsch
- Markus Willinger seit 1995[35]

#### Seitenschiffe

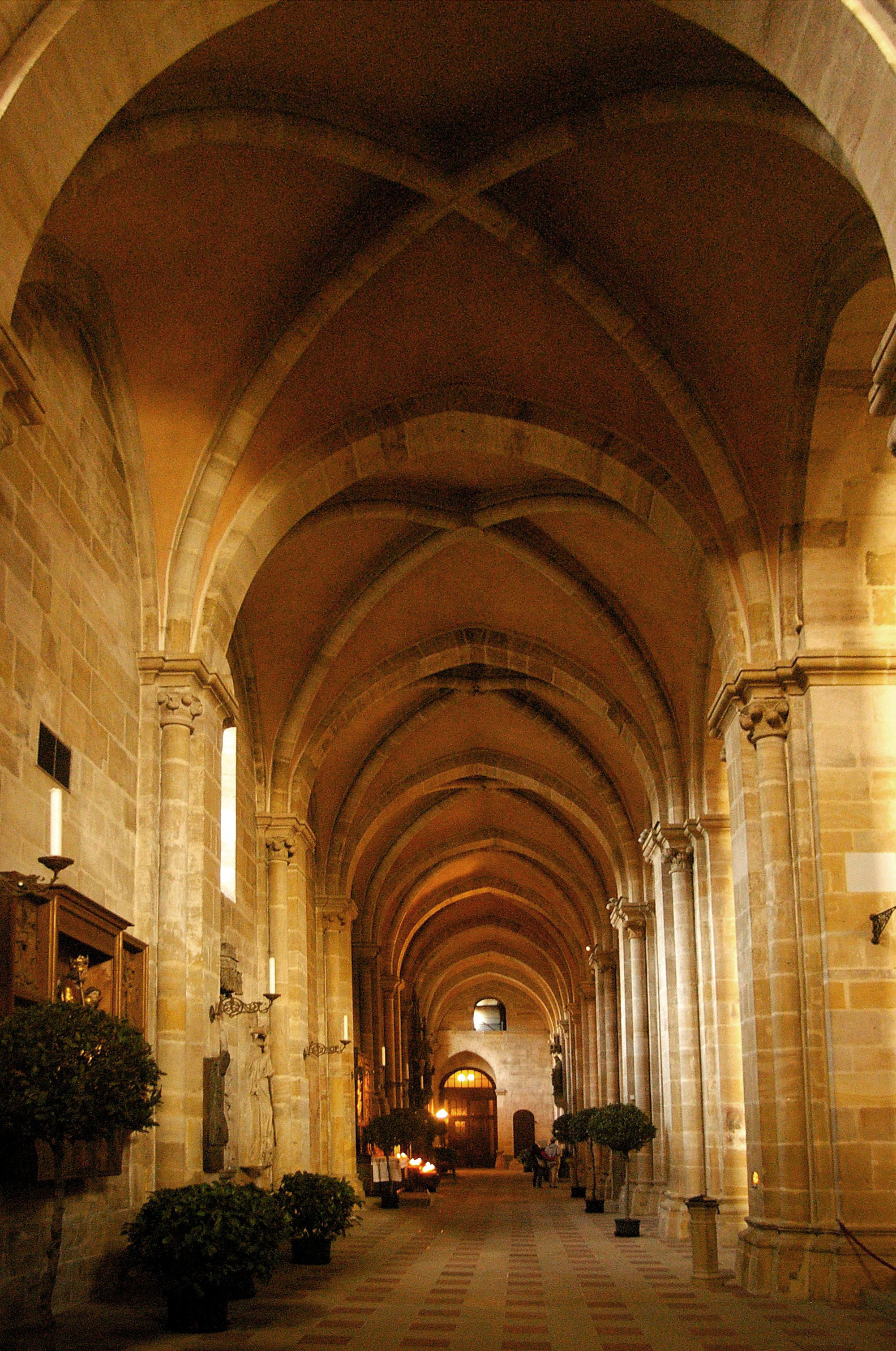
Nördliches Seitenschiff

Die beiden Seitenschiffe sind durch Rundbogenfenster belichtet und durch hohe Arkaden zum Mittelschiff geöffnet. Eigentlich sind sie nur Zugangs- und Durchgangsräume zu den Chören und zum Mittelschiff. Dies ergibt sich schon dadurch, dass Adams- und Gnadenpforte direkt in die lang gestreckten Gänge der beiden Seitenschiffe einmünden.
Das südliche Seitenschiff war wohl reine Verkehrsfläche. Von hier aus gelangte man sowohl in das Dormitorium des Domkapitelhauses als auch in den Kreuzgang, in die Gertrudenkapelle und in die Sepultur. Aus diesem Grunde gab es im südlichen Seitenschiff niemals Altäre. Vielmehr befanden sich zwischen dem südlichen Seitenschiff und dem Mittelschiff Gitter mit zwei Durchlässen vor dem Ost- und Westchor.

##### Kirchgattendorfer Altar
Der Marienaltar aus Kirchgattendorf bei Hof, einem kleinen Dorf des ehemaligen Markgraftums Bayreuth, das in der Reformationszeit evangelisch wurde, stammt aus der Zeit um 1510 und diente bis zum Jahr 1708 als Zelebrationsaltar. Als die Kirche in der Reformation evangelisch wurde, hatte die Kirchengemeinde keine Verwendung mehr für den Altar und er wurde im Untergeschoss des Turms abgestellt. 1919 wurde der Altar wegen Baufälligkeit an die Pfarrei Steinwiesen verkauft, die allerdings auch die hohen Restaurationskosten nicht aufbringen konnte und ihn an die Erzdiözese Bamberg verkaufte. Heute bildet dieser Marienaltar eine der Sehenswürdigkeiten im Bamberger Dom. Im Jahr 1921 musste er dem Veit-Stoß-Altar weichen und kam an seinen jetzigen Standort gegenüber vom Domreiter.
Der Kirchgattendorfer Altar stellt in fast lebensgroßen Skulpturen Maria im Strahlenkranz dar, umgeben von den Heiligen Katharina von Alexandrien mit Schwert und Barbara mit Kelch und Hostie. Die Innenseiten der Flügel sind mit Szenen aus dem Marienleben und der Kindheitsgeschichte Jesu verziert. Der Kirchgattendorfer ist eigentlich kein Altar mehr, da er nicht mehr zum Gottesdienst verwendet wird.

##### Riemenschneideraltar

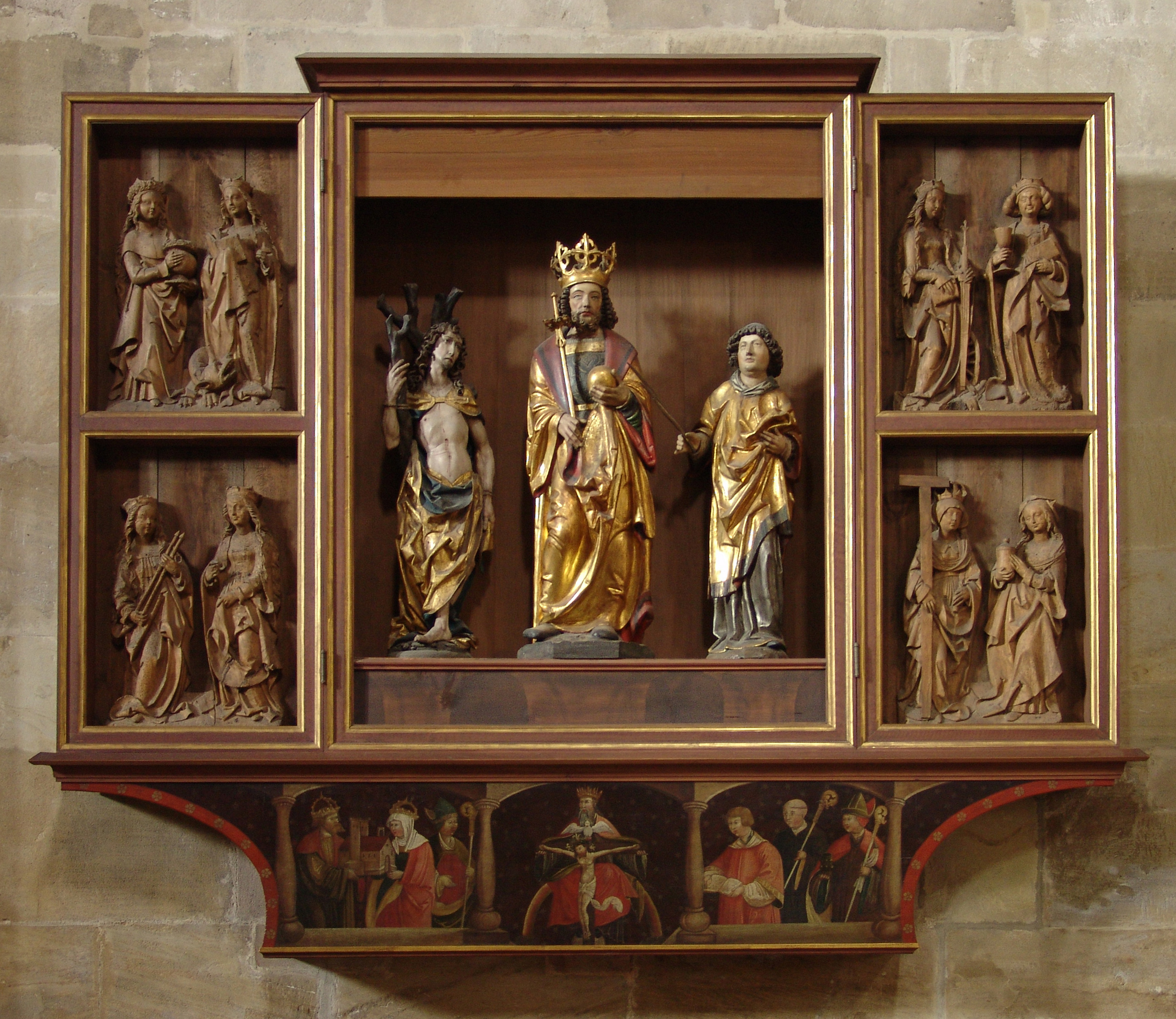
Riemenschneideraltar

Der so genannte Riemenschneideraltar mit Skulpturen des frühen 16. Jahrhunderts hat seinen Namen daher, dass die Skulptur des heiligen Sebastian im Mittelschrein der Werkstatt Tilman Riemenschneiders zugeordnet wurde. Diese Figuren wurden nicht für den Dom geschaffen, sondern im 20. Jahrhundert als Einzelstücke erworben und im Dom aufgestellt.
Mittelfeld: heiliger Sebastian, daneben Heinrich II. und Stephanus
Seitenteile: heilige Frauen (Barbara und Katharina, Margaretha und Dorothea, Magdalena und Helena sowie Ursula und eine unbekannte Heilige)
Der Riemenschneideraltar wurde 1926 aus unterschiedlichen Skulpturen und einer vorhandenen Predella (ein Sockel oder eine Stufe, auf der ein Altar steht) zusammengestellt, besitzt keinen Altartisch und ist rein museal ausgestellt. Der Schrein steht auf einer alten Predella, die aus privatem Nachlass gestiftet wurde. In der Mitte ist die Dreifaltigkeit (mit Christus als Gekreuzigter) zu sehen, seitlich je drei Heilige in Brustbildern, nämlich Heinrich und Kunigunde mit einem Kirchenmodell, Laurentius, Augustinus und zwei Bischöfe. Die Figuren stammen wohl aus säkularisierten Kirchen.
Da im Mittelschrein Kaiser Heinrich II. dargestellt ist, wird der Altar auch Heinrichsaltar genannt.

##### Bischofsgräber

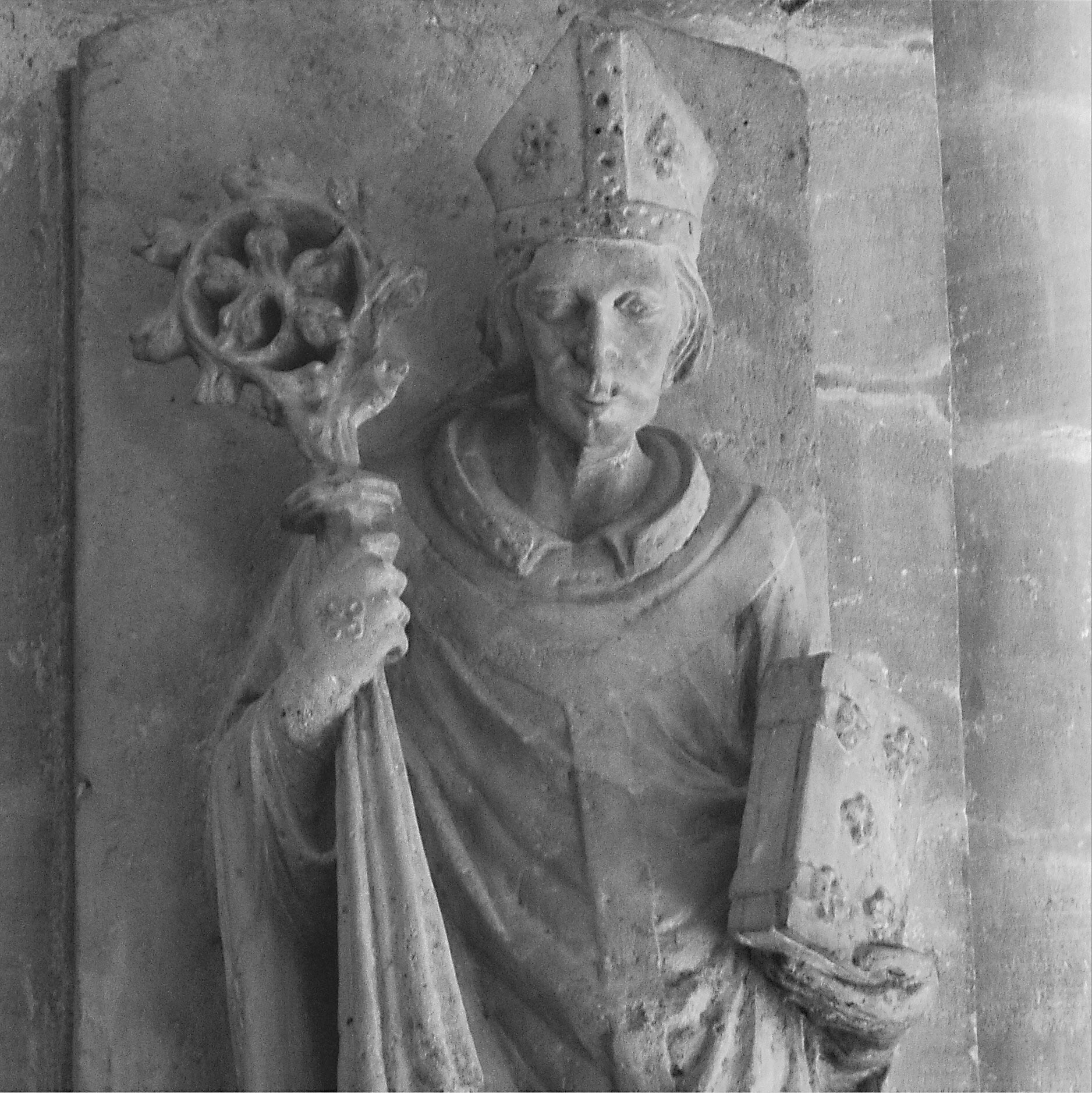
Grabplatte Friedrichs von Hohenlohe

Schon der erste Dombau wurde auf einem alten Gräberfeld errichtet und während seiner langen Geschichte war der Dom immer Grablege von mehr oder weniger berühmten Personen. Neben einem Kaiser und einem Papst wurde auch eine Reihe von Bischöfen hier bestattet, denn jeder Bischof hat das Anrecht, in seiner Bischofskirche beigesetzt zu werden. Seit dem 14. Jahrhundert wurde für jeden Bischof eine Gedenkplatte als Erinnerung angebracht, weil die Beisetzungen in der Regel unter dem Fußboden erfolgt waren. Die Grabmale der Barockzeit wurden im 19. Jahrhundert entfernt und sind heute in der ehemaligen Klosterkirche Sankt Michael aufgestellt.
Die Grabplatte des 1352 verstorbenen Bischofs Friedrich von Hohenlohe ist deshalb bemerkenswert, weil sie den Bischof nicht idealisiert darstellt, sondern als alten Mann, in dem Alter, in dem er gestorben ist. Diese Grabplatte wurde das Vorbild für eine ähnliche Darstellung des Bischofs Friedrich II. von Truhendingen.
Die Skulptur von Papst Clemens II. stammt vom gleichen Bildhauer, der auch den Bamberger Reiter angefertigt hat. Sie entstand zwischen 1225 und 1237 und wurde zusammen mit dem Papstgrab in Auftrag gegeben. Die Figur lag vermutlich bis 1650 auf dem Grab. Während der Barockisierung wurde das Grab demontiert und erhielt eine neue Deckplatte. Die Skulptur ist liegend gedacht, denn der Kopf ruht auf einem Kissen. Dem widersprechen jedoch die Falten der Gewänder sowie die segnende Handhaltung.
Als im Jahr 1973, dem Jahr der Tausendjahrfeier Bambergs, die Grabstätten und das Ossuarium geräumt wurden, zählten die Archäologen allein im Ossuarium 1056 Schädel. Diese sterblichen Überreste wurden im Jahr 1982 im Kreuzgang beigesetzt.
Eine neue für bis zu 12 Bestattungen vorgesehene Bischofsgrablege wurde 1996 an anderem Ort, in der Krypta unter dem Westchor, benediziert.

#### Querhaus

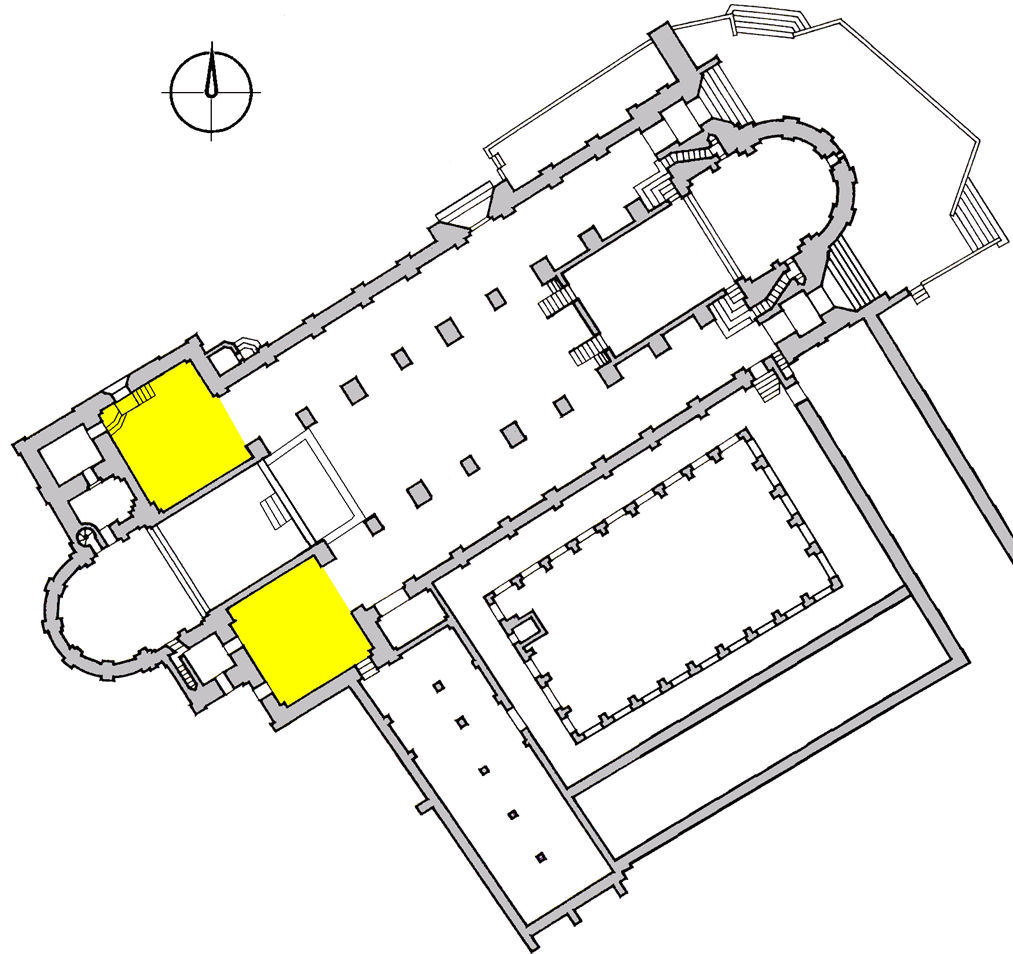
Querhaus

Von außen ist das Querhaus klar sichtbar. Im Inneren hingegen wird es nur schwer als Querschiff einer kreuzförmigen Basilika erkennbar. Die beiden Querschiffarme sind Räume über quadratischem Grundriss, die man als hohe kapellenartige Ausbauten der Seitenschiffe sehen kann.
Eine Besonderheit des Bamberger Doms ist, dass das Querschiff vor dem Westchor errichtet wurde und nicht, wie bei anderen Kirchenbauten des Hochmittelalters, vor dem Ostchor.

##### Veit-Stoß-Altar

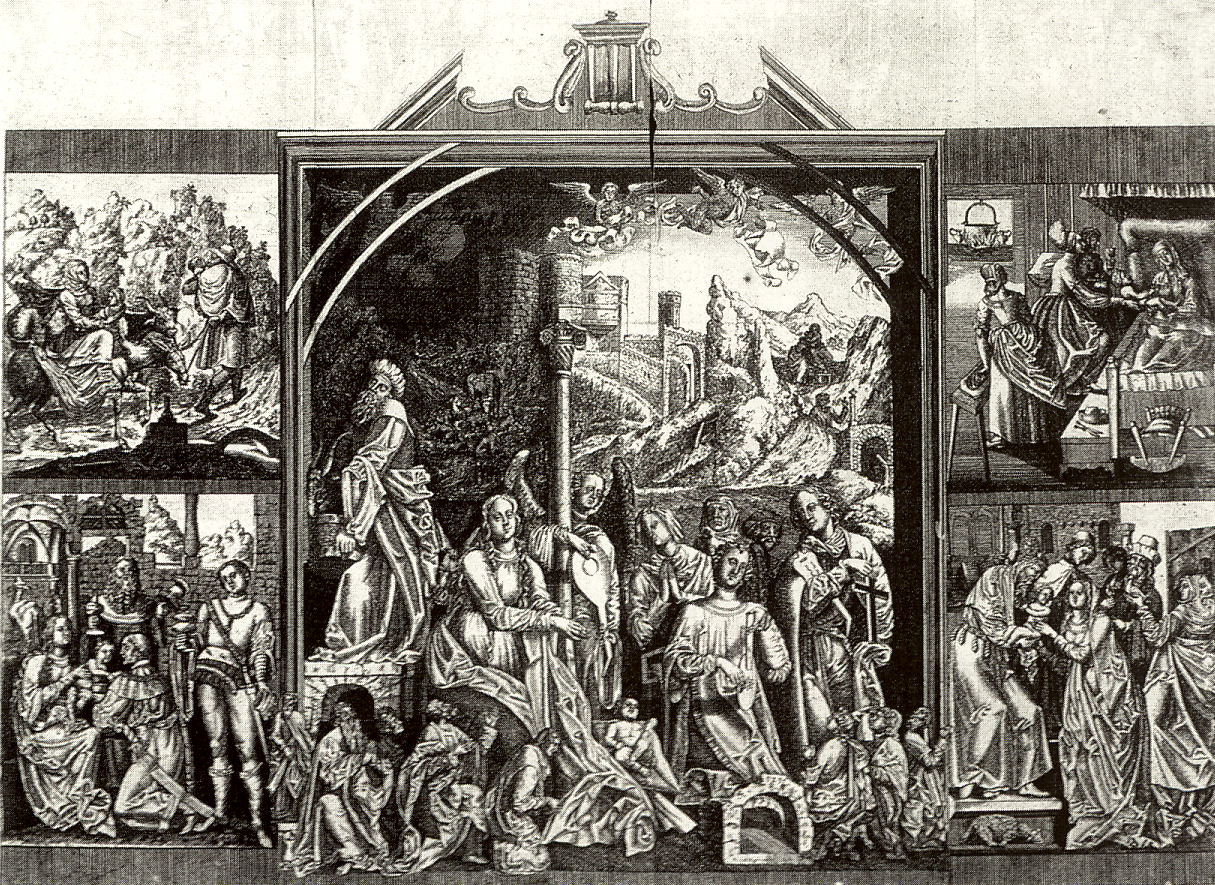
Veit-Stoß-Altar (1787)

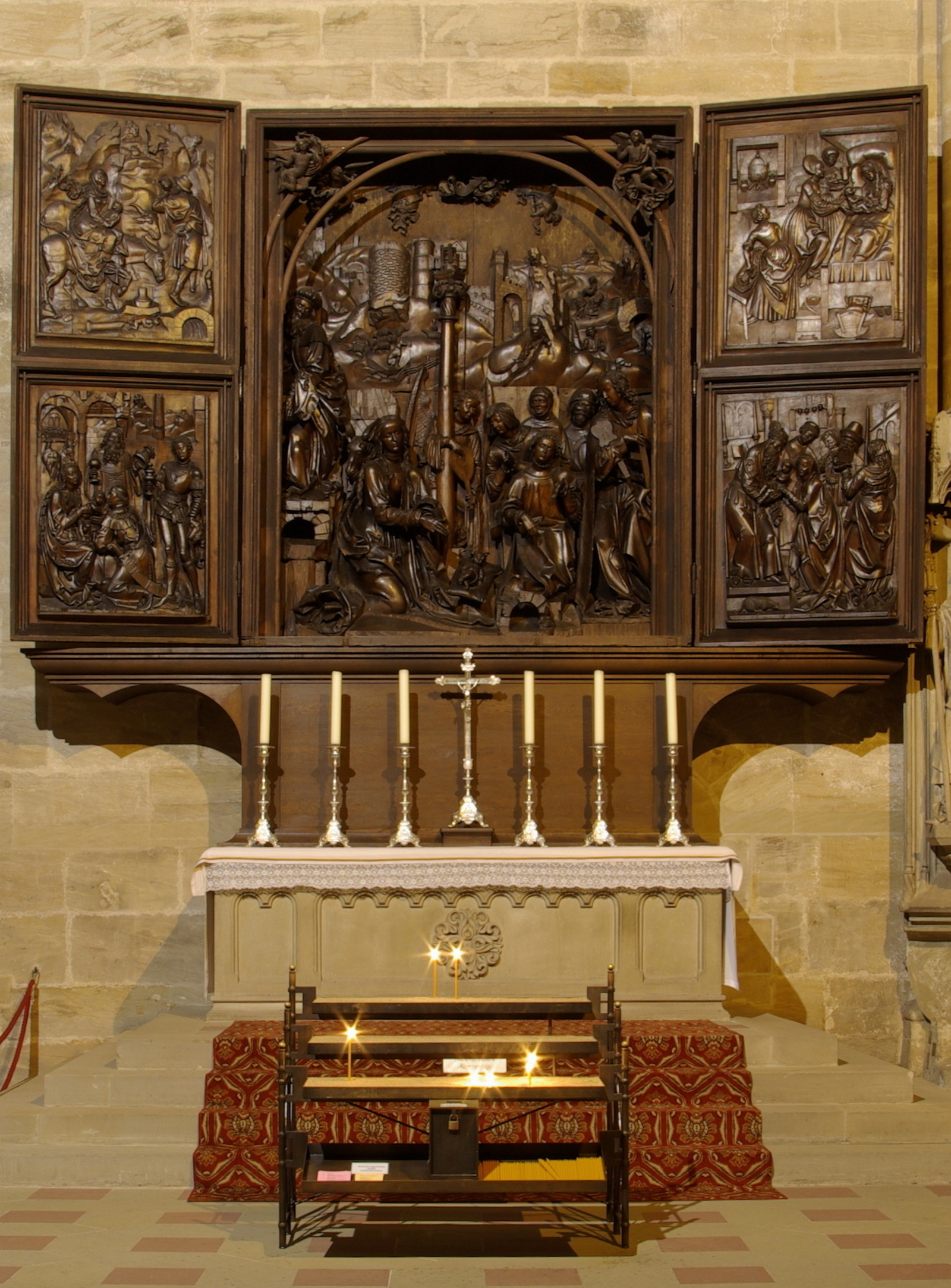
Veit-Stoß-Altar (2008)

Von dem berühmten Künstler Veit Stoß stammt der Marien- oder Weihnachtsaltar. Es handelt sich dabei um Lindenholzreliefs, die Veit Stoß im Jahr 1523 fertigstellte. Auftraggeber war sein Sohn Andreas Stoß, der Prior im Nürnberger Karmeliterkloster war. Als das Kloster ein Jahr später aufgelöst wurde und Andreas Stoß nach Bamberg kam, kaufte er den Altar für die Bamberger Obere Pfarre an. Er wurde zur Feier der 700-jährigen Konsekration des Doms im Jahr 1937 als Leihgabe in den Dom überführt. Dafür musste der Kirchgattendorfer Altar weichen und kam an seinen jetzigen Standort.
In der Mitte des Triptychons ist die Geburt Jesu dargestellt, wobei die Engel durch die Leidenswerkzeuge bereits auf die Passion hinweisen. Veit Stoß zeigte das Jesuskind auf dem weit ausgebreiteten Mantel Marias. Das Christuskind auf dem Kissen ist eine Ergänzung aus der Barockzeit. Hinter Maria steht der heilige Josef, während rechts Engel und Hirten hinzutreten. Der erste hält eine Knickhalslaute im Arm und umgreift gleichzeitig eine Säule. Ein Engel in der Kleidung eines Diakons kniet frontal zum Betrachter, ein anderer hat eine Viola unter seinen Arm geklemmt. Auch er musiziert nicht, sondern hält ein Kreuz in den Händen. Die ursprünglich in Bildmitte konzipierte Säule wurde später nach links verschoben. Nach den Meditationes des Pseudo-Bonaventura wird beschrieben, Maria habe ihr Kind an einer Säule angelehnt und ohne Schmerzen geboren.
Die Säule soll aber auch als Hinweis auf die Passion, auf die Geißelung Christi vor Pontius Pilatus verstanden werden.
Entsprechend verhält es sich mit den beiden Höhlen unterhalb der Säule. Nach Angabe des Pseudo-Matthäus gebar Maria ihr Kind in einer Höhle und verließ sie am dritten Tag, um es in die Krippe zu betten. Den Hintergrund bildet eine Landschaft mit Befestigungsanlagen und Häusern, die an die mittelalterliche Stadtbefestigung Nürnbergs erinnert.
Die beiden oberen Reliefs auf dem Außenflügel sind flacher und waren vermutlich für die Außenseite bestimmt. Sie stellen die Flucht nach Ägypten und die Geburt Marias dar. Die unteren Reliefs zeigen die Anbetung der Drei Könige und die Darbringung Jesu im Tempel.
Der Altar sollte, wie es Veit Stoß vorgeschrieben hatte, nur an besonderen Festtagen aufgeklappt werden: Weihnachten, Epiphanias, Ostern und Pfingsten, zu Christi Himmelfahrt, Fronleichnam, Trinitatis, Allerheiligen und an den Marienfesten. Um die Verschmutzung durch Ruß zu vermeiden, war außerdem vorgeschrieben, dass der Altar nur durch zwei Kerzen beleuchtet werden dürfe:

„Die Tafel soll nur geöffnet werden an Weihnachten, Ostern und Pfingsten mit den zwei folgenden Tagen, an Himmelfahrt, an Dreifaltigkeitsfest, Allerheiligen, Erscheinungsfest des Herrn, Fronleichnam, Kirchweih und an allen Festen der Seeligen Jungfrau Maria […]. Zweimal im Jahr soll sie gereinigt werden. Und es sollen keine große Kerzen auf den Altar gestellt werden wegen des Rauchs. Zwei kleine Kerzen genügen. Die übrigen sollen fern vom Altar ihren Platz finden.“

Auch gegen eine Bemalung wandte sich Veit Stoß, denn Schnitzer und Bildhauer waren keine Mitglieder in der Zunft der Maler, weswegen sie ihre Schnitzwerke nicht selbst bemalen durften. Die Fassmaler veränderten die Figuren durch eine dicke Kreidegrundierung und Farbschichten. Fassmaler wurden besser bezahlt als Schnitzer und Bildhauer.
Historische Fotos zeigen, dass die Aufstellung der Figuren im Mittelschrein mehrmals verändert wurde. Anhand älterer Dübellöcher wurden in den Jahren 1933 und 1934 die Teile neu geordnet und damit der heutige Zustand geschaffen. Der Altar war ursprünglich nicht so dunkel, wie er heute erscheint. Vielmehr waren Augen und Mund der Figuren farbig und das helle Lindenholz honiggelb lasiert. Im späten 19. Jahrhundert wurde der Altar jedoch mit einer dunkelbraunen Lasur überarbeitet.

##### Mühlhausener Altar

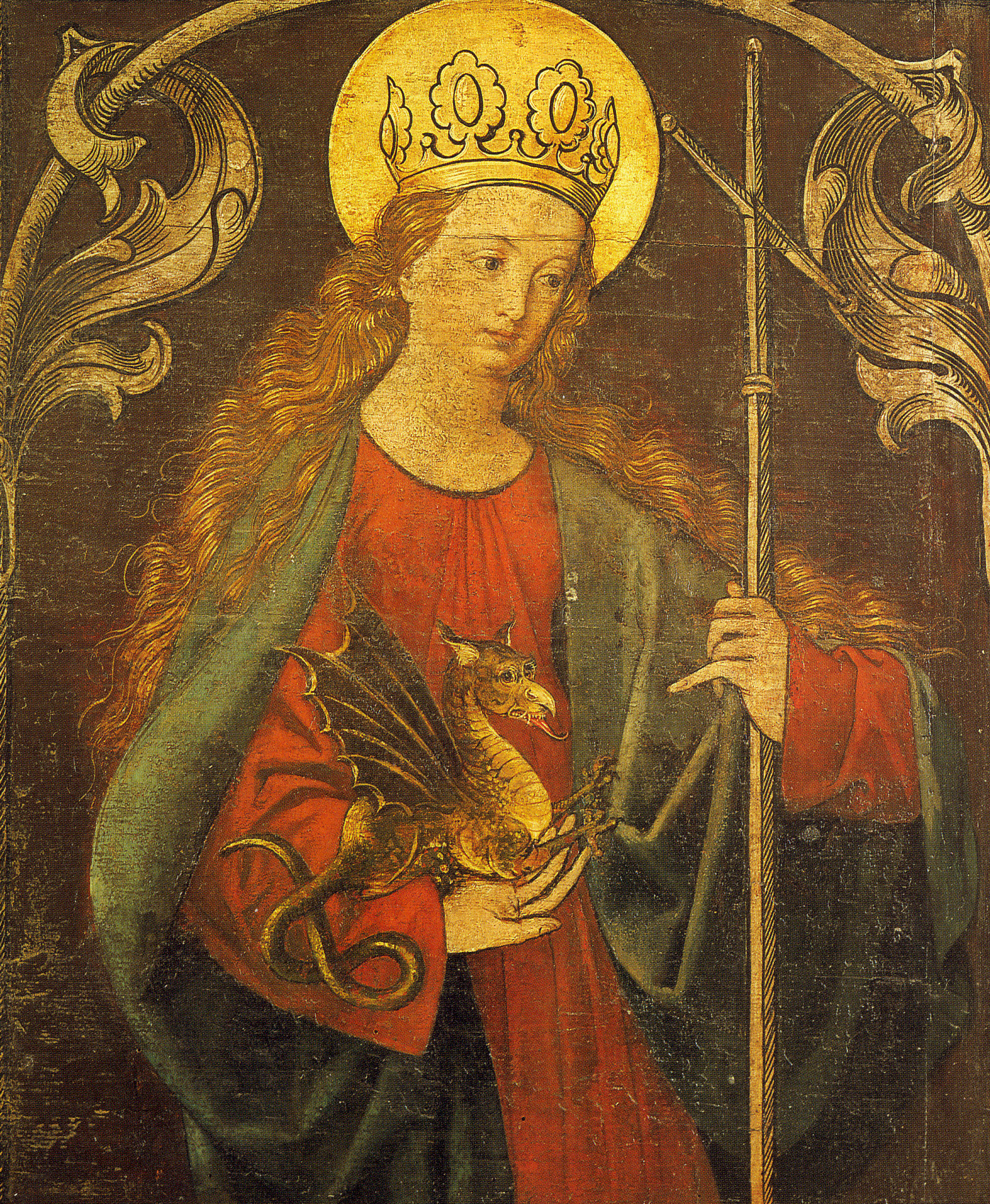
Heilige Margarete auf dem Mühlhausener Altar

Der Marienaltar aus der evangelischen Pfarrkirche von Mühlhausen, einige Kilometer südlich von Bamberg im Landkreis Erlangen-Höchstadt, stammt aus der Zeit um das Jahr 1500. Er wurde in dem mittelfränkischen Dorf als Pfarraltar benutzt, musste aber dann einem neuen Altar weichen. Jahrelang wurde er auf einem Dachboden gelagert, bis er schließlich versteigert und im Jahr 1891 dem Bamberger Erzbischof Joseph von Schork geschenkt wurde. Dieser stiftete den Altar im Jahr 1904 seiner Bischofskirche, ließ ihn aber erst renovieren und mit einer mittelalterlichen Anna-Figur ergänzen.
- Mitte: Maria als Himmelskönigin auf der Mondsichel und mit dem Christuskind auf dem Arm, umgeben von einer Strahlenglorie,
- Links: Verkündigung an Maria, darunter die Darstellung Jesu im Tempel,
- Rechts: Geburt Christi und die Anbetung durch die Heiligen Drei Könige.

#### Nagelkapelle

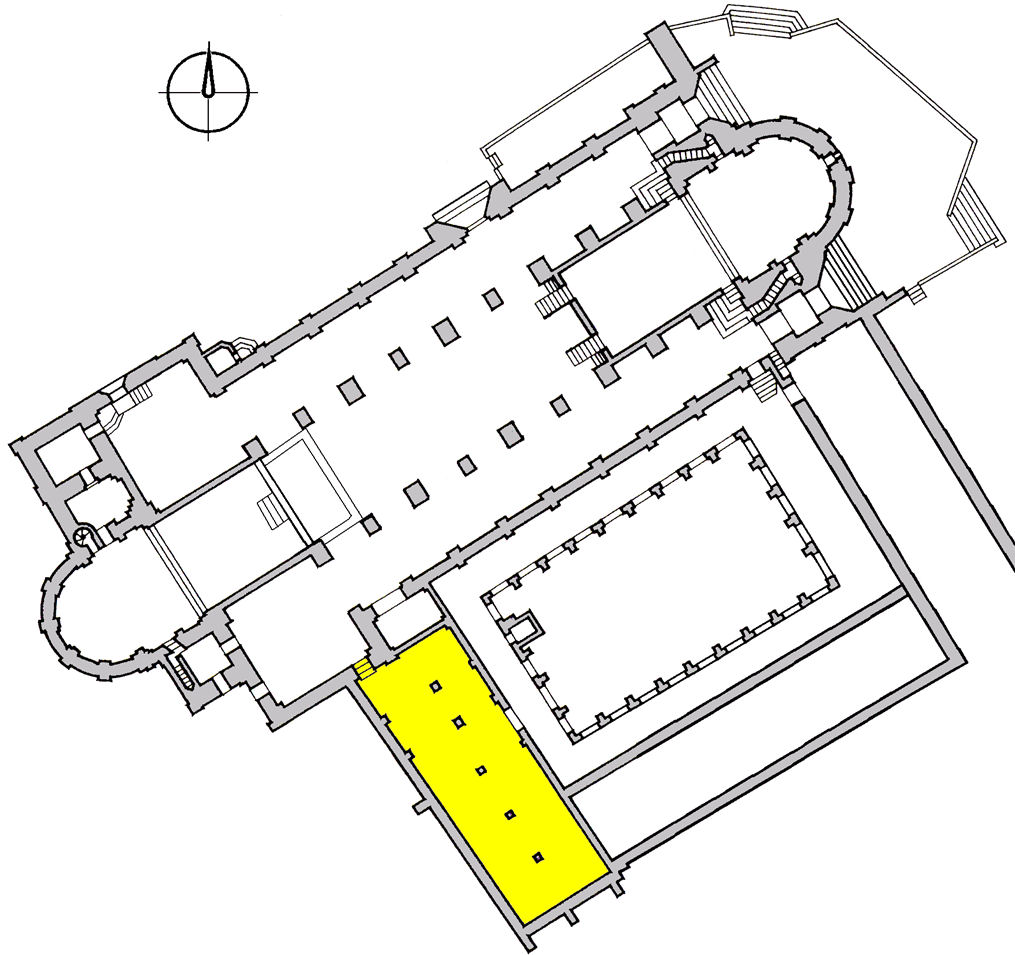
Nagelkapelle

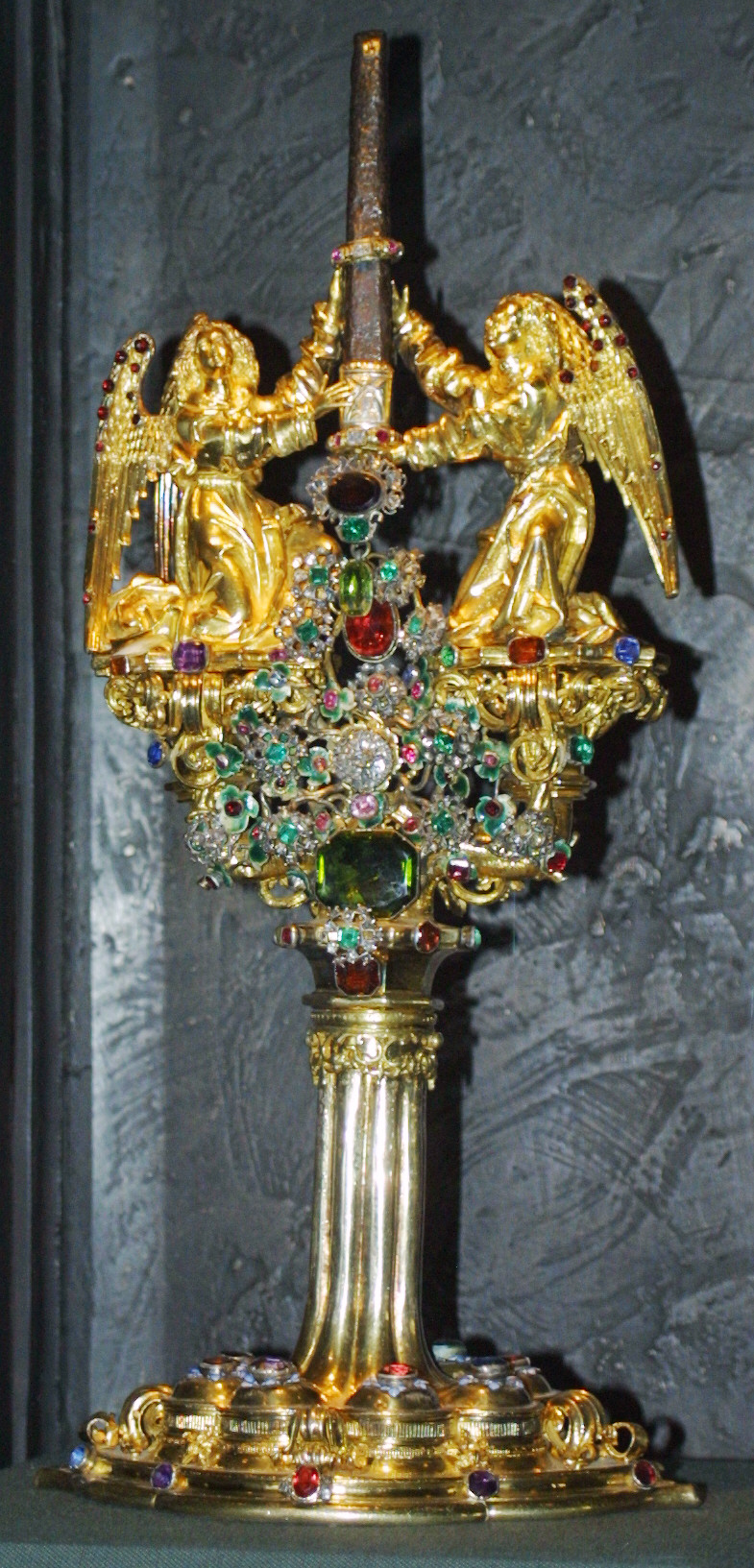
Heiliger Nagel

In der Nagelkapelle wurde ein heiliger Nagel vom Kreuz Jesu gezeigt, eine im Mittelalter äußerst wertvolle Reliquie. Seit dieser Zeit ist auch die Bezeichnung Nagelkapelle üblich. Dieser Nagel wurde im 18. Jahrhundert so stark verehrt, dass man ihn am Kreuzaltar in der Sepultur des Domkapitels zeigte, um die Gottesdienste im Dom nicht zu stören. Er gehört zu den so genannten Christusreliquien, Gegenständen, die mit Leib und Blut Christi in Berührung gekommen sind. Der elf Zentimeter lange heilige Nagel, dessen Kopf und Spitze abgebrochen sind, wurde bereits im Jahr 1390 in einer Rechnung erwähnt und ist seit dieser Zeit im Bamberger Domschatz nachweisbar. Er wird in einer Reliquienmonstranz ausgestellt und gehört neben drei großen Partikeln vom Kreuz Christi, zwei Dornen seiner Dornenkrone sowie der Tafel, die Pontius Pilatus über dem Haupt Christi anbringen ließ, zu den Heiltümern, die der Überlieferung nach die Mutter Kaiser Konstantins, die heilige Helena, in Jerusalem aufgefunden hatte. Zu den Wundern, die der heilige Nagel bewirkt haben soll, berichtet ein Mirakelbuch des Domkapitels für das Jahr 1652, dass ein blind geborener Bauernsohn nach der Berührung mit der Nagelreliquie sehend geworden sei.
Die Nagelkapelle wurde im Stil eines zisterziensischen Kapitelsaales noch vor der Mitte des 13. Jahrhunderts errichtet und diente dem Domkapitel als Grablege und bis etwa 1350 als Versammlungsraum. Die Bronzegrabplatten bedeckten immer mehr den Fußboden, bis sie schließlich im Jahr 1762 an den Wänden aufgestellt wurden. Sie zeigen das Abbild des Verstorbenen und eine Umschrift. Weil viele Domherren nur die Weihe zum Diakon erhalten hatten, halten sie im Gegensatz zu Priestern keinen Abendmahlskelch, sondern ein Buch in ihren Händen.
Zur spätmittelalterlichen Ausstattung der Nagelkapelle gehört auch der Bartholomäus- beziehungsweise Apostelabschiedsaltar, dessen Retabel zeigt, wie die Apostel, bevor sie in alle Welt zogen, noch einmal zusammenkamen und ihre letzten Reisevorbereitungen trafen. Auf den seitlichen Tafeln verabschieden sich einige Apostel, während andere schon im Gehen begriffen sind. Ein anderer Apostel wird gezeigt, wie er aus seiner Feldflasche trinkt.
Die Nagelkapelle dient seit der Restaurierung der 1990er Jahre als Kapelle für Werktagsgottesdienste und zum stillen Gebet. Deshalb ist sie auch nicht für Besichtigungen zugänglich.

#### Sakramentskapelle

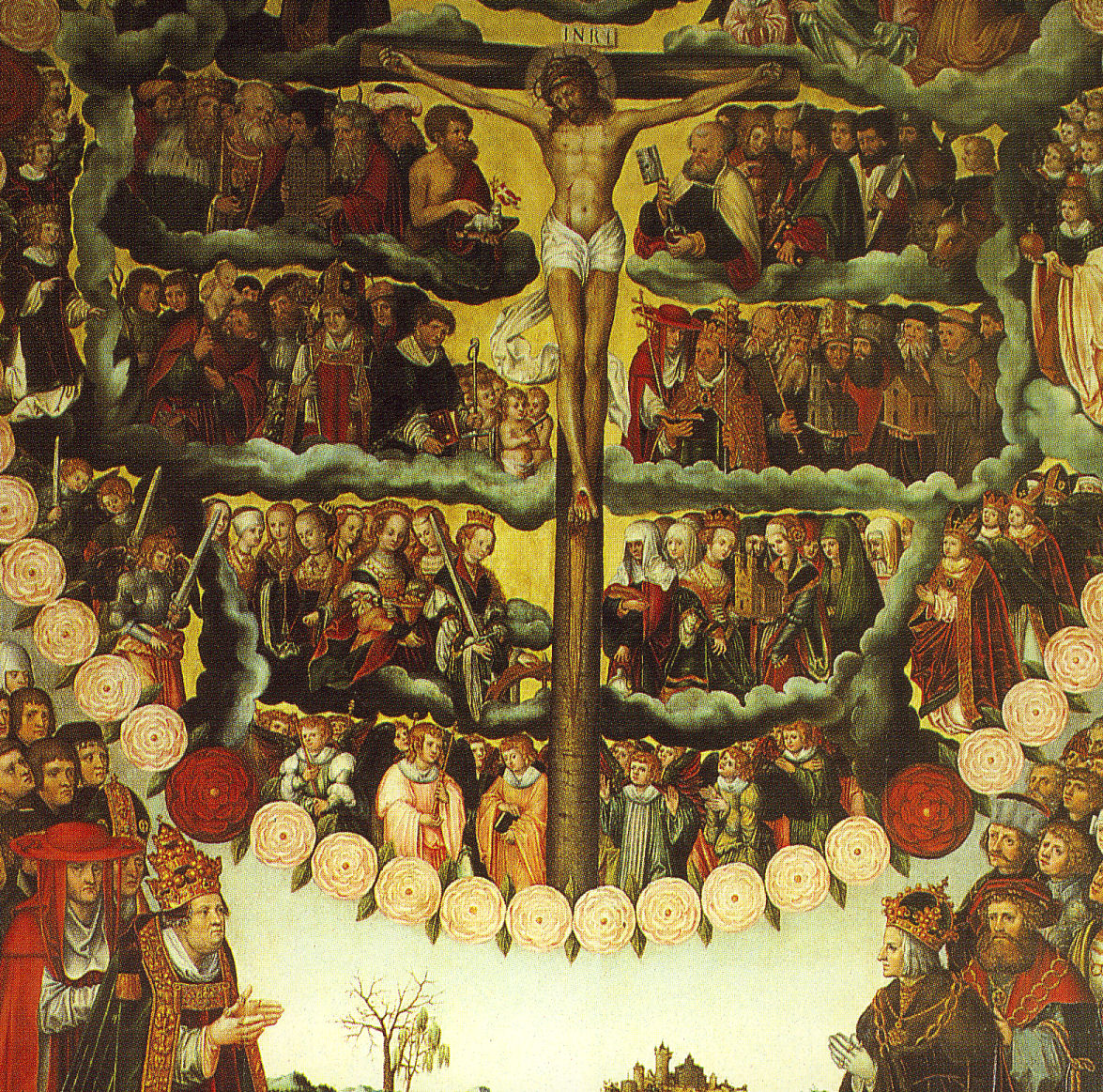
Tafelbild in der Sakramentskapelle (Ausschnitt)

Die kleine Nebenkapelle im südlichen Seitenschiff erhielt ihre Funktion als Sakramentskapelle 1974 im Zuge der liturgischen Neuordnung nach dem Zweiten Vatikanischen Konzil. Seitdem werden die geweihten Hostien hier im Tabernakel aufbewahrt.
Die Sakramentskapelle ist ein Relikt aus der Bauzeit des Doms und ist eigentlich nur die Überbauung eines Winkels. In dieser Kapelle wurde ursprünglich die heilige Gertrud von Nivelles verehrt. Dieses Patrozinium wurde später um den heiligen Johannes Nepomuk und den Evangelisten Johannes erweitert. Über dem Tabernakel ist ein Rosenkranzgemälde angebracht, das Lucas Cranach den Älteren zugeschrieben wurde und um das Jahr 1520 entstand. Es ist eines der wenigen Kunstwerke im Dom, die aus der Zeit vor der Purifizierung erhalten geblieben sind, und stammte vom ehemaligen Mauritiusaltar. Das Bild ist wie ein großes Rundfenster gestaltet, durch das sich der Blick zum Himmel öffnet. Um die Dreifaltigkeit sind symbolisch alle Heiligen in einer hierarchischen Ordnung dargestellt:
1. Reihe: Apostel, Patriarchen, Propheten,
2. Reihe: heilige Männer,
3. Reihe: heilige Frauen.
Das Tafelbild zeigt in einer Anspielung auf den Rosenkranz, von fünfzig weißen und fünf roten Rosenblüten umgeben, Christus am Kreuz, darüber die Taube des Heiligen Geistes und Gottvater. Neben Gottvater kniet auf einer Seite die Gottesmutter Maria, auf der anderen Seite kommt ein Engelchor. Am unteren Bildrand stehen links die geistlichen Stände, angeführt vom Papst, rechts die weltlichen Stände, angeführt vom Kaiser. Der Papst könnte Leo X. sein, der Kaiser Maximilian I.

#### Kreuzgang

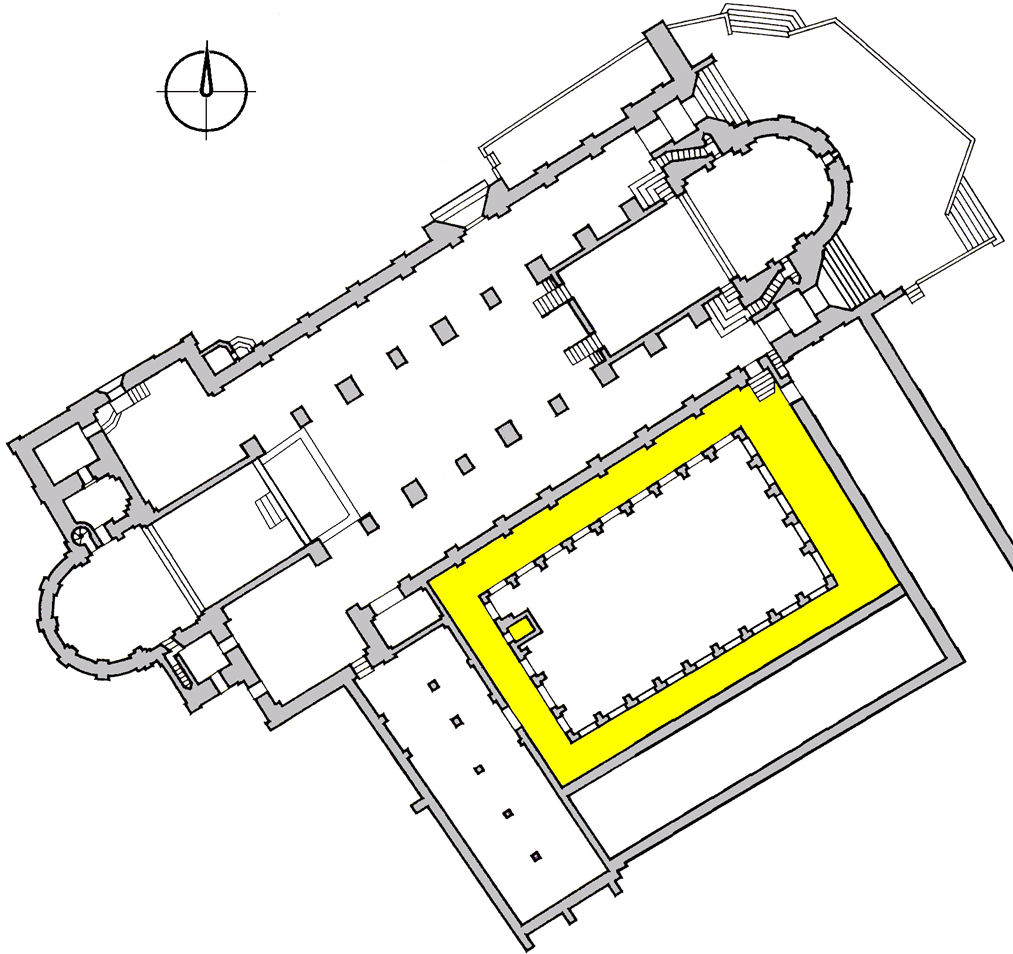
Kreuzgang

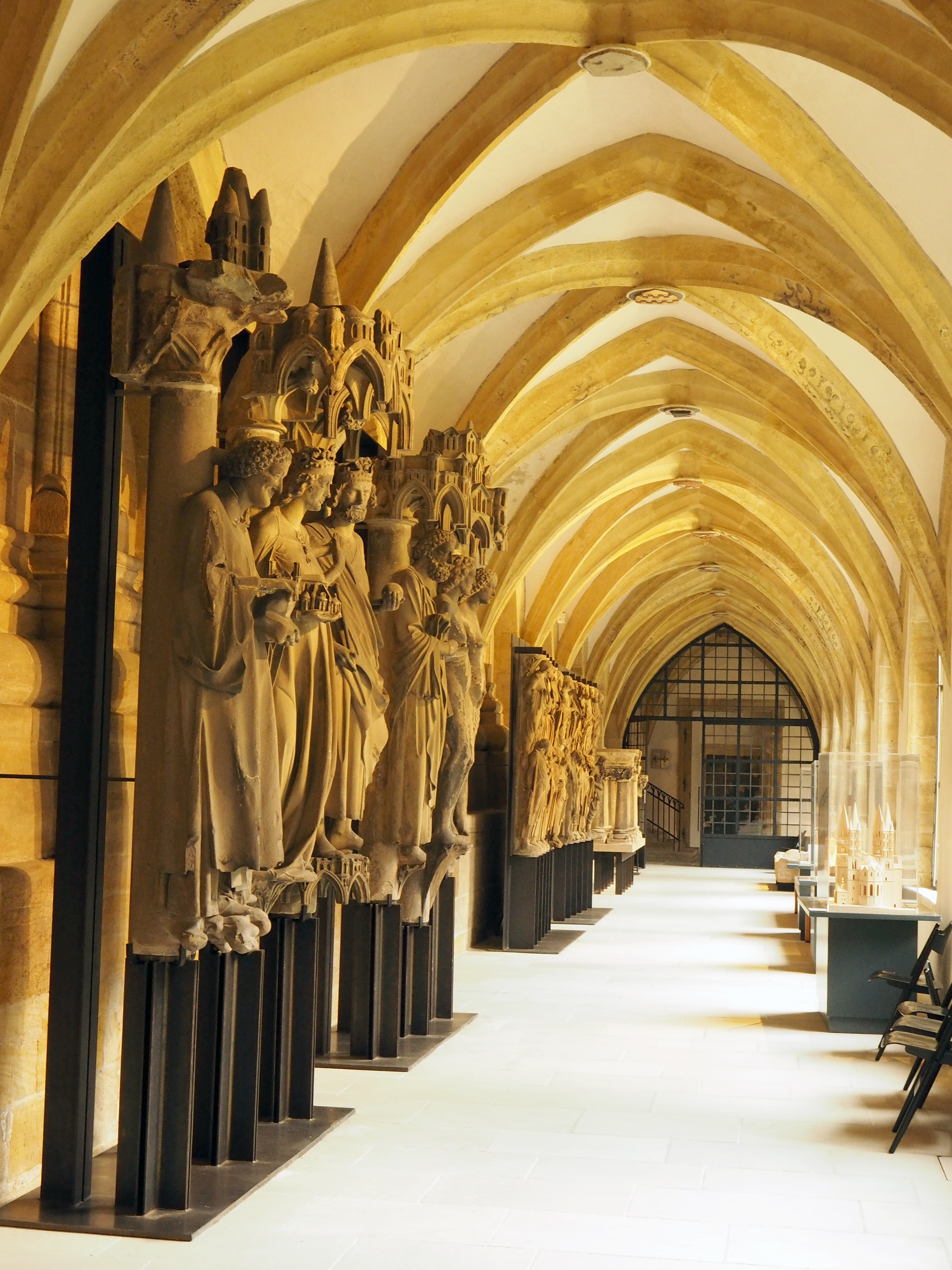
Der Kreuzgang

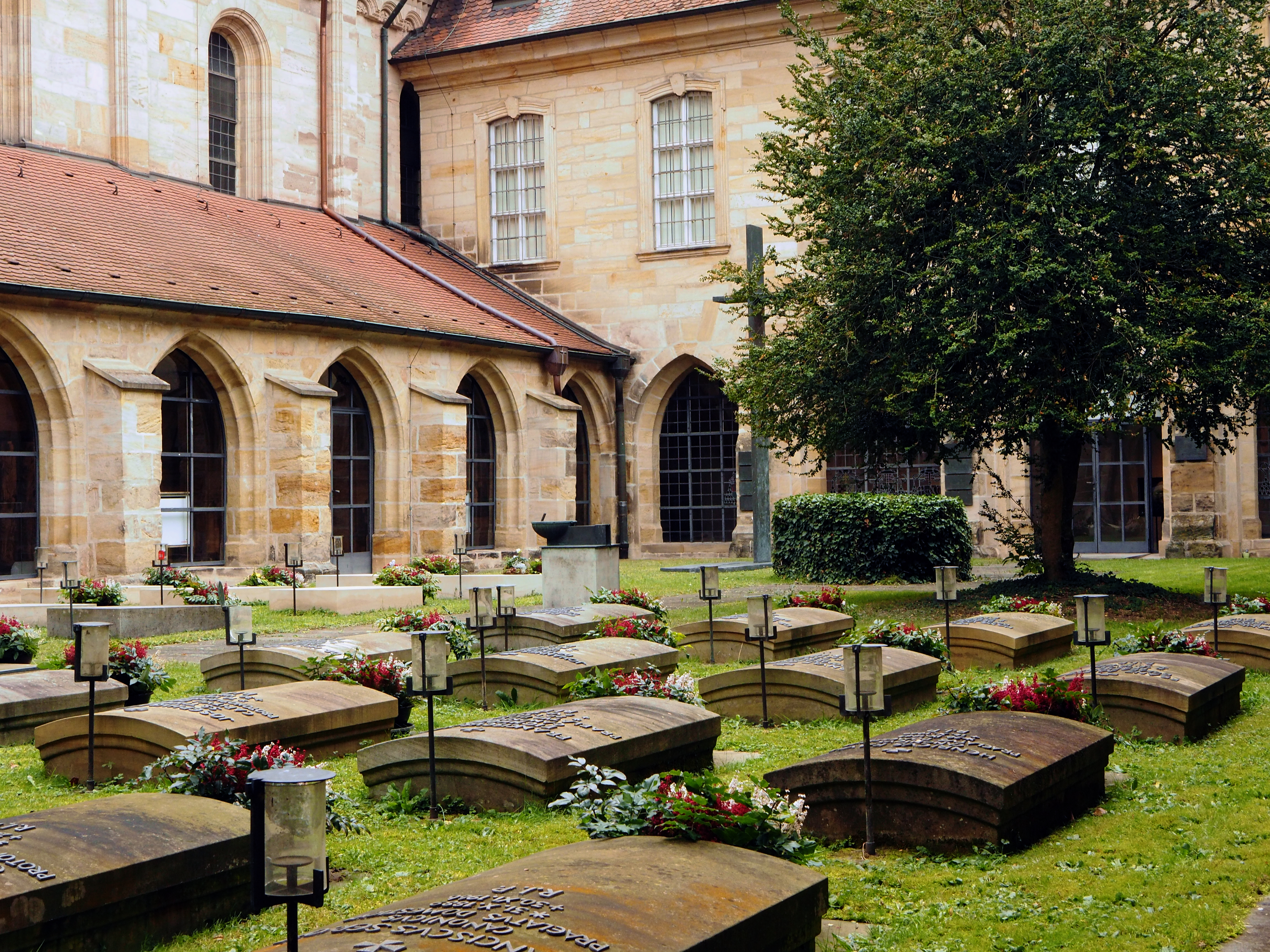
Der Innenhof mit dem Kreuzgang

Der Name Kreuzgang leitet sich von den Kreuz-Prozessionen ab, die hier abgehalten wurden. Im Kreuzgang und in einigen Räumen des Kapitelhauses wurde in den Jahren 1966 und 1970 das Diözesanmuseum Bamberg eingerichtet.
Die Andreaskapelle ist den Heiligen Andreas, Wenzel und Sigismund geweiht. Letztere sind Heilige, die auch in Prag verehrt werden, und zeigen die Verbundenheit mit dieser Stadt auf.
Die Abgelegenheit der Andreaskapelle führte dazu, dass die Fenster während der Barockisierung nicht ausgewechselt wurden, wodurch das Glasfenster aus dem 15. Jahrhundert unversehrt erhalten blieb. Diese Kapelle ist über einen kleinen Treppenhausanbau untergebracht und aus konservatorischen Gründen nicht allgemein zugänglich. Sie ist mit folgenden Motiven ausgemalt:
- Evangelisten

1. Matthäus (Mensch mit Flügeln. Das Matthäusevangelium beginnt mit dem Stammbaum Jesu.)
2. Markus (Löwe. Das Markusevangelium beginnt mit Johannes dem Täufer, dem Rufer in der Wüste, deshalb der Löwe, dessen Ruf in der Wüste erschallt.)
3. Lukas (Stier. Das Lukasevangelium beginnt am Jerusalemer Tempel, mit dem der Stier als Opfertier verbunden wird.)
4. Johannes (Adler. Das Johannesevangelium beginnt mit den Worten „Im Anfang war das Wort und das Wort war bei Gott“ (Joh 1,1), der Adler galt als das Tier, das am höchsten fliegt und Gott am nächsten ist.)

- Kirchenväter

1. Hieronymus (Löwe. Eine Legende erzählt, dass ein hinkender Löwe die Mönche in die Flucht jagte, Hieronymus aber ihm einen Dorn aus der Tatze zog, worauf der Löwe als Haustier blieb.)
2. Augustinus (Knabe mit Löffel. Eine Legende erzählt, dass Augustinus ein Kind beobachtete, das mit einem Löffel Wasser aus dem Meer schöpfte. Als er sich verwundert nach dem Sinn dieser Handlung erkundigte, antwortete das Kind: „Ich tue das gleiche wie Du: Du willst die Unergründlichkeit Gottes mit deinen Gedanken, ich das Meer mit einem Löffel ausschöpfen!“)
3. Ambrosius (Geißel. Er vertrieb mit einer Geißel die Arianer aus Mailand.)
4. Gregor der Große (Papstkreuz)

## Sonstiges
Durch die Gräber von Heinrich und Kunigunde entwickelte sich der Dom im Mittelalter zu einem Wallfahrtszentrum. Im Spätmittelalter stand Bamberg mit Trier oder Aachen auf einer Stufe als großer deutscher Wallfahrtsort. Höhepunkt der Reliquienverehrung war die alle sieben Jahre stattfindende Große Heiltumsweisung, zu der auch die Reliquien anderer Bamberger Kirchen in den Dom gebracht wurden und auf dem Domplatz der versammelten Menge gezeigt wurden. Durch die Reformation ließ auch im katholischen Bamberg das Interesse an den Reliquien nach, doch mit der Gegenreformation lebte die Reliquienverehrung wieder auf.
Bis zum Jahr 1805 gab es im Dom zwei von Domvikaren versehene Pfarreien, nämlich die Chorpfarrei für die Geistlichen des Domstifts und die Sankt-Veits-Pfarrei für die weltlichen Bewohner der Domburg. Zeichen für den Dom als Pfarrkirche sind die Taufstelle in der Krypta und die Beichtstühle. In der Barockzeit gab es keine Beichtstühle im Dom, weil der Dom keine Kirche für die Volksseelsorge war.
Diese (Haupt)-Funktion des Doms als Kirche wird von vielen Besuchern des Doms nicht genügend gewürdigt. In einem Zeitungsbericht zum 750. Domjubiläum im Jahr 1987 beschreibt der damalige Bamberger Weihbischof Werner Radspieler, welche Formen der Tourismus im Bamberger Dom annehmen kann:

„Es ist ein hoher Feiertag. Festlicher Gottesdienst. Die Orgel verstummt, denn das Evangelium wird verkündet, Und dann die Predigt. Der Dom ist voll, die Gläubigen hören zu und denken nach – man wird zum meditierenden Christen. Ich als Prediger versuche mich zu konzentrieren und mich innerlich auf meine Zuhörer einzustellen, die zum Heiligtum gekommen sind. Aber dann erschrecke ich sehr – mit meiner Sammlung ist es fast vorbei. Denn ich habe ja die Marien- und Adamspforte im Blick. Ich muß als erster die unvermeidliche Invasion bemerken – meine Zuhörer werden sich erst nach einer Minute umdrehen. Die Touristen kommen! Mit halb-frommen Mienen schieben sie sich nach vorne, nicht sehr schnell, aber doch zielstrebig. ‚Wo ist er denn, der Bamberger Reiter?‘ – ‚Und was ist das für ein Kasten? Ja, sieh mal, das ist ein Beichtstuhl!‘ ‚Da sitzt ja sogar ein Pfarrer drin – wie originell!‘ Und dann das unvermeidliche Blitzlicht und auch die klappernden Schuhe von stöckelnden Damen. Vorne am Altar ist es am schönsten und am feierlichsten – und der Prediger ist gut im Bild: Und so werde ich also gnadenlos zum Urlaubsdia. Das ist Realität, lieber Leser. Kein Wort ist übertrieben. Wollen Sie es miterleben? Dann kommen Sie in den Dom – möglichst an einem Sonntag in der Urlaubszeit.“

### Dombauhütte
An der Spitze der mittelalterlichen Dombauhütte stand der Werkmeister (magister operis) als Architekt und verantwortlicher Leiter der gesamten Baustelle.
Als der Bamberger Dom 1803 in staatliche Hände fiel, musste der Staat auch die Pflege und Ausbesserung der Bausubstanz übernehmen. Da bei vielen Vorhaben staatliche und kirchliche Befugnisse ineinander greifen, wurde im Jahr 1929 eine Dombauhütte gegründet, die alle Sanierungsmaßnahmen durchzuführen hat und von einem Angestellten des Hochbauamts geleitet wird. Die Handwerker sind Arbeitnehmer eines privaten Bau- und Steinmetzbetriebs und haben für die Beseitigung von Witterungsschäden zu sorgen. Am meisten Arbeit fällt an den Türmen an, von denen fast ständig jeweils einer eingerüstet ist.
Die Personalstärke der Dombauhütte schwankt zwischen 14 und 18 Beschäftigten, die rund vierzig Jahre damit beschäftigt sind, den Dom zu renovieren. Wenn sie damit fertig sind, beginnt die Arbeit von Neuem:

„Wer den Bamberger Dom umrunden will, braucht dazu keine halbe Stunde: Vom Domplatz durch die Domgasse, über Torschuster und Matern zum Knöcklein, dann bergab durch den Domgrundweg zum Hinteren und Vorderen Bach, von hier aus wieder hinauf zum Domplatz – geschlossen ist die Runde. Die Dombauhütte braucht für eine Runde wesentlich länger. Die erste dauerte genau 40 (vierzig) Jahre. Und von der bereits begonnenen zweiten nimmt man an, daß sie im Jahre 2007, wenn Bamberg die 1000-Jahr-Feier seiner Bistumsgründung begehen wird, noch nicht zu Ende ist. Merke: Mit der Stoppuhr ist die Leistung der Dombauhütte nicht zu messen.“

Probleme machen der Dombauhütte die unterschiedlichen Sandsteinsorten, die am Dom verwendet wurden, denn am Dom sind alle gängigen Sandsteine des Bamberger Umlandes verbaut worden. Der härteste Sandstein kam aus dem Michelsberger Wald und dem Gebiet des Kreuzbergs. Dabei handelt es sich um Rhätsandstein mit kiesigem Material. Der weichste verwendete Stein ist Schilfsandstein oder
Grüner Mainsandstein aus Sand am Main und Zeil am Main, der einen Quarzanteil von lediglich 40 bis 50 Prozent hat. Der Schilfsandstein wurde für die Ornamentik und für die großen Figuren verwendet. Die Verwitterung tritt aber nur in Verbindung mit Feuchtigkeit ein. So ist auch der Bamberger Reiter 750 Jahre lang völlig unversehrt erhalten geblieben, während die Figuren im Außenbereich schwerste Schäden aufweisen.
Verschlimmert wurde die Situation durch falsche Schutzmaßnahmen zum Beispiel am Fürstenportal. Dort wurden im Jahr 1953 mehrere Propheten-Apostel-Doppelfiguren zur Konservierung mit Kalksinterwasser bestrichen. Die Anreicherung des Schilfsandsteins mit Kalzium führte zur Reaktion der Kalzium-Ionen mit dem Sulfatgehalt eindringender Feuchtigkeit des sauren Regens zu Gips. Im Jahr 1973 wurde mit Kieselsäureester ein neuer Versuch zur Steinkonservierung unternommen.

### Domchor

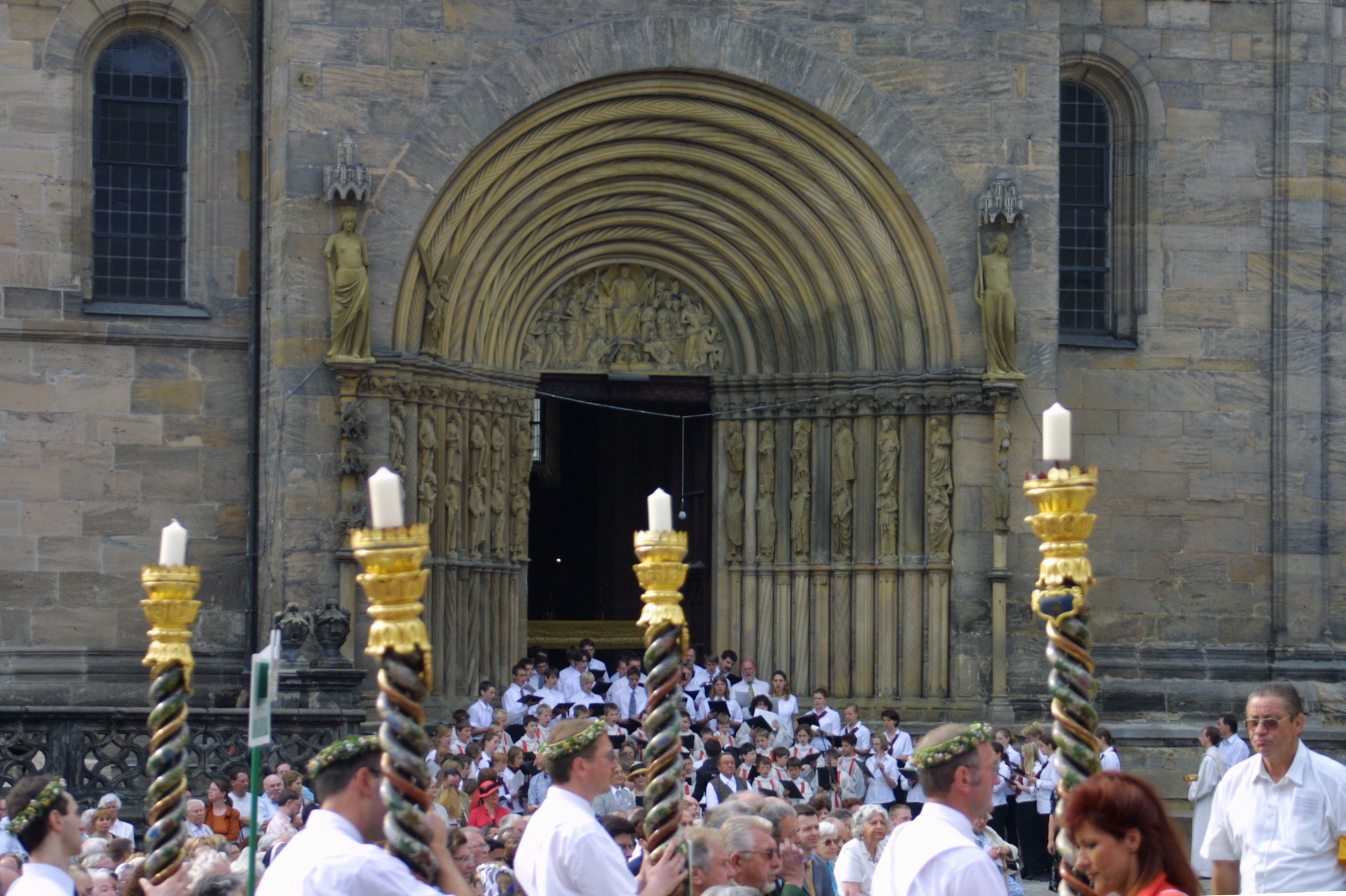
Domchor vor dem Fürstenportal bei der Fronleichnamsprozession

Der Bamberger Domchor hat eine Tradition, die bis ins Mittelalter reicht. Der erste bekannte Auftritt war beim Besuch von Papst Benedikt VIII. am 14. April 1020 und bei der Rückkehr Bischof Ottos von seiner Missionsreise nach Pommern am 29. März 1125. Institutionalisiert wurde er in den Jahren 1192 und 1256, als der Bamberger Bischof Heinrich I. eine Kantorei stiftete, sie mit der Kaplanei in Amlingstadt verband und so mit Einkünften ausstattete. Außerdem wurde ein Mitglied des Domkapitels als Kantor berufen. Hauptsächlich wurde Gregorianischer Gesang gepflegt.
Der Bamberger Domchor ist – wie die Regensburger Domspatzen – ein klassischer Knabenchor. Hauptaufgabe des Chors ist musikalische Gestaltung feierlicher Gottesdienste. An hohen Festen des Kirchenjahres tritt er gemeinsam mit Musikern der Bamberger Symphoniker auf. Darüber hinaus geht der Domchor jährlich auf Konzerttourneen, die ihn bis nach Übersee führen. Unter der Leitung von Domkapellmeister Werner Pees (1995–2021) hatte der Domchor 80 Sänger, die erst nach einer ein- bis zweijährigen Vorbereitungsphase aufgenommen werden (Vorchor ca. 30 Knaben). 1989 gründete Pees neben dem traditionellen Knabenchor die Mädchenkantorei mit 140 Sängerinnen im Alter zwischen 8 und 19 Jahren. Die 1995 gegründete Domkantorei (60 Personen) setzt sich überwiegend aus ehemaligen Sängerinnen und Sängern des Domchors und der Mädchenkantorei zusammen.

### Umgebung des Doms

#### Domkranz

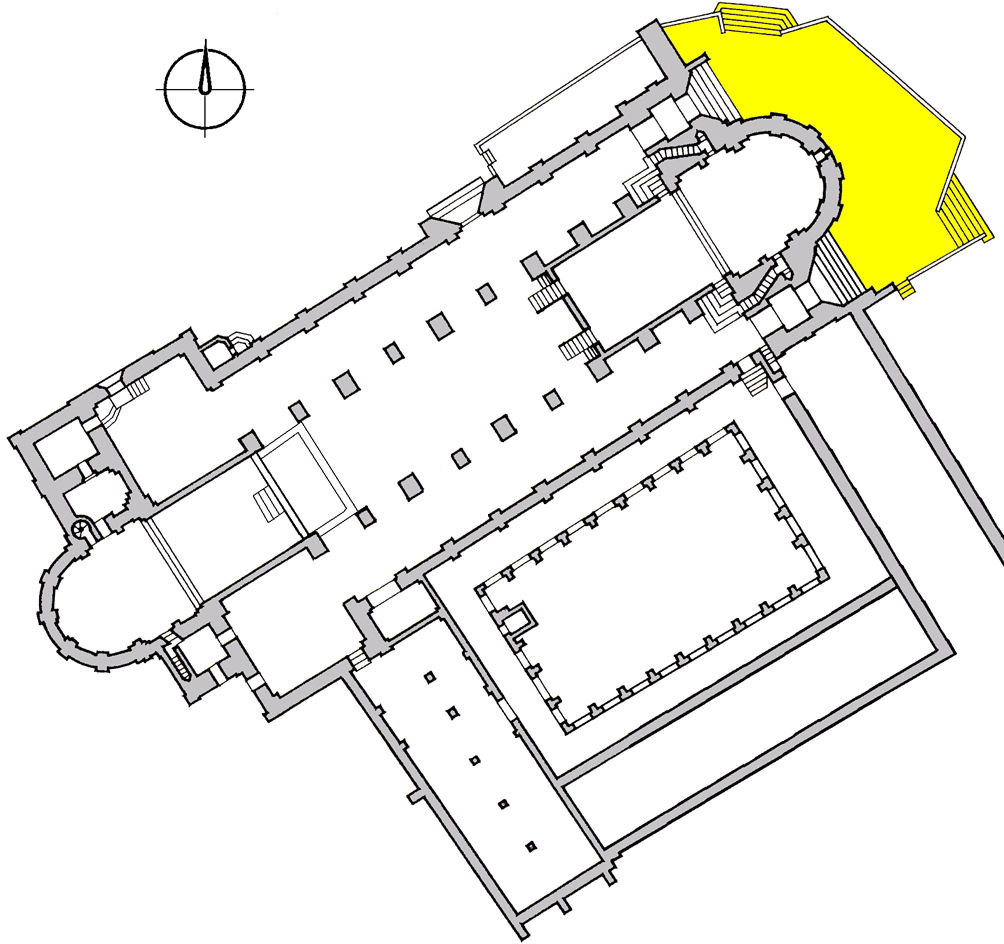
Domkranz

Der Domkranz ist eine über zwei breite Treppen zugängliche hoch gelegene Terrasse, die nicht zur ursprünglichen Domanlage gehörte und erst in den Jahren 1508 bis 1511 gebaut wurde. Der unregelmäßige Grundriss des Domkranzes lässt Rückschlüsse auf ein Bauwerk zu, das heute nicht mehr vorhanden ist. Ein steinernes Lesepult an der Balustrade zum Domplatz lässt auf die Benutzung dieses Emporen ähnlichen Vorplatzes für liturgische Handlungen und als Schaubühne bei den großen Bamberger Reliquienweisungen schließen.
In den Jahren 2013 und 2014 führte die Universität Bamberg archäologische Ausgrabungen im Bereich des Domkranzes durch, bei denen unter anderem mittelalterliche Friedhofshorizonte des 10./11.–14. Jahrhunderts sowie diverse bislang unbekannte Baubefunde dokumentiert werden konnten.
Auf dem Domkranz befinden sich außerdem die beiden Domkröten und die zwei östlichen Zugänge zum Dom, nämlich Adamspforte und Gnadenpforte.

#### Diözesanmuseum
Direkt an den Kreuzgang des Bamberger Doms schließt sich das Diözesanmuseum an. Es wurde 1966 in den Räumen des Kapitelhauses eröffnet und besitzt mit dem Domschatz und seinen hochmittelalterlichen Sakralgewändern eine Sammlung von kulturgeschichtlicher Bedeutung. Zu den wichtigsten Exponaten gehören:
Ornat von Papst Clemens II.
Grabtuch des Bischofs Gunther aus der Zeit zwischen 1050 und 1060
goldgestickte Mäntel von Kaiser Heinrich und Kaiserin Kunigunde
Ostensorien (Schaugeräte mit Reliquien)

#### Kapitelhaus

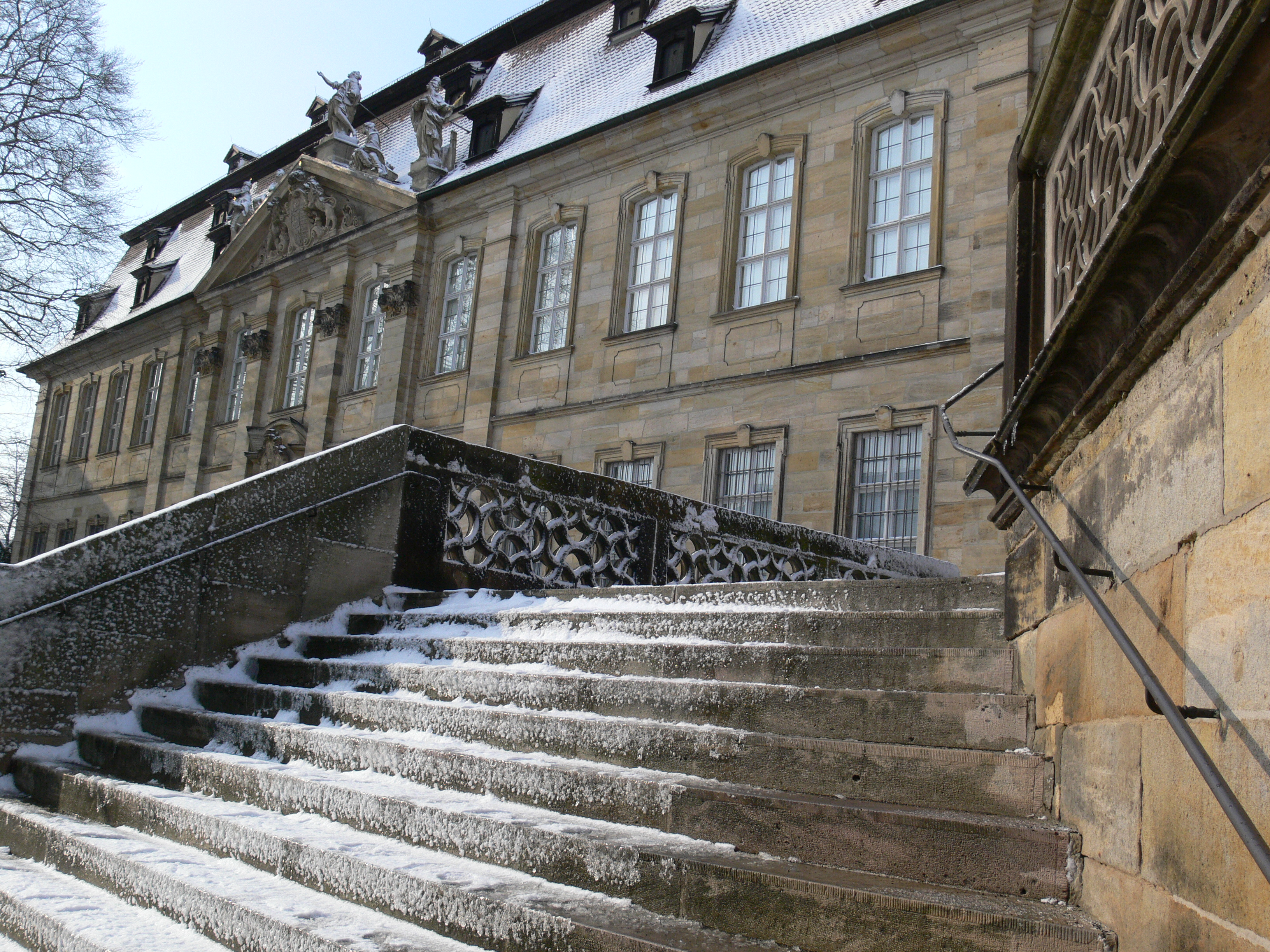
Domkranz und Kapitelhaus

Seit dem Mittelalter gehören zu den Kathedralen Priestergemeinschaften, die als Domkapitel das Chorgebet und den Gottesdienst im Dom versahen sowie in der Verwaltung der jeweiligen Diözese tätig waren. Die Domherren lebten ursprünglich in klosterähnlicher Gemeinschaft nach strengen Regeln. Da diese Regeln bei den täglichen Zusammenkünften in Kapiteln vorgelesen wurde, bürgerte sich als Bezeichnung für die Gemeinschaft der Domherren der Name Domkapitel ein.
Im alten Bistum Bamberg mussten die 34 Domherren nach dem Statut von 1398 adelig sein. Das Domkloster befand sich offenbar südlich der Kathedrale und bestand aus verschiedenen um einen Kreuzgang angeordneten Gebäuden. Die gemeinsame Wohnung des Domkapitels löste sich schon ab dem 12. Jahrhundert auf. Das gemeinschaftliche Vermögen wurde aufgeteilt. Damit verfügte jeder Domherr über ein eigenes Einkommen. Dann entband man Domherren der gemeinsamen Wohnpflicht, worauf sie im Areal des Dombergs eigene Domherrenhöfe bezogen.
Das Domkapitel ist ein Priesterkollegium, das zwei Aufgaben zu erfüllen hat: Es ist eine Gebetsgemeinschaft, die für den täglichen Gottesdienst verantwortlich ist und daneben den Bischof bei der Verwaltung und Leitung der Diözese unterstützt. Es ist eine selbstständige Gemeinschaft von Geistlichen, die zunehmend eigene Rechte gegenüber dem Bischof erlangte. In einer Kathedrale ist das Chorgestühl das sichtbare Zeichen für das Wirken des Domkapitels. Hier hat jedes Mitglied seinen Chorplatz, der vergleichbar ist mit dem Platz des Bischofs, der Kathedra. Im Bamberger Dom gibt es zwei Chorgestühle, jeweils eines im Ost- und im Westchor. Das Gestühl soll die notwendige Ordnung für das wechselseitige Beten des Chorgebetes bieten.
Ein Neubau des Domkapitelhauses wurde notwendig, weil gegen Ende des 17. Jahrhunderts das Kapitelhaus den gewachsenen Ansprüchen an Repräsentation nicht mehr genügte. Allerdings war die Finanzierungsfrage lange ungeklärt. Erst als ein Domherr testamentarisch den Betrag von 12.000 Rheinischen Gulden gestiftet hatte, beauftragte das Domkapitel Balthasar Neumann mit der Planung. Das Domkapitelhaus gehört zu den weniger bekannten Bauten des renommierten Barockbaumeisters. Der Zugang über das Hauptportal hatte wohl keine große Bedeutung, denn von hier wurden hauptsächlich die im Erdgeschoss eingerichtete Domschule sowie Verwaltungsräume erschlossen.

#### Domplatz

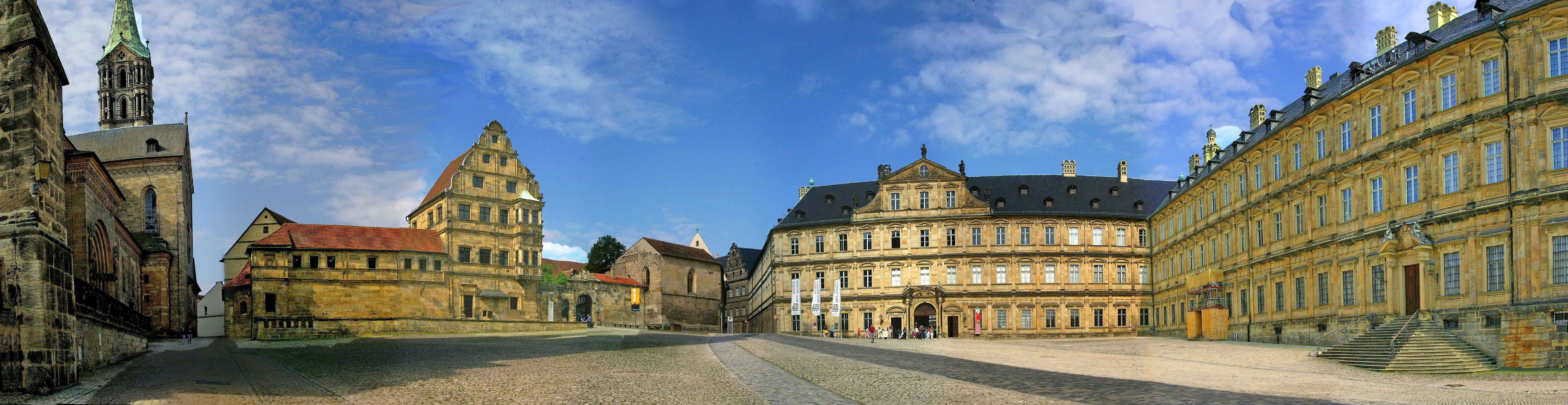
Domplatz mit Dom, Alter Hofhaltung und Neuer Residenz

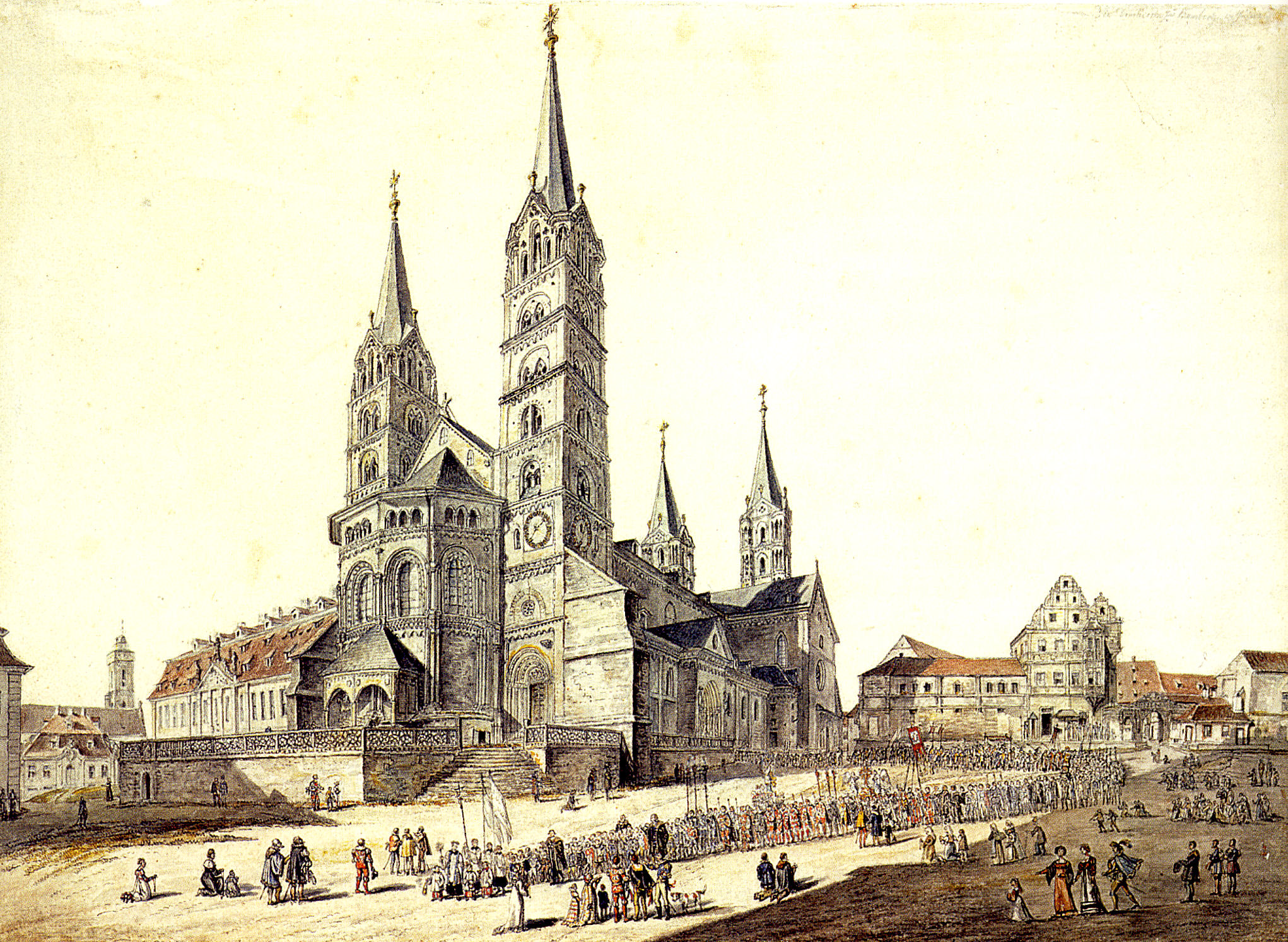
Dom, Teil des Domplatzes und Alte Hofhaltung (1819)

Am Domplatz stehen die Renaissance-Bauten der Alten Hofhaltung und das Barock-Ensemble der Neuen Residenz. Dadurch hat man mit den romanischen und gotischen Bauteilen des Doms den Blick auf vier Stilepochen der Kunst gleichzeitig.
Das Gefälle des Platzes ergab sich erst als Folge der Niveauabsenkung des Domplatzes in den Jahren 1777 und 1778, die Treppenstufen zu den Portalen erforderlich machten. Diese Niveauabsenkung war erforderlich, um einen direkten Zugang zur Bamberger Innenstadt zu schaffen. Vorher war das Tor am so genannten „Torschuster“ der einzige Zugang zum Domberg. Für die zwei neuen Zufahrten von Osten mussten zwei Domherrenkurien weichen. An ihrer Stelle bildet seither eine Mauer den Ostabschluss des Domplatzes.
Der Domplatz hieß bis zur Säkularisation Hofplatz oder Burgplatz. Lediglich der kleine Bereich vor dem Kapitelhaus wurde Domplatz genannt. Dann benannten die neuen bayerischen Herrscher das gesamte Areal zu Ehren der damaligen Königin Karoline in Karolinenplatz. Erst nach dem Ende der Monarchie bürgerte sich allmählich die Bezeichnung Domplatz ein und wurde im Jahr 1949 zum amtlichen Namen des Platzes.

### „Das steinerne Buch“
Das steinerne Buch ist ein Schwarz-Weiß-Tonfilm aus den Jahren 1937/38, der unter der Regie von Walter Hege gedreht wurde und den Bamberger Dom zum Gegenstand hat. Er erzählt von einem Zimmermann und einem Studenten, die nach Bamberg gereist sind, um den Dom zu besichtigen, und beginnt mit dem Weg durch das nächtliche Bamberg. An der Adamspforte treffen die beiden den Küster des Doms, der ihnen fachkundig die Architektur im Schein seiner Laterne erklärt.
Der Film bedient die völkische Ideologie des Nationalsozialismus. So stehen die Skulpturen des Doms nicht für historische Personen, sondern werden zum Bild des „Deutschen“ stilisiert. Der Kommentar, den der Küster im Film spricht, verdeutlicht dies bei der Beschreibung des Domreiters:

„In dieser Zeit, da überall Zerfall und Zweitracht herrschten, schuf einer der großen Bildhauer die Gestalt, nach der die Sehnsucht unseres Volkes verlangte, den Reiter.“

Die gleiche Tendenz verfolgt die Rezension des Films im Bamberger Volksblatt vom 20. November 1938:

„Die Sybille, Ecclesia und die Synagoge ziehen vorüber und dann folgt als Schlußapotheose das Bildnis im Dom, das als Sinnbild des königlichen Reiters heute in aller Welt bekannt ist. Ernst und sinnend horcht der Reiter in die Zeit und während die vollen Töne der Kaiserglocke anschwellen, versinkt das Bild des deutschen Mannes; der Film vom Bamberger Kaiserdom ist beendet, das steinerne Buch wieder zugeschlagen.“

### Bamberg Gate

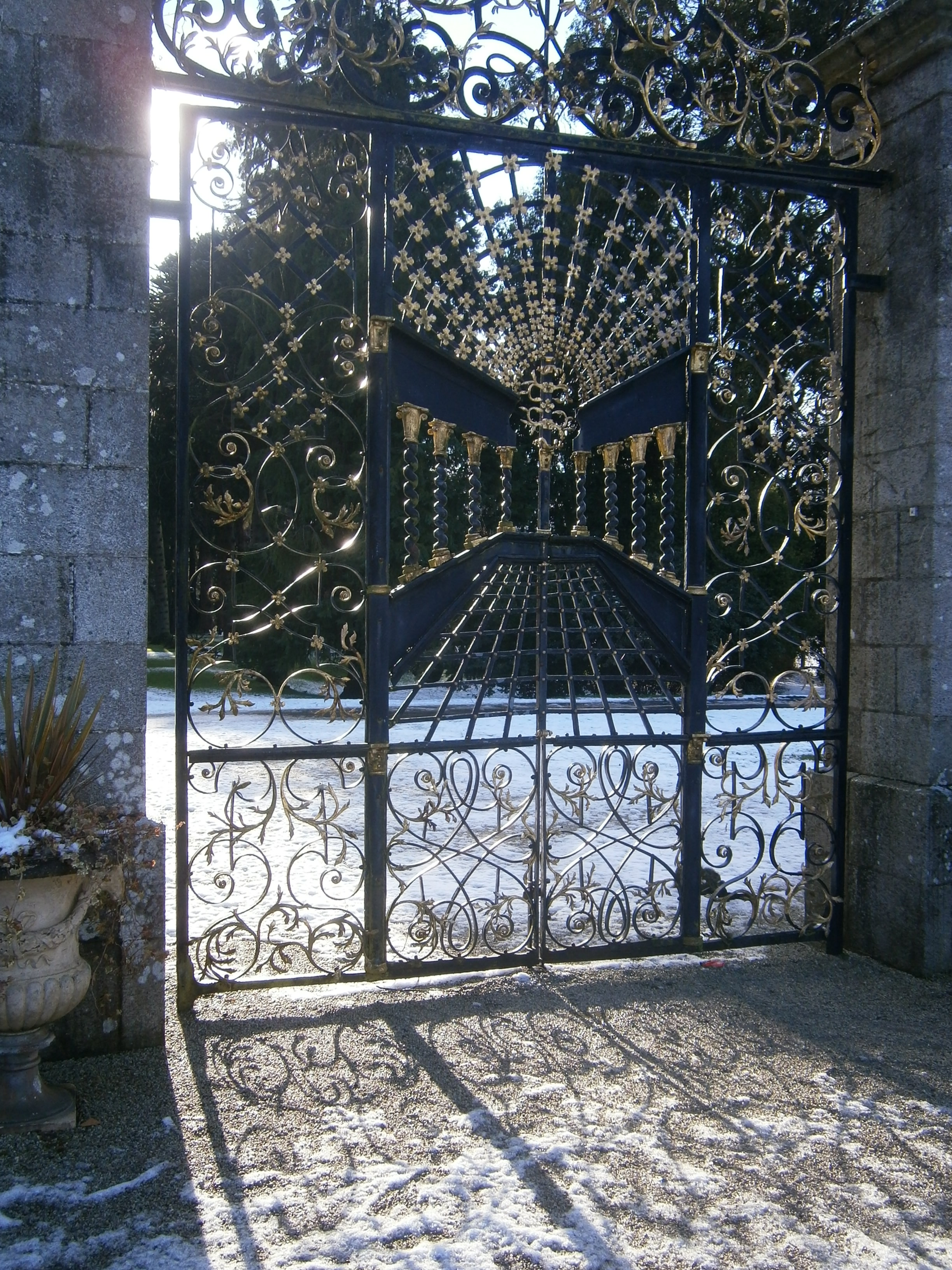
Bamberg-Gate in Powerscourt Gardens

In den südost-irischen Powerscourt Gardens gibt es ein Bamberg-Gate, ein schmiedeeisernes Tor, das aus dem Bamberger Dom stammt und heute das repräsentative Eingangstor zum Garten der Schlossanlage bildet. Dieses Barocktor wurde im Jahr 1770 in Wien hergestellt, dann am Bamberger Dom eingebaut und im Jahr 1850, nach der Purifizierung, vom siebten Viscount of Powerscourt, einem vielgereisten Mann, auf sein Anwesen 20 Kilometer südlich von Dublin gebracht.

### Zitate

#### Fritz Hoffmann
Der Bamberger Kunstmaler Fritz Hoffmann beschrieb seine erste Begegnung mit dem Bamberger Dom folgendermaßen:

„Durch einen Brief von besonderer Tragweite wurde ich 1937 nach Bamberg, in die Stadt, die ich bis dahin optisch noch nicht kannte, zur Ableistung meiner Militärzeit einberufen. Gelesen hatte ich schon vom Bamberger Dom und dem Bamberger Reiter, ohne damals zu wissen, wo dieser Reiter sich befand. Die ‚Lösung‘ ergab sich bei meinem ersten Besuch im Dom. Am Tag der Einberufung, mit der Eisenbahn aus Richtung Würzburg kommend, bei Austritt aus dem Maintal, begann für mich persönlich der ‚Film Bamberg‘ mit der einzigartigen Silhouette dieser Stadt. Inmitten dieses flächigen Umrißbildes, alle Gebäude der näheren Umgebung majestätisch überragend, sah ich erstmals den Bamberger Dom. Dieses einprägende Wahrzeichen im Gesamtbild unserer Stadt hat meinen späteren Lebensweg wesentlich mit beeinflusst.“

#### Robert Bauer-Haderlein

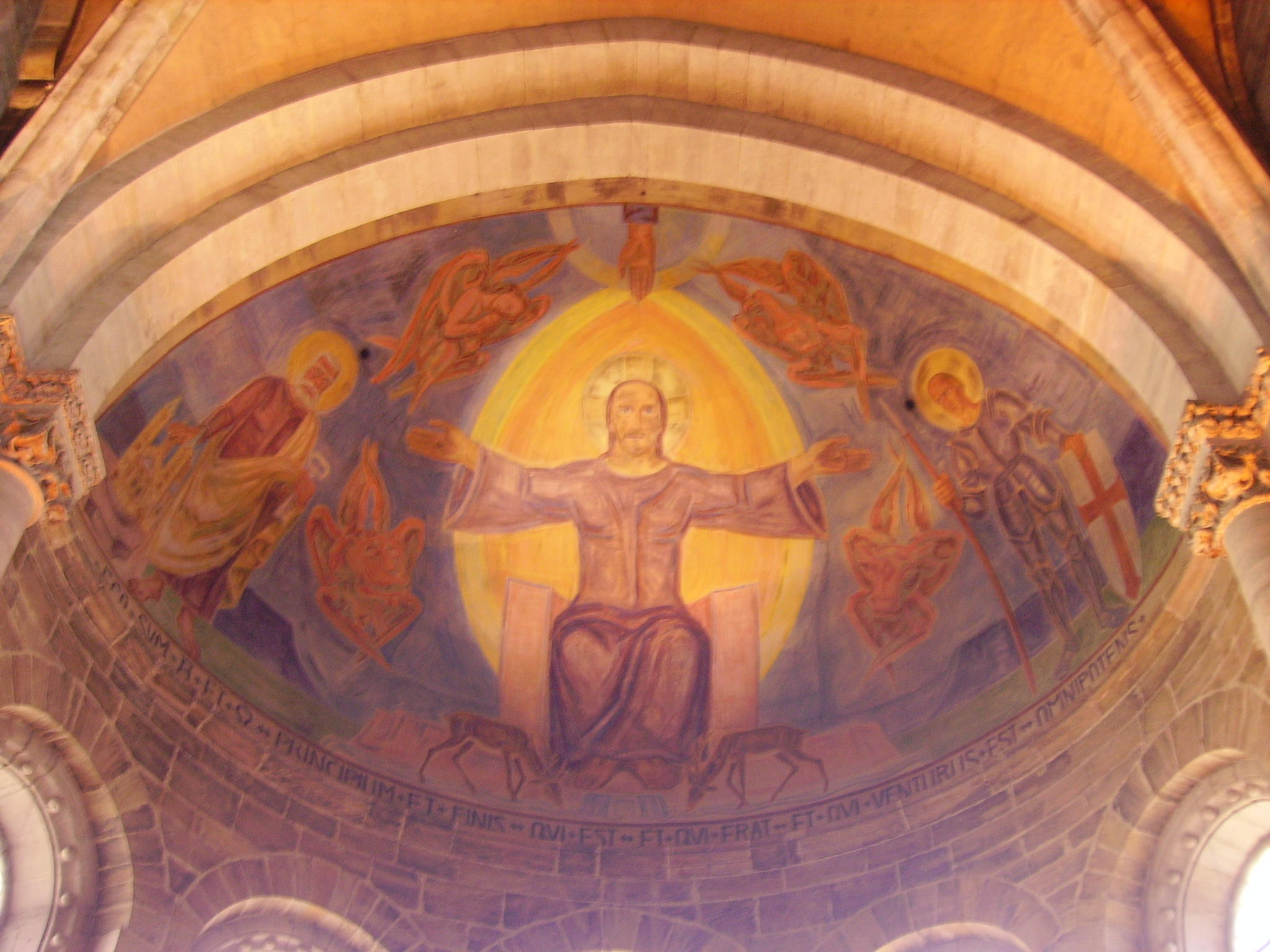
Fresko in der Ostapsis

Der akademische Bildhauer Robert Bauer-Haderlein beschrieb die Bedeutung des Doms für sein Schaffen wie folgt:

„Der Dom ist für mich eine der bedeutendsten Sakralbauten im deutschsprachigen Raum. Seine Skulpturen waren und sind für mich als Bildhauer wegweisend. Besonderen Eindruck machen auf mich die Figuren an den Chorschranken, das Papstgrab, das Kaisergrab und – aus dem 20. Jahrhundert – das Fresko von Karl Caspar in der Ostapsis, das bei seiner Entstehung 1927/28 in Bamberg so große Entrüstung auslöste. Meine persönlichen Erinnerungen mit dem Dom sind untrennbar mit meiner Zeit als begeisterter Domchorsänger verbunden. Höhepunkte waren dabei die Palmsonntage und die Karfreitage mit der Johannes- und Matthäuspassion.“

Robert Bauer-Haderlein ist Preisträger des Kulturpreises der oberfränkischen Wirtschaft (1976)

#### Gerhard C. Krischker
Der Bamberger Mundartdichter Gerhard C. Krischker beschreibt in einem Gedicht über den Dom dessen symbolische Bedeutung für das Bamberger Geistesleben:
„duusdä

aa wann bai uns ka sunna schaind

schdämmä im dom sain schaddn“
Übertragung ins Hochdeutsche:
„Dunkel

auch wenn bei uns keine Sonne scheint

stehen wir im Schatten des Doms“